# Biserica de lemn din Stănija

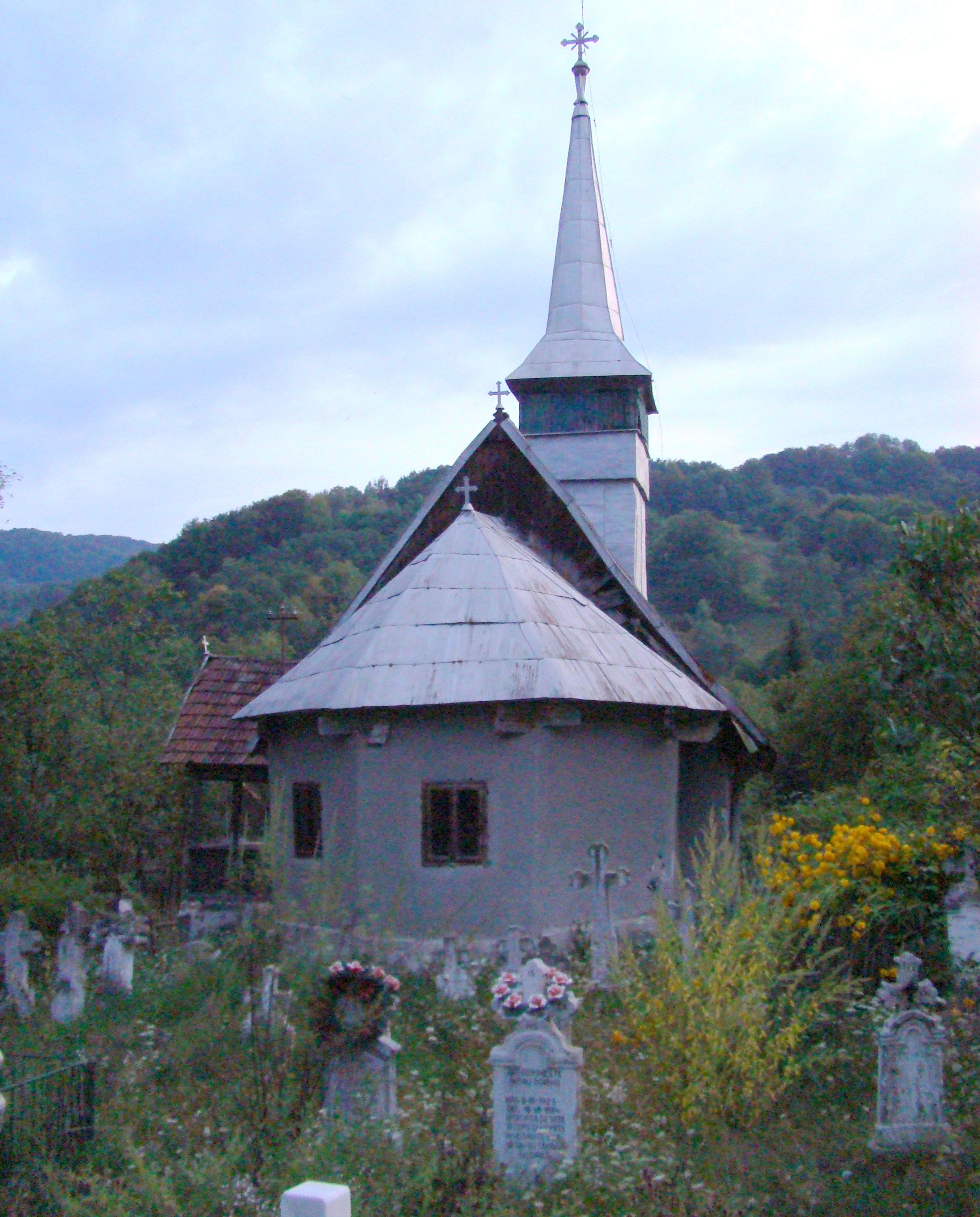
Biserica de lemn „Adormirea Maicii Domnului” din Stănija de Jos, comuna Buceș, județul Hunedoara, foto: august 2009.

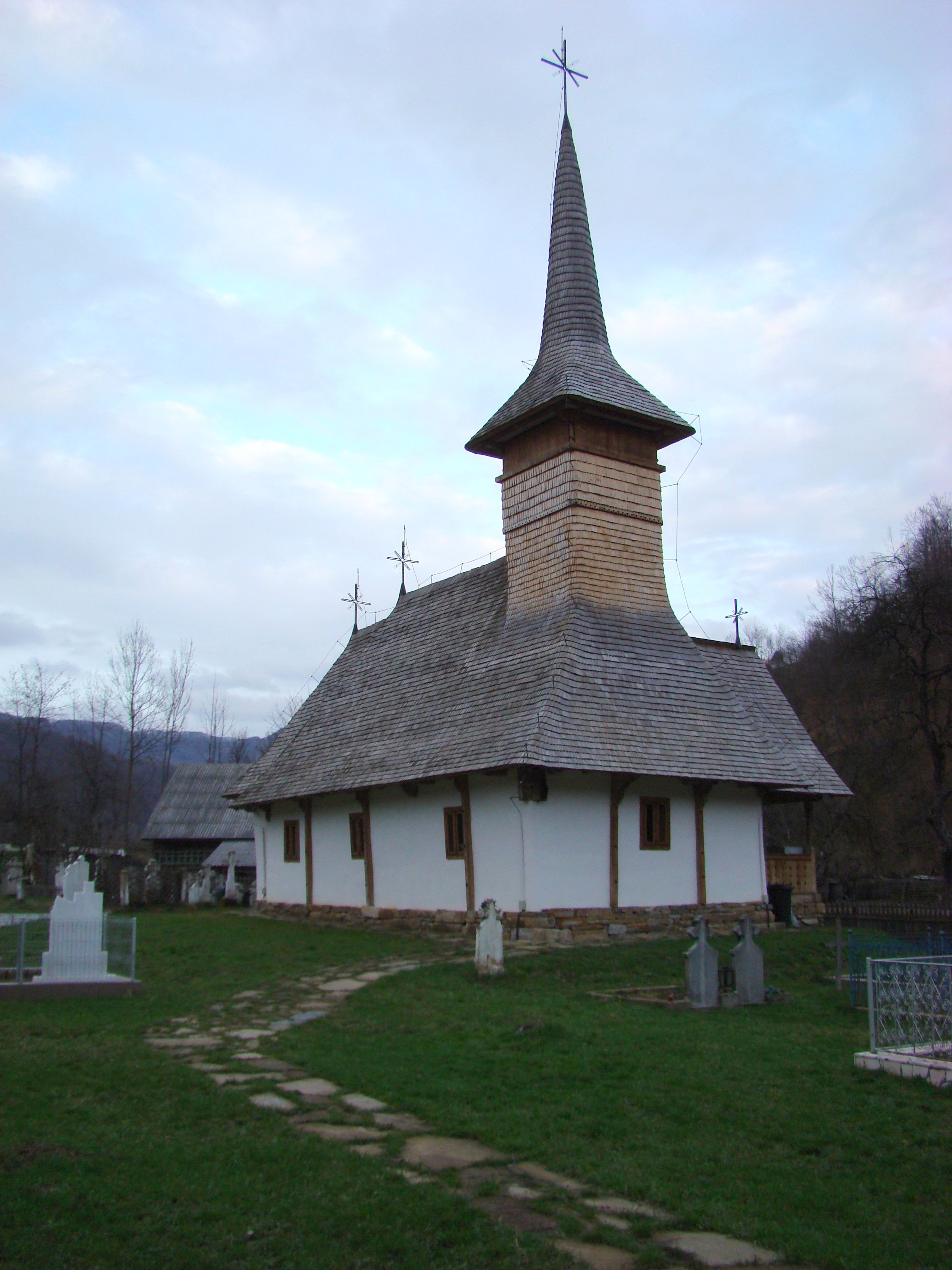
Biserica de lemn „Adormirea Maicii Domnului” din Stănija de Jos, comuna Buceș, județul Hunedoara, foto: aprilie 2013.

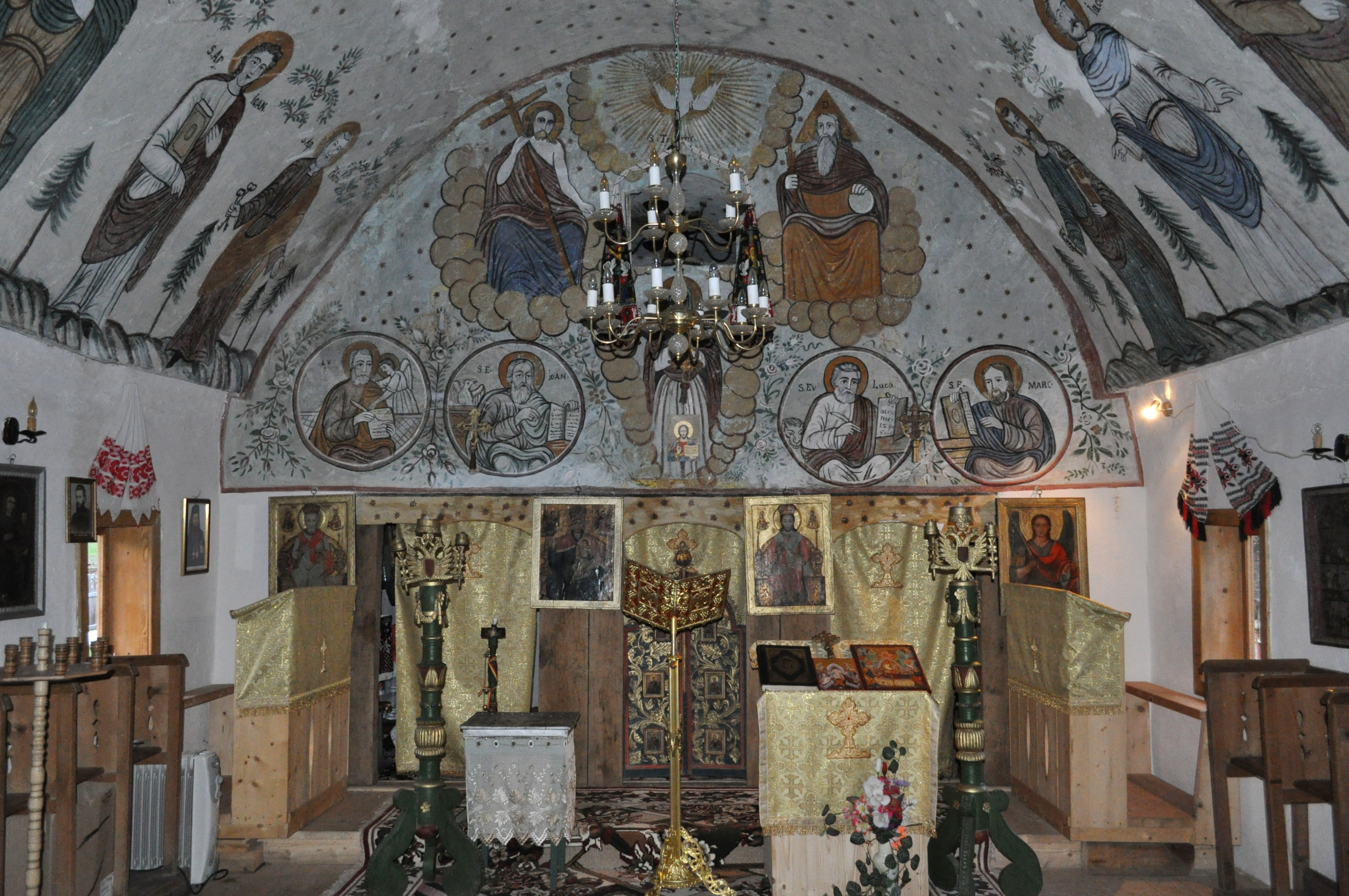
Nava spre iconostas

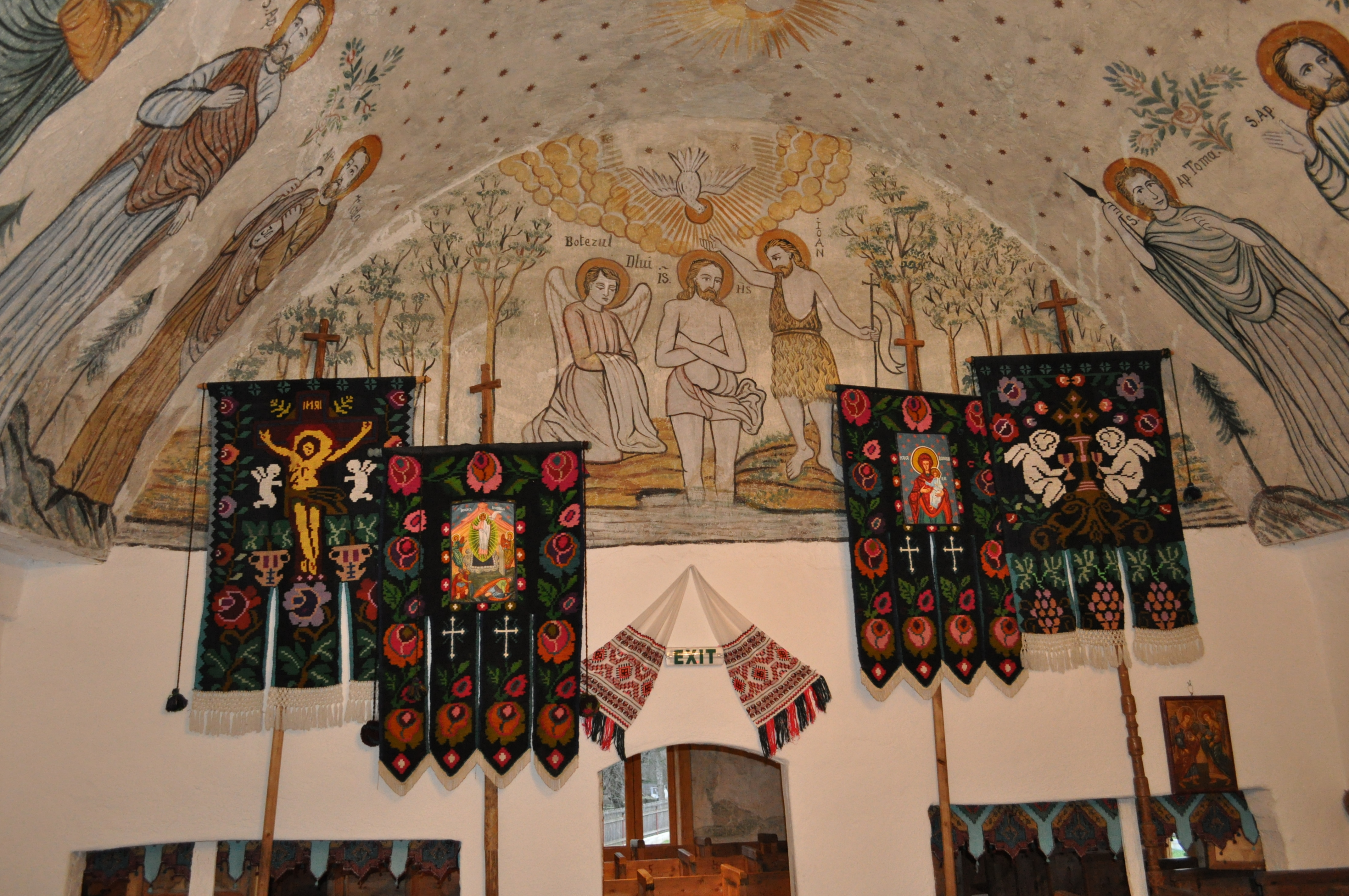
Naos, latura de vest

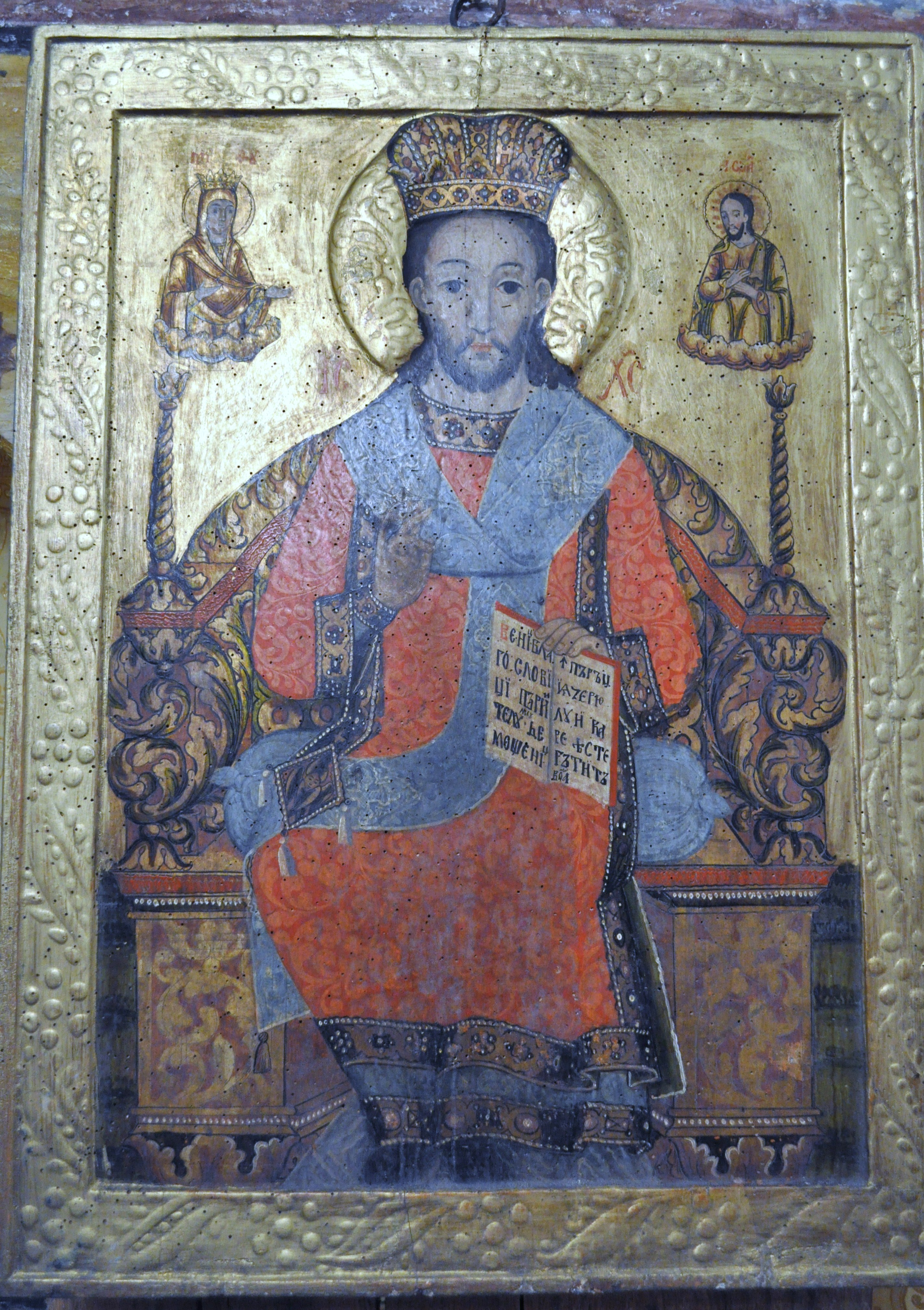
Icoană împărătească: Deisis (zugrav Constantin din Rișca)

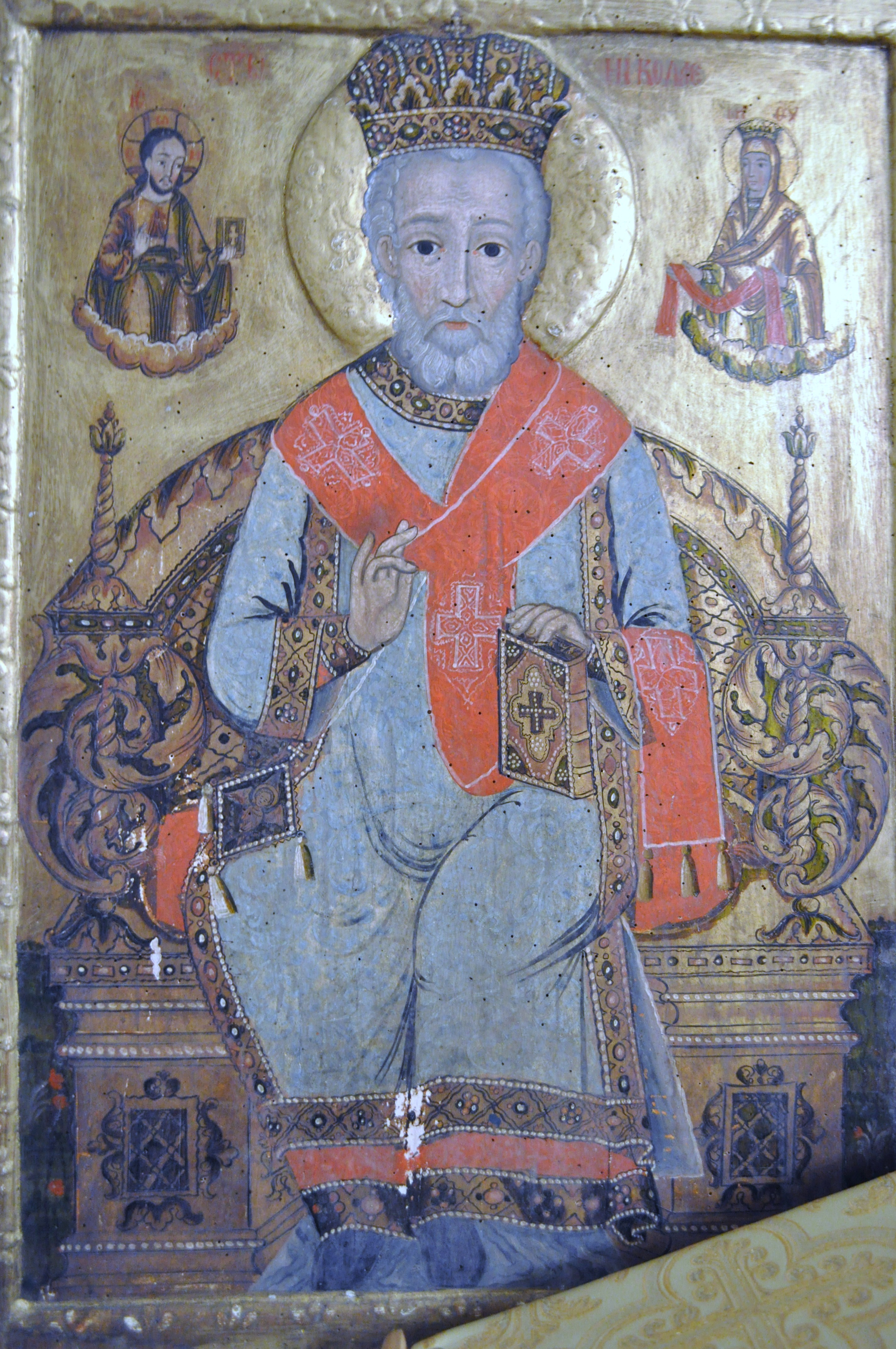
Icoană împărătească: Sfântul Nicolae (zugrav Constantin din Rișca)

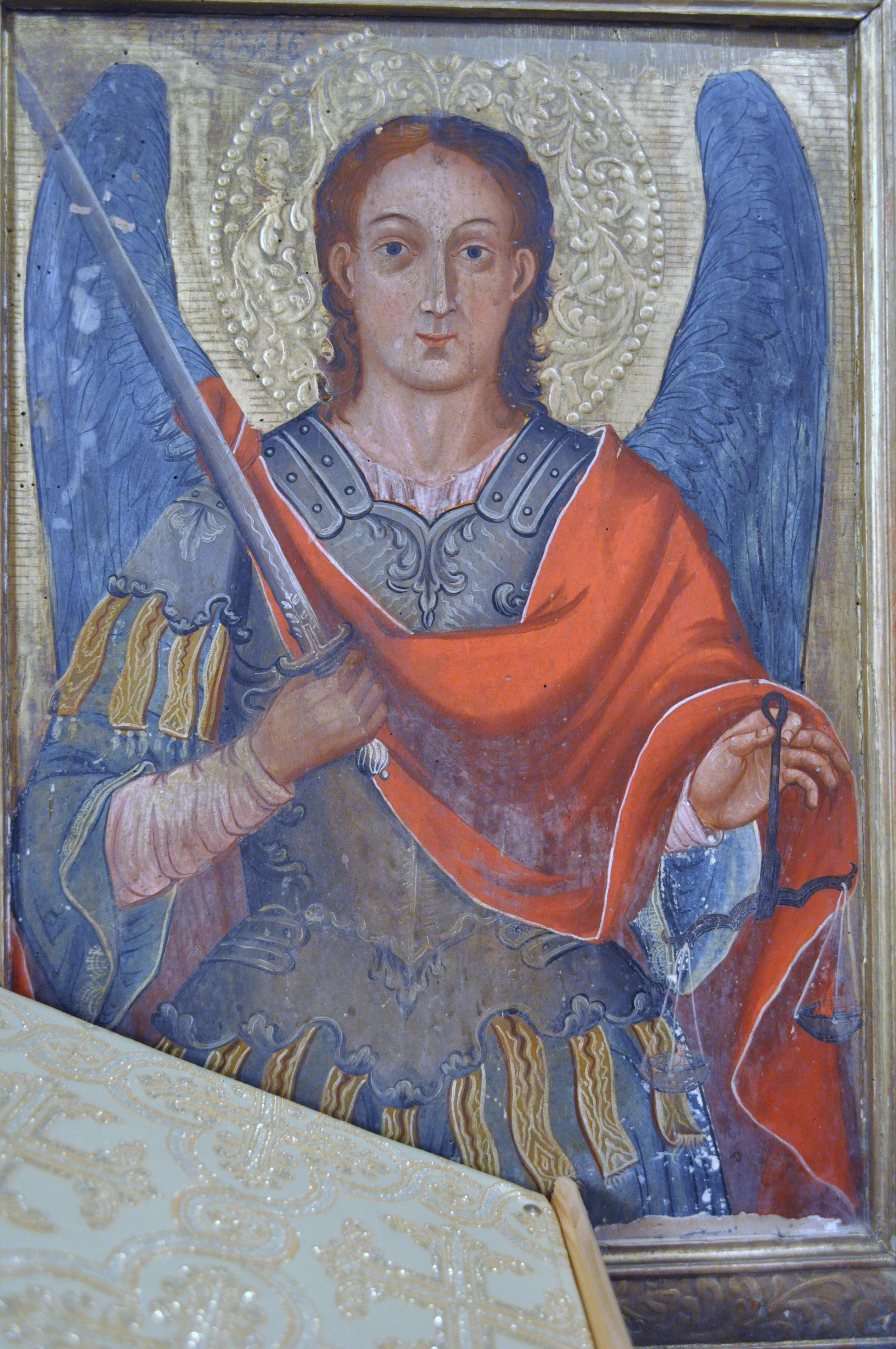
Icoană împărătească: Arhanghelul Mihail (zugrav Constantin din Rișca)

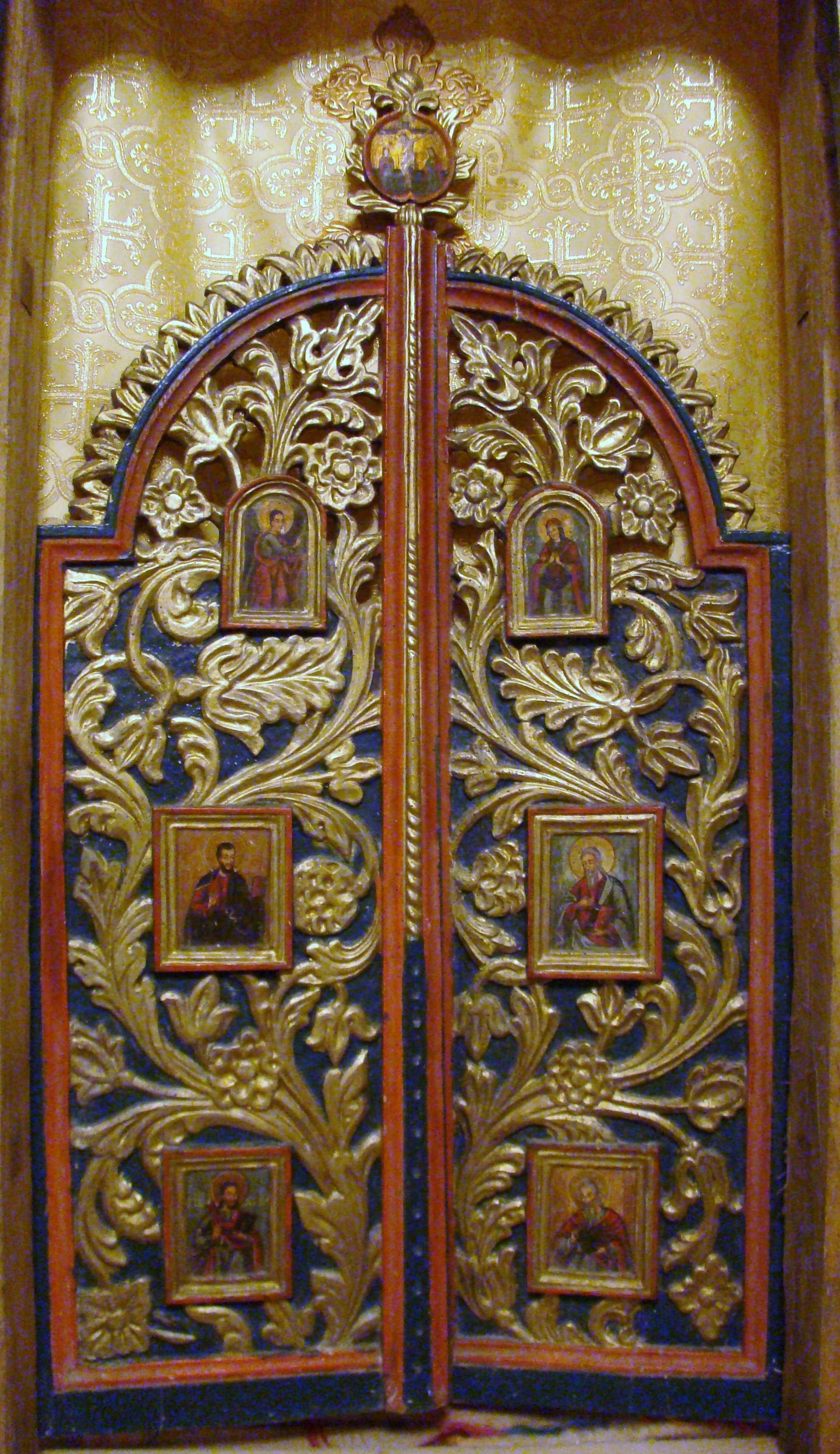
Ușile împărătești: „Buna Vestire”, „Evangheliștii”

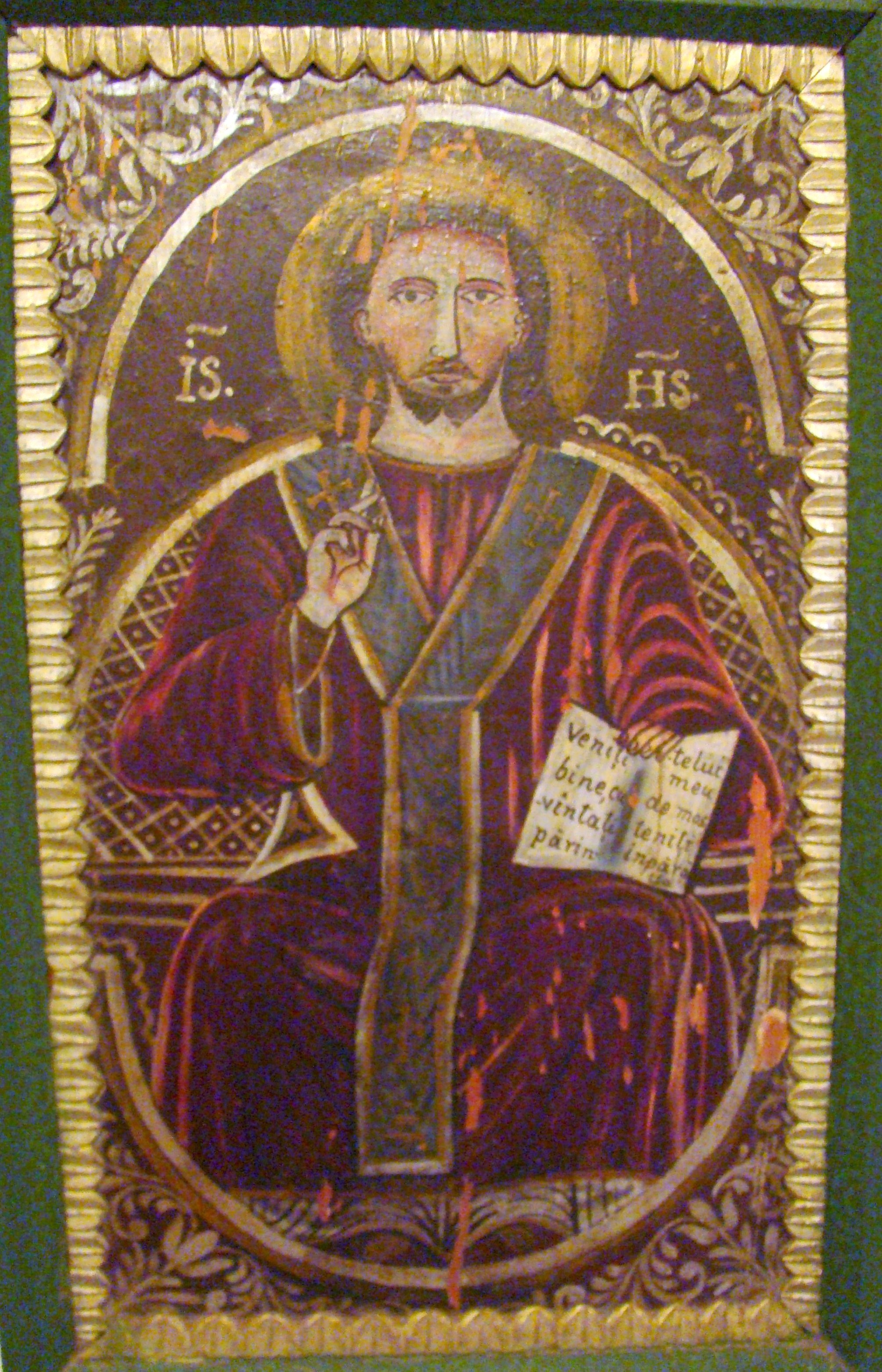
Deisis (zugrav Dionisie Iuga de la Nicula)

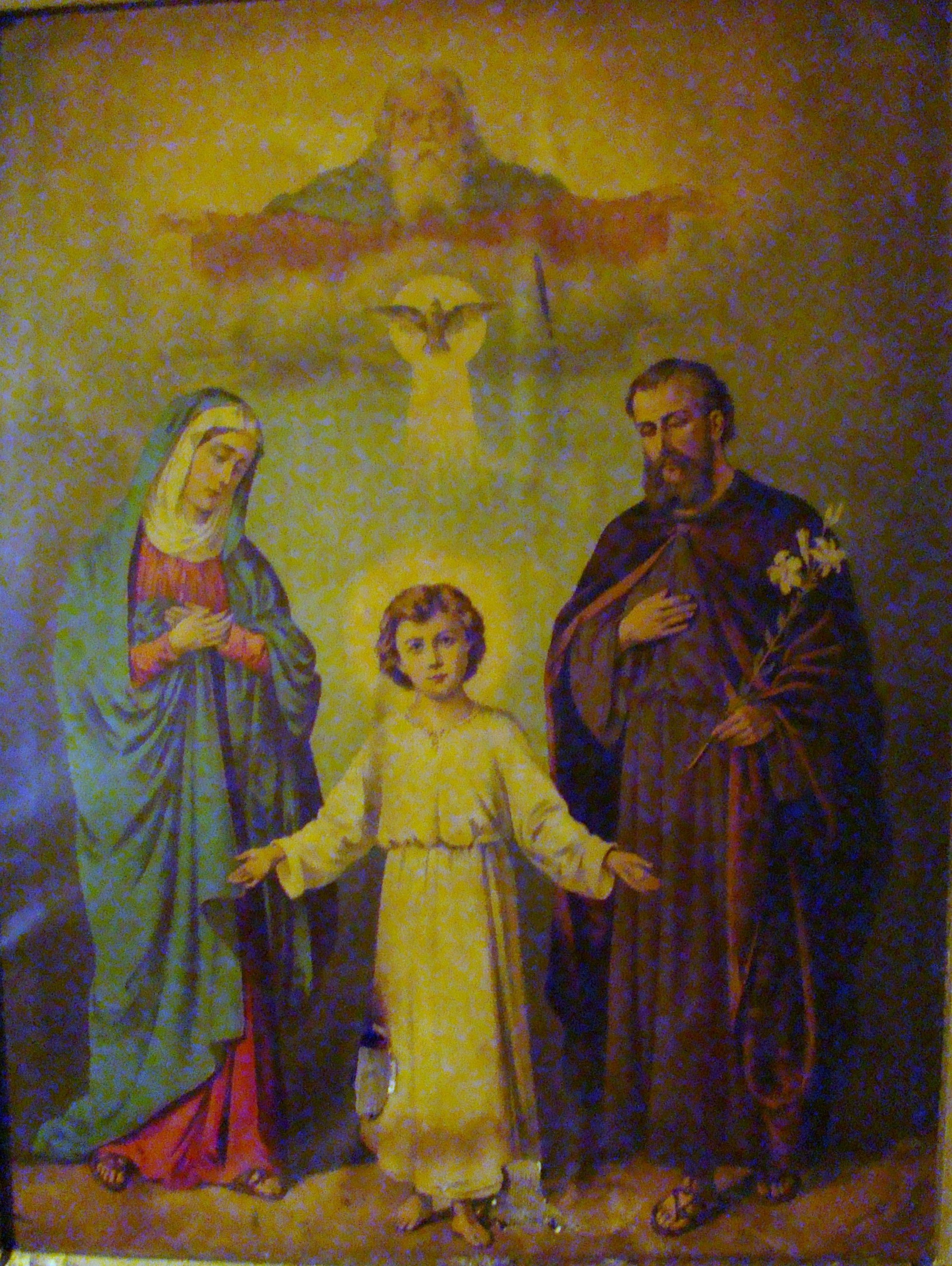
Pogorârea Sfântului Duh

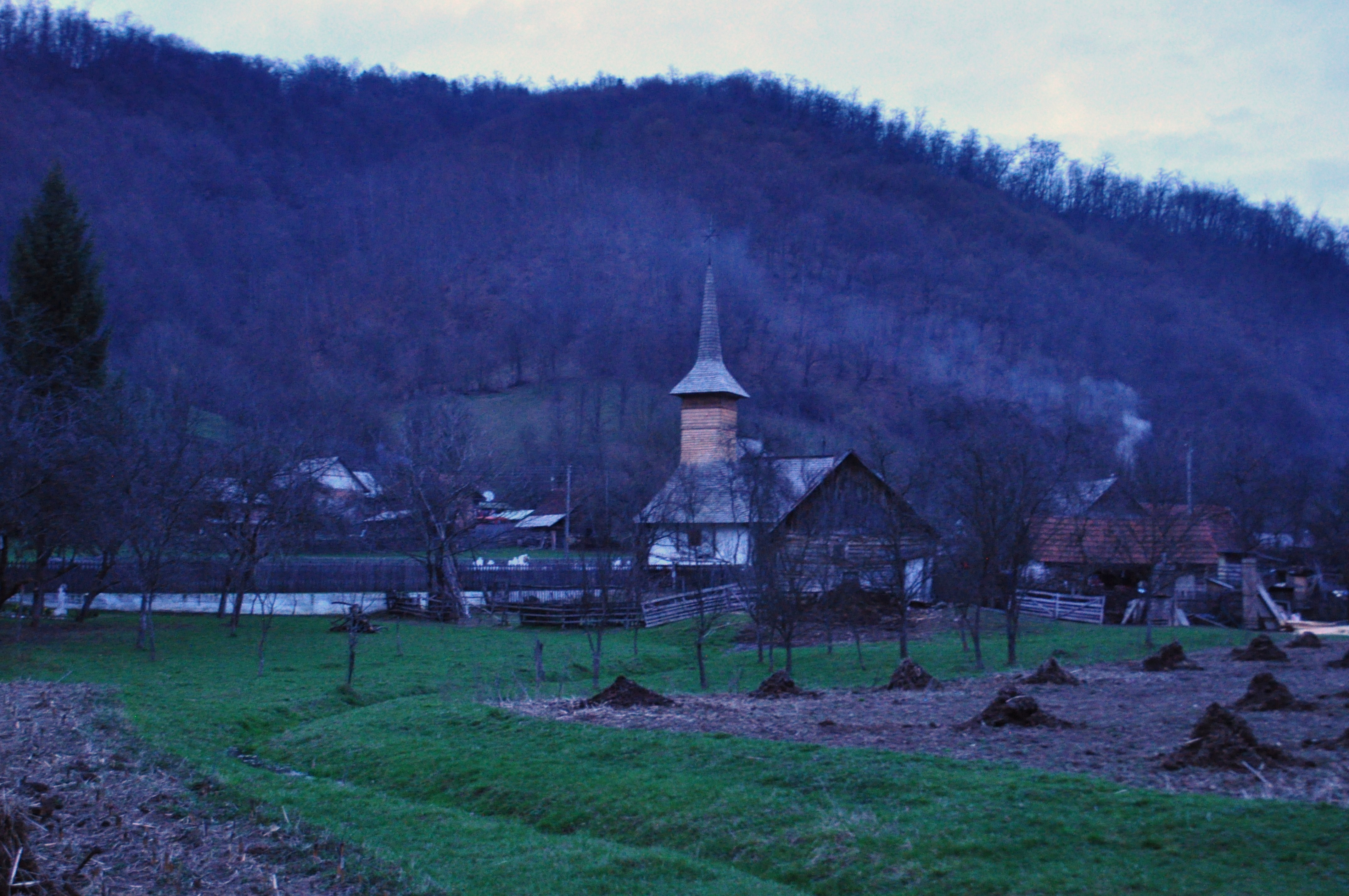
Biserica văzută din drumul spre Stănija de Sus

Biserica de lemn din Stănija, comuna Buceș, județul Hunedoara a fost construită în anul 1792. Are hramul „Adormirea Maicii Domnului”. Figurează pe lista monumentelor istorice 2010, cod LMI HD-II-m-B-20936.

## Istoric și trăsături
În comuna Buceș, doar biserica ,Adormirea Maicii Domnului” din Stănija de Jos păstrează, ca material constructiv, lemnul. Este un edificiu de plan dreptunghiular, cu absida pentagonală, decroșată, prevăzut cu un turn-clopotniță zvelt, cu foișor înfundat cu scânduri și fleșă înaltă, îmbrăcat, în 1968, în tablă (la acoperiș s-a folosit, la aceeași dată, țigla); la ultima renovare, cea din 2009, s-a revenit la învelitoarea inițială de șiță. Naosul și pronaosul sunt marcate la exterior prin două intrări distincte, ambele precedate de un pridvor comun deschis. Din bătrâni s-a transmis că biserica a fost mutată, în anul 1840, în timpul păstoririi preotului Avram Crăciun senior, din „Gura Stănijii”, lăcașul fiind, așadar, mult mai vechi. Satul Stănija este compus din două părți distincte: Stănija de Jos și Stănija de Sus. În izvoarele demografice și cartografice ale secolelor XVIII-XIX, în dreptul localității „Sztenise”, „Sztenisza”, „Sztanyisza” sau „Stanisza” (variante de transliterare a toponimului românesc în grafie maghiară) este înregistrat un singur edificiu. Luând în calcul poziționarea edificiului redat în izvorul cartografic austriac în dreptul Stănijei de Jos, se poate considera că recensămintele ecleziatice ale secolului al XVIII-lea fac trimitere la biserica de lemn din „Gura Stănijii”, mutată în 1840 în partea de jos a satului. Odată cu reasamblarea, au survenit și unele modificări, precum adăugarea pridvorului sudic deschis și tencuirea suprafeței interioare a bârnelor. Bogatul decor iconografic a fost executat de pictorul Dionisie Iuga din Nicula (jud. Cluj) la sfârșitul secolului al XlX-lea; pictura registrului împărătesc al tâmplei poartă pecetea artistică inconfundabilă a cunoscutului zugrav zărăndean Constantin din Rișca.

## Imagini din exterior

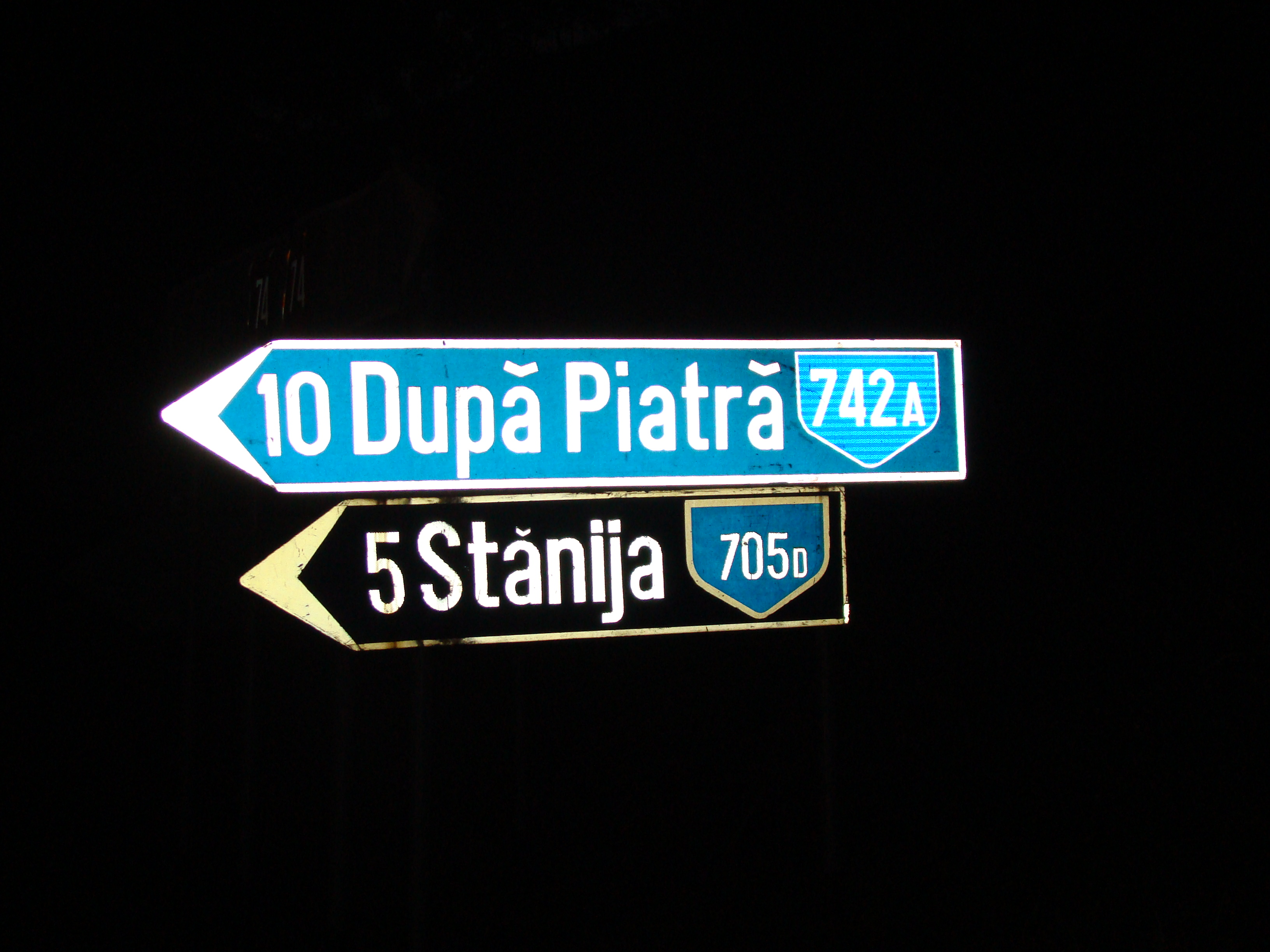
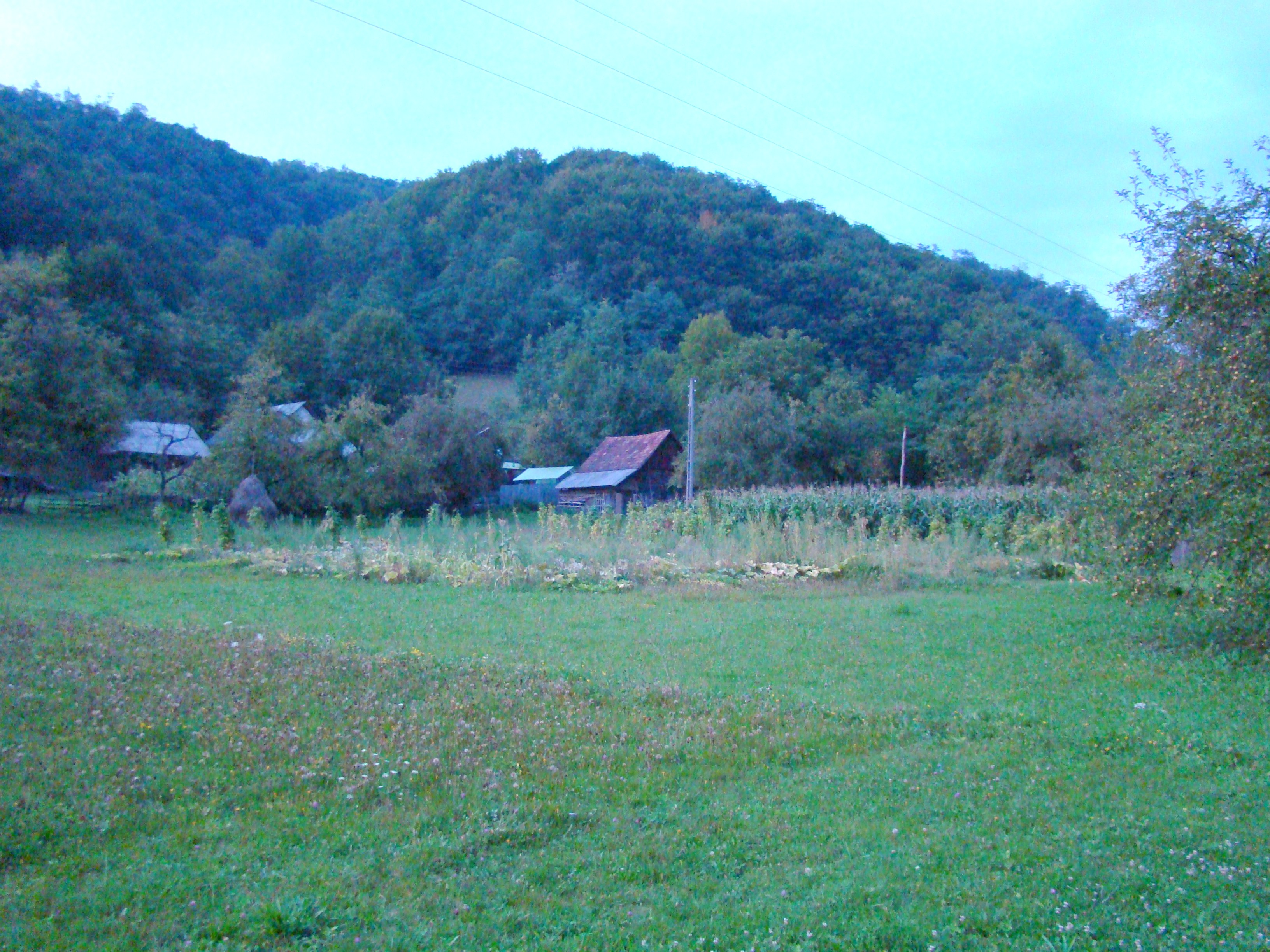
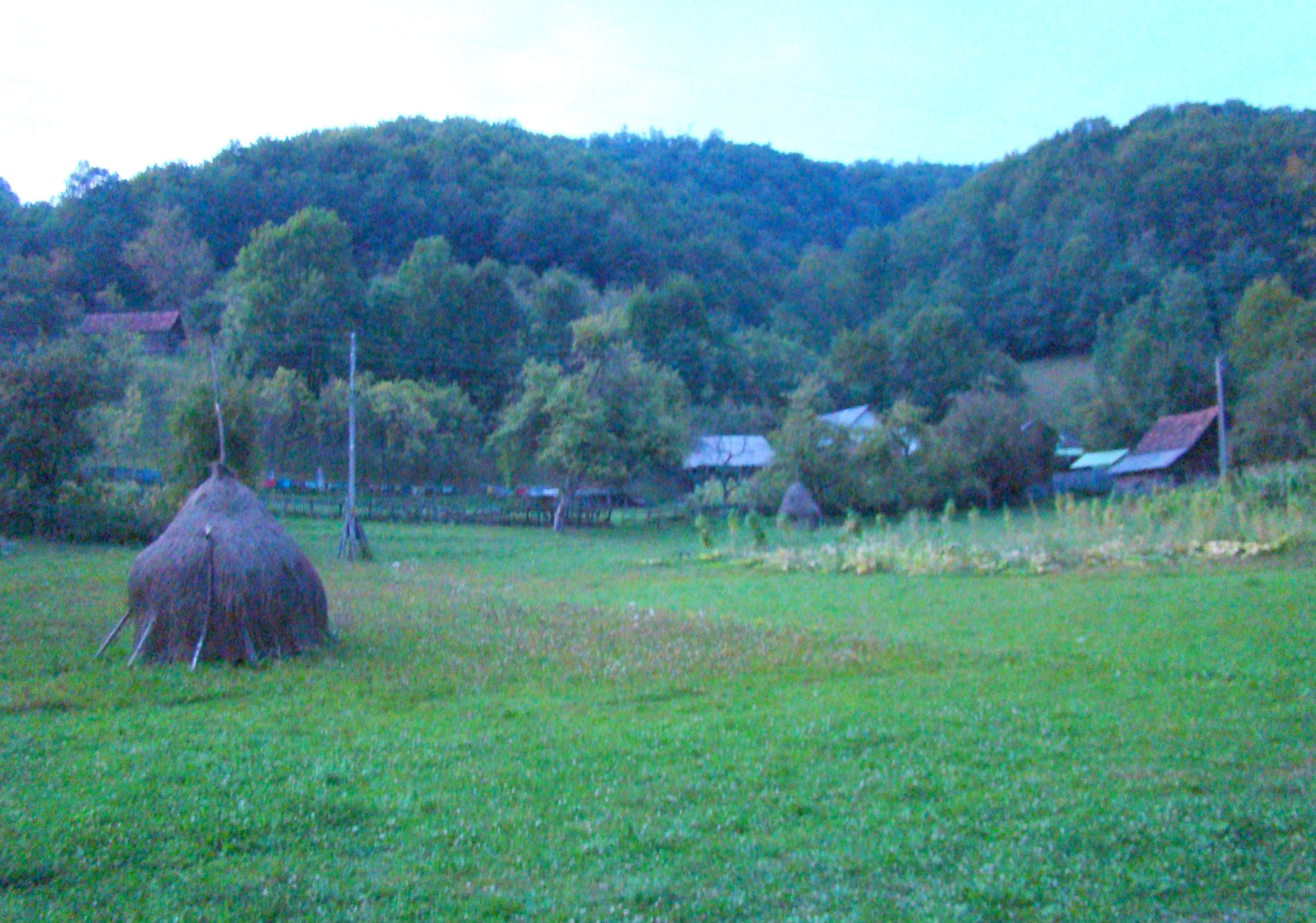
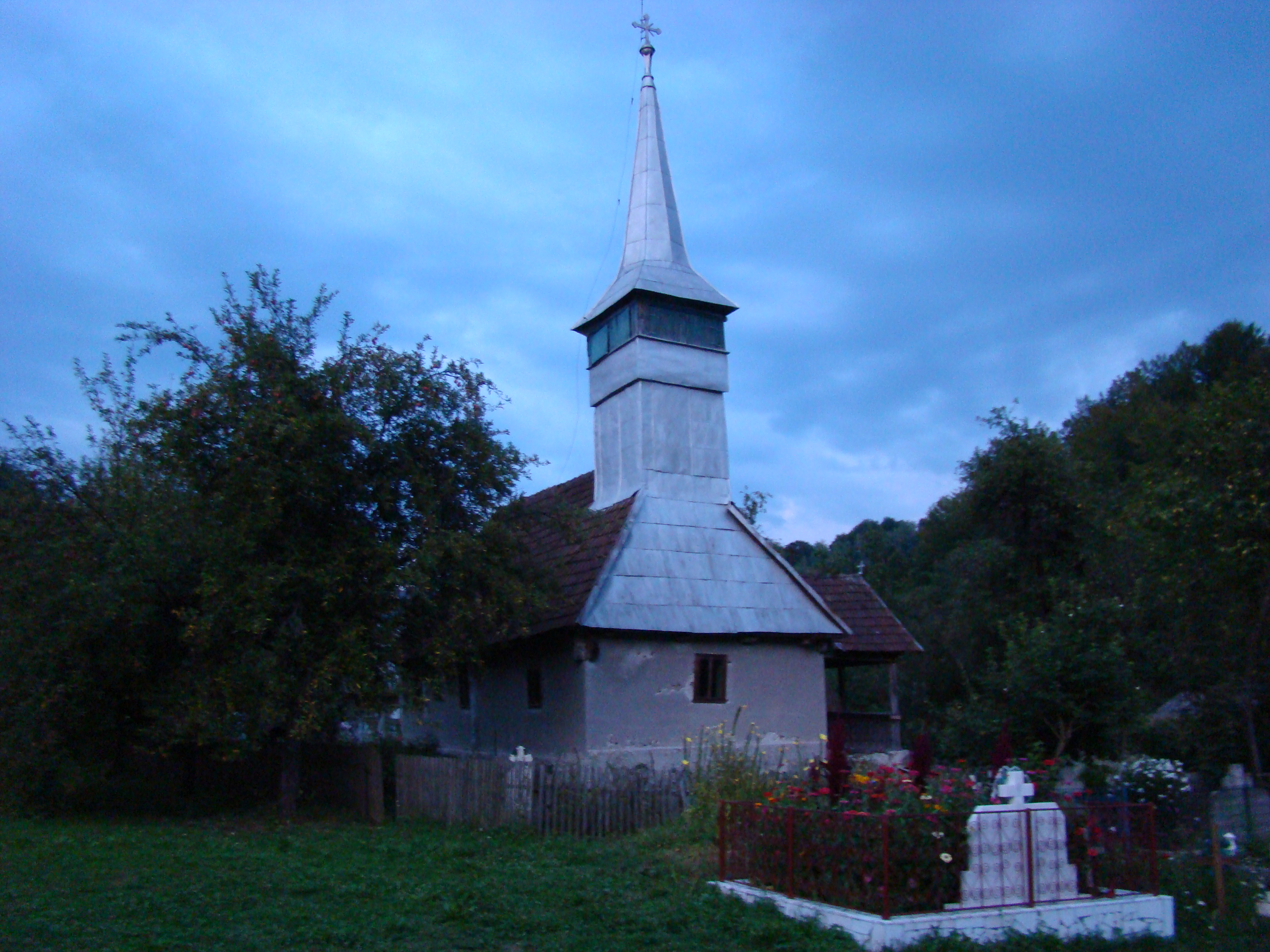
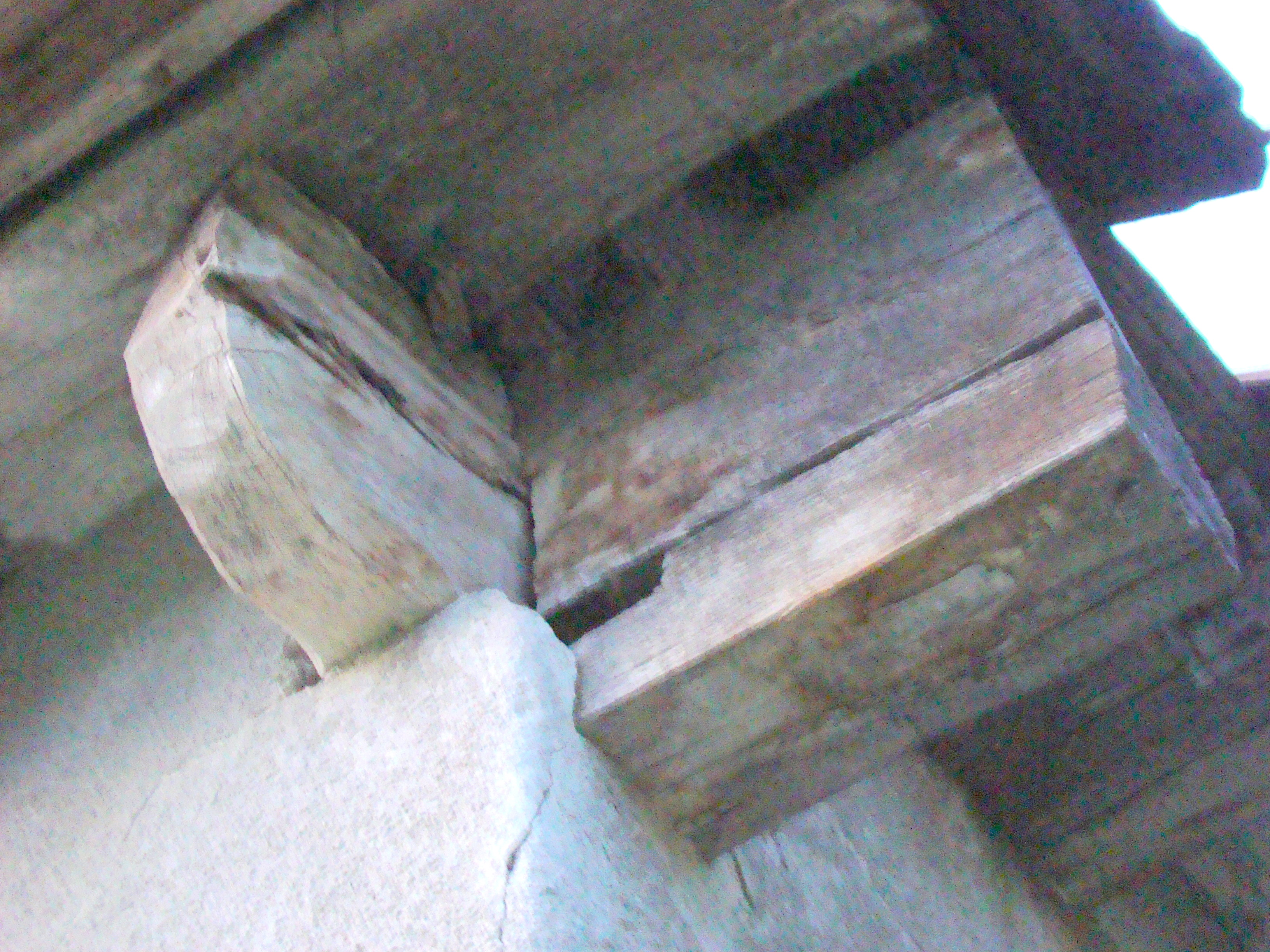
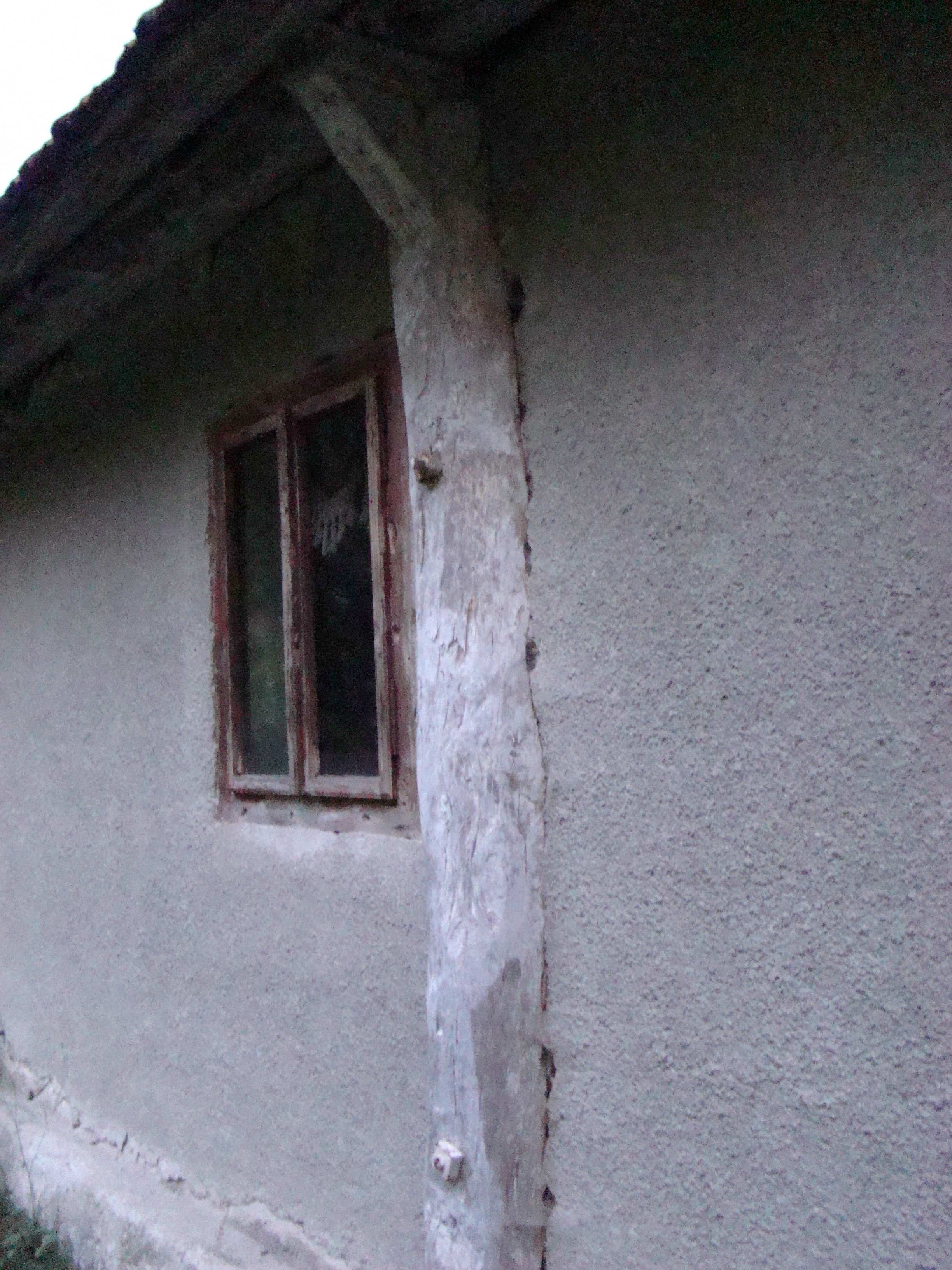
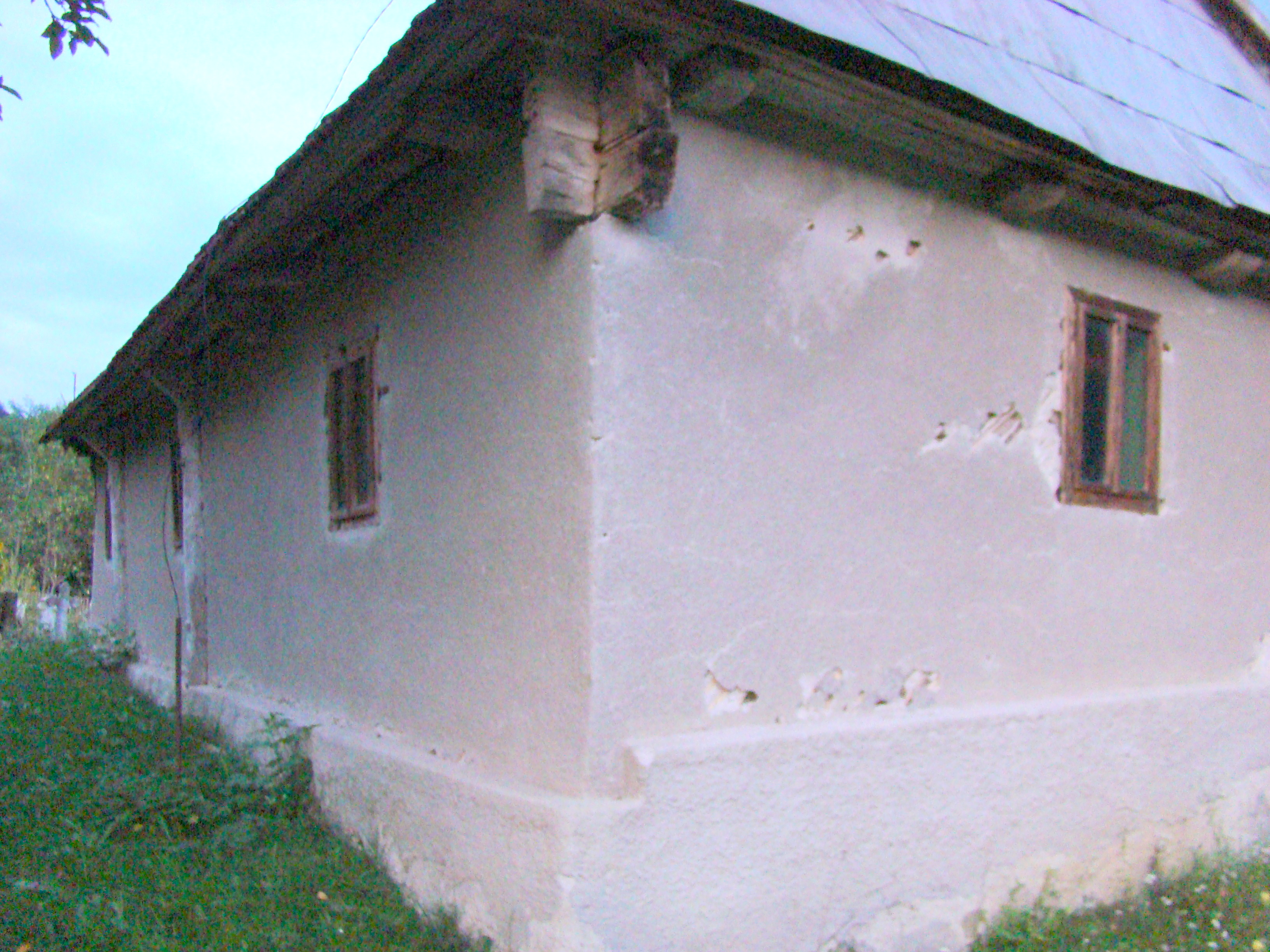
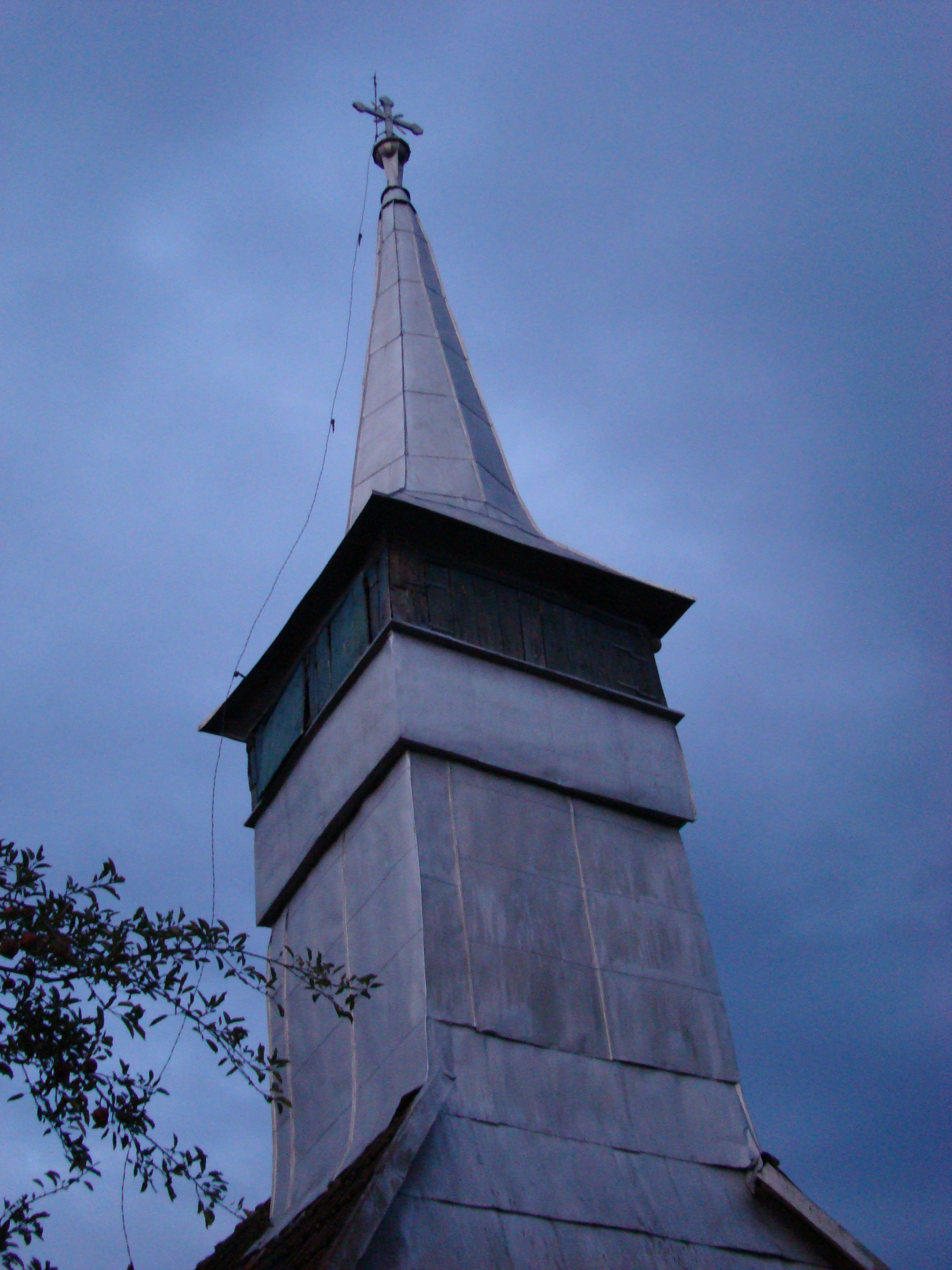
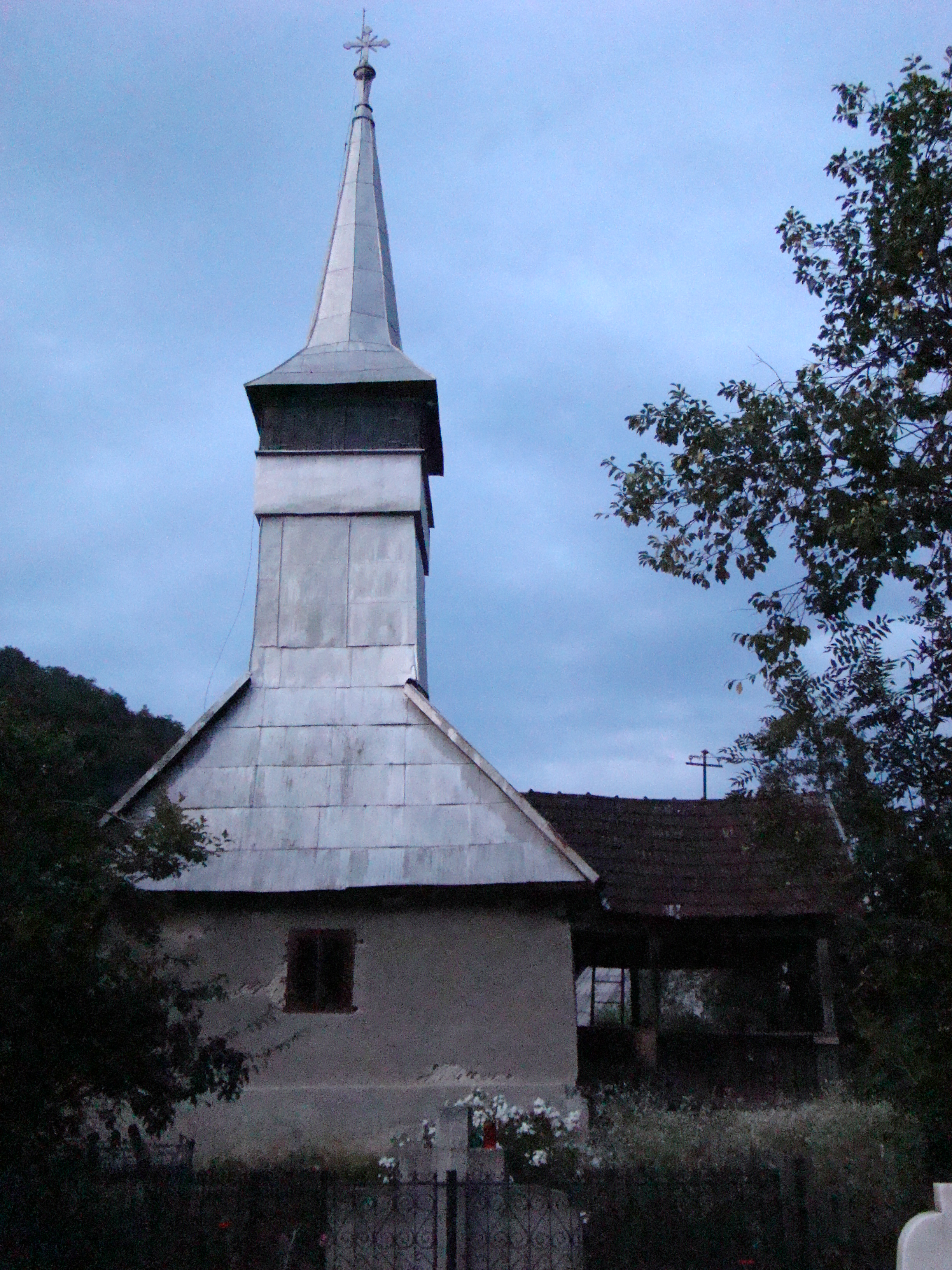
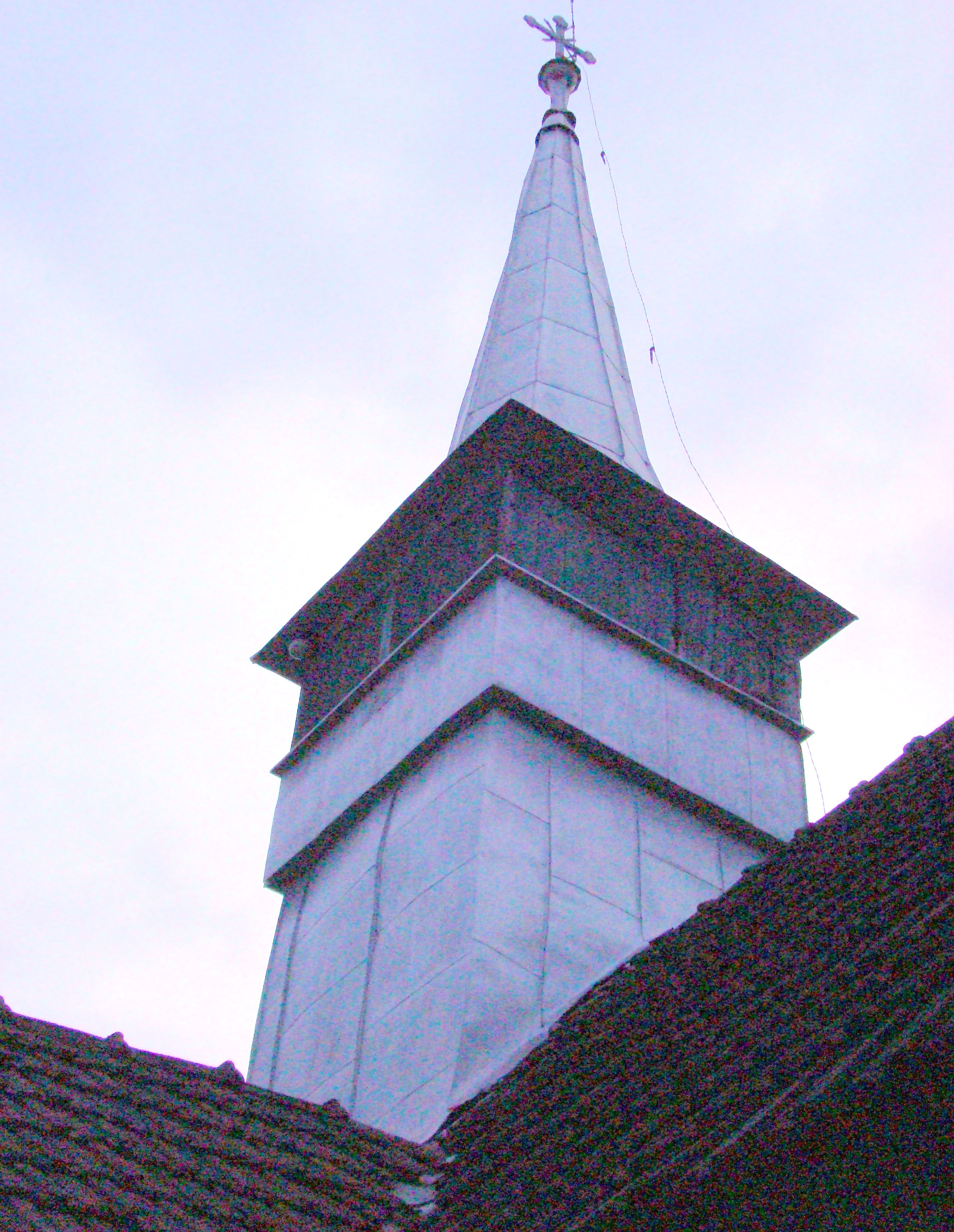
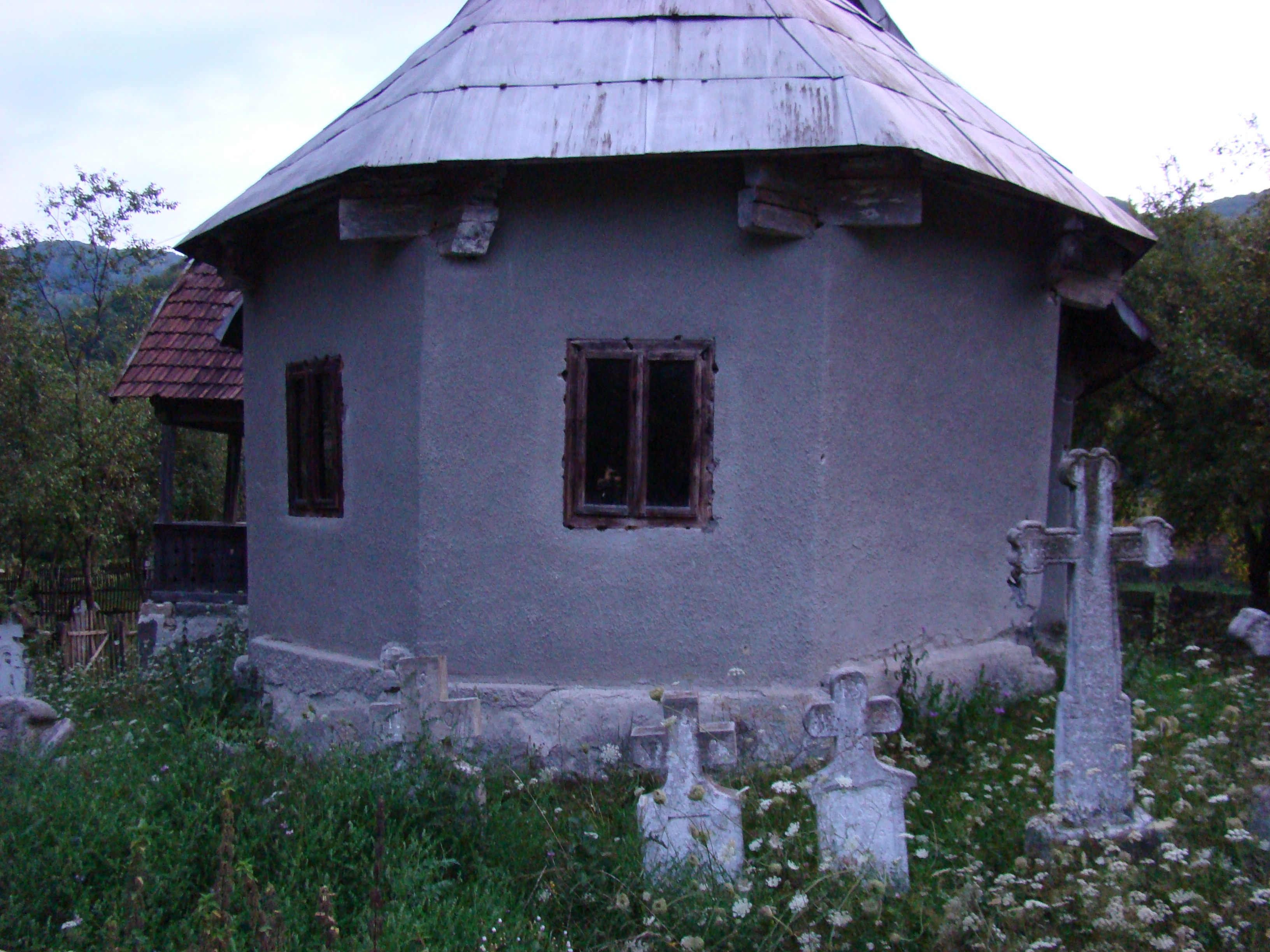
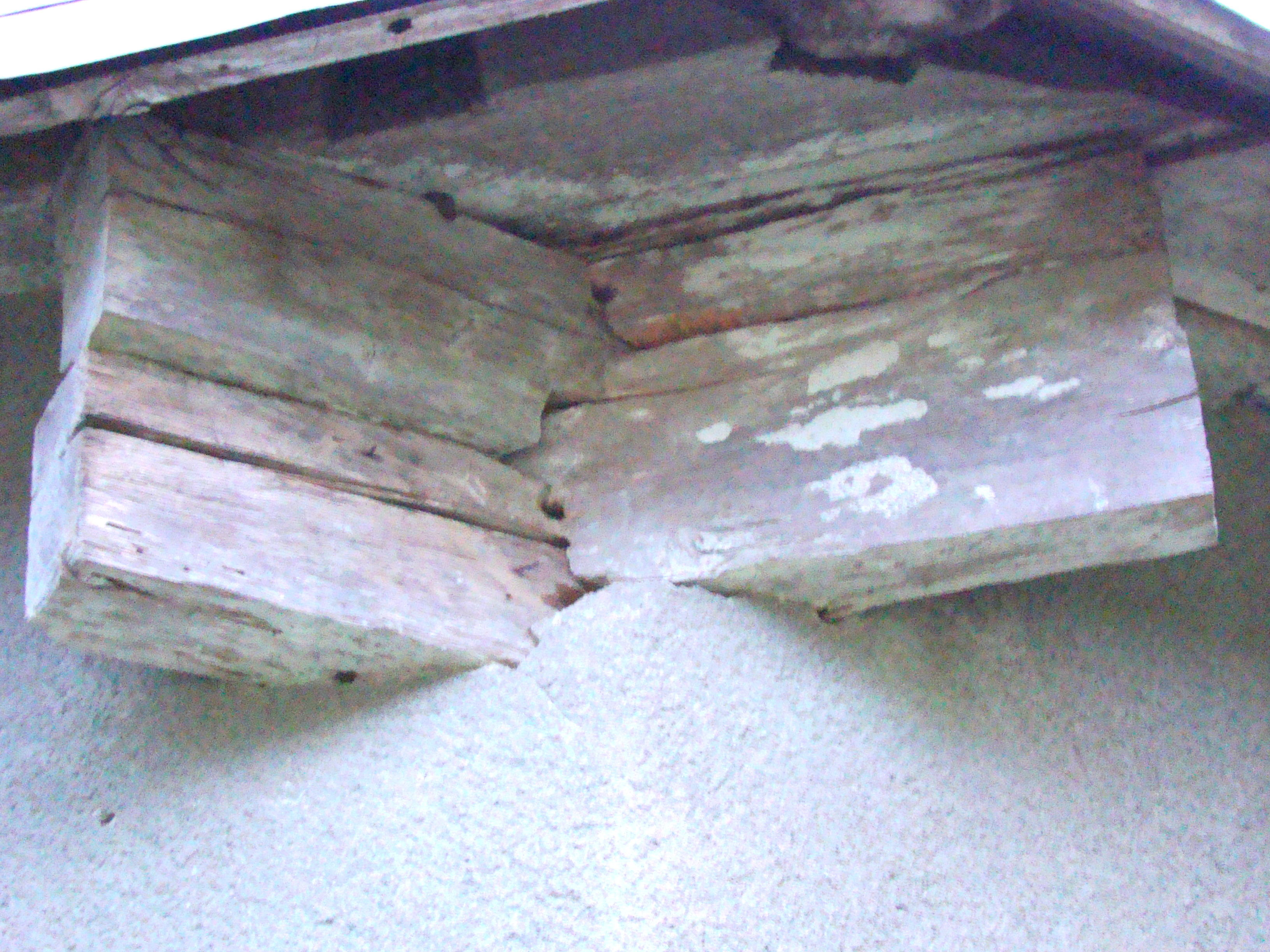

## Biserica după lucrările de restaurare din 2009

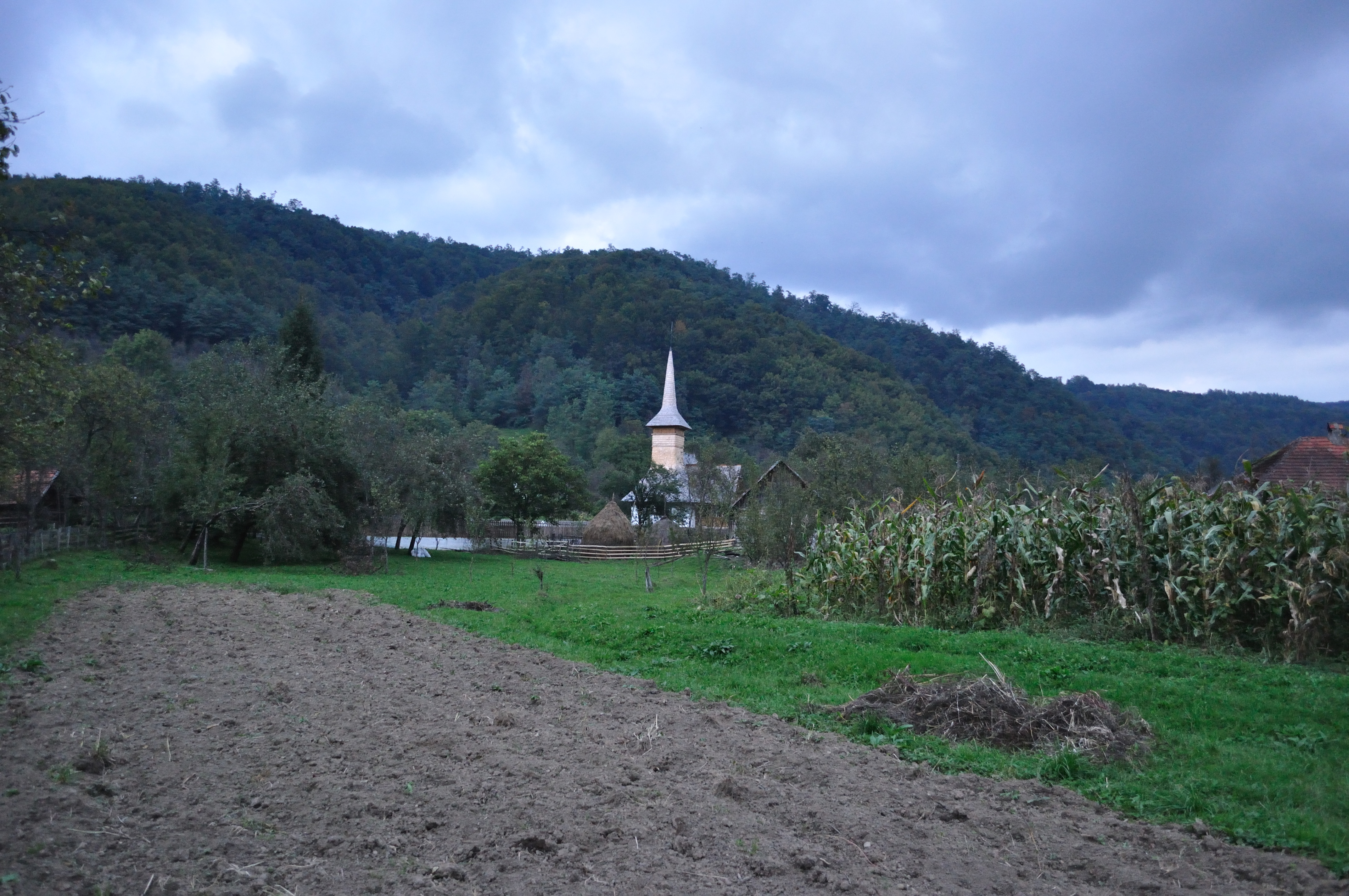
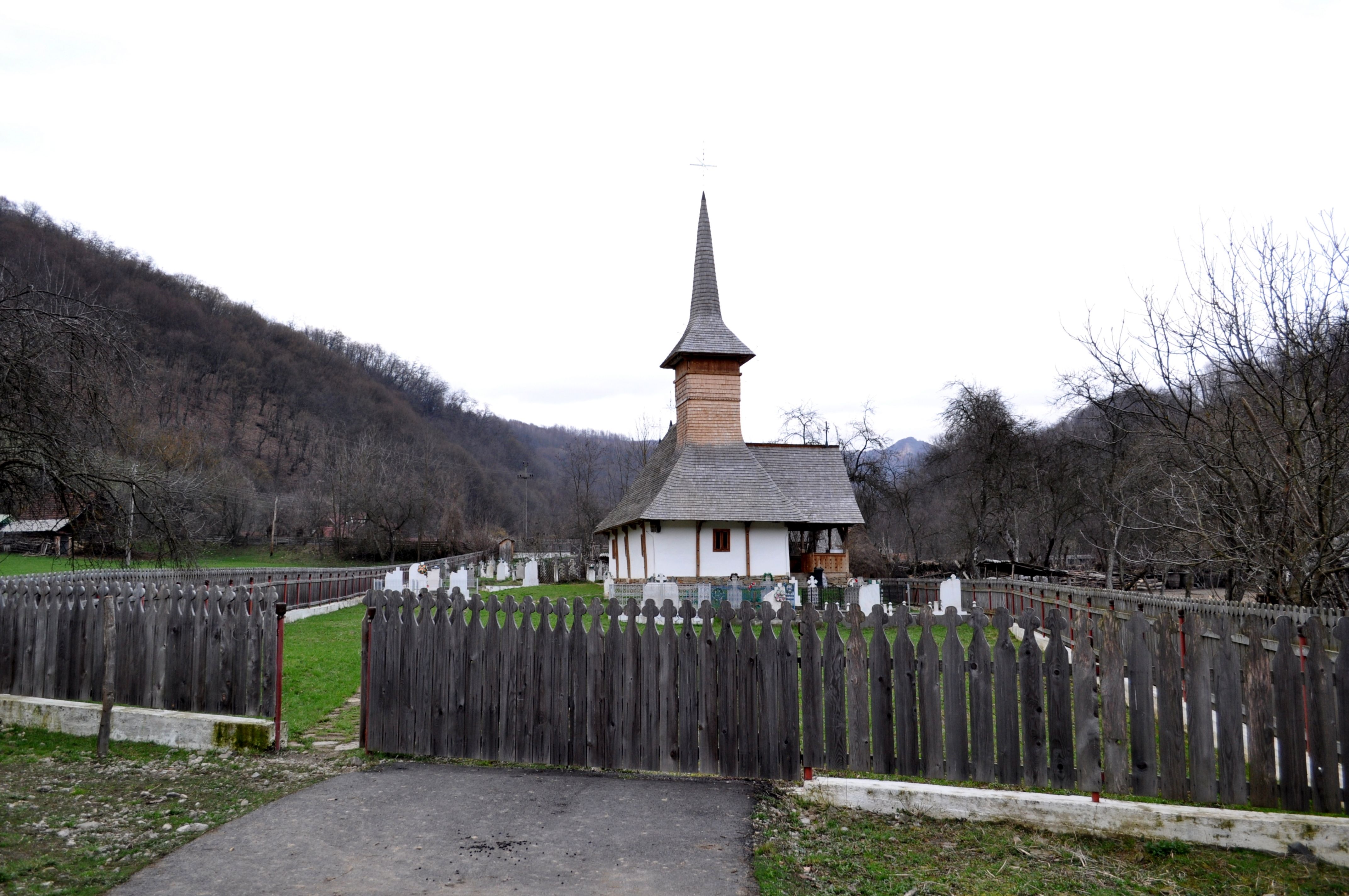
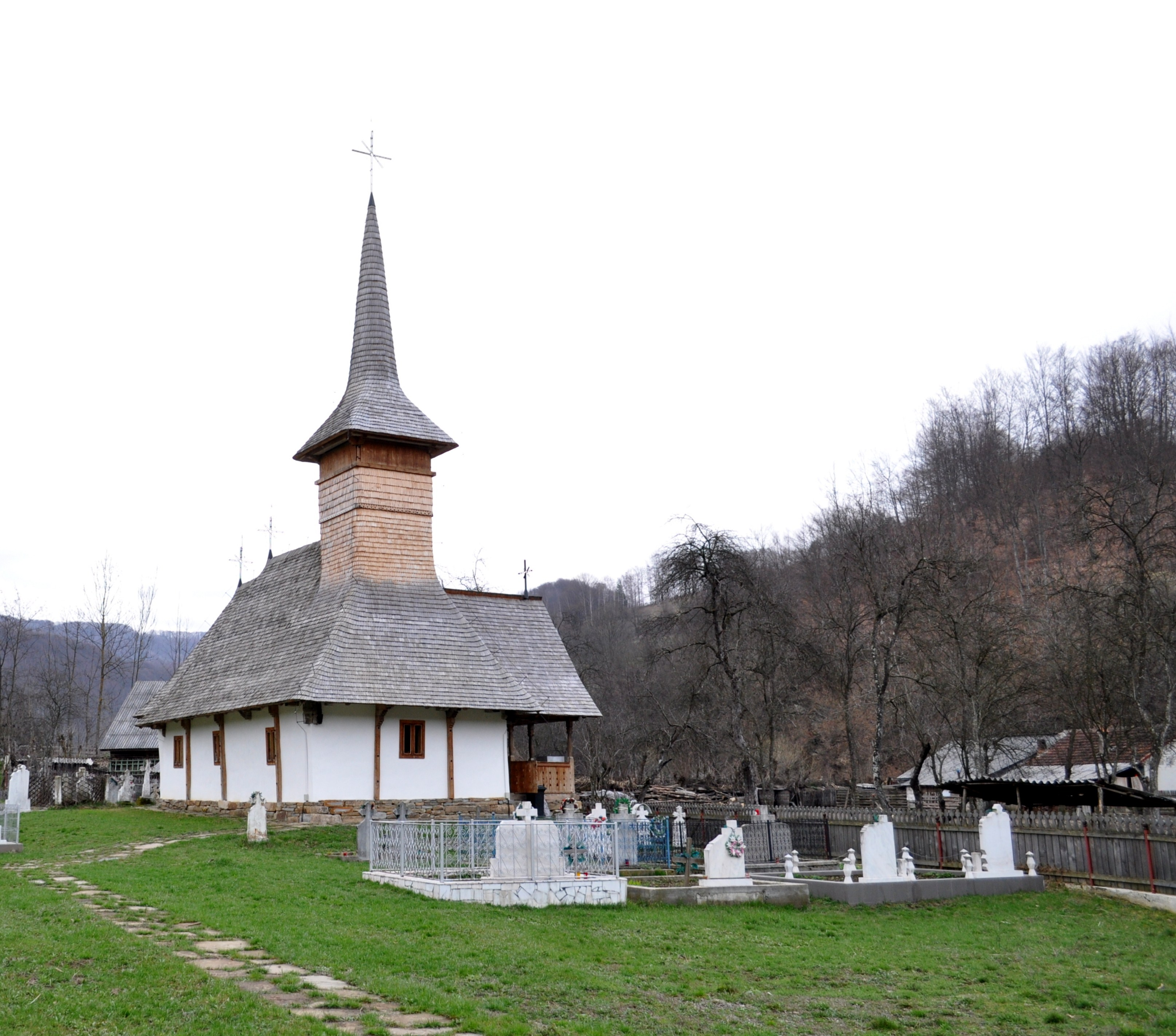
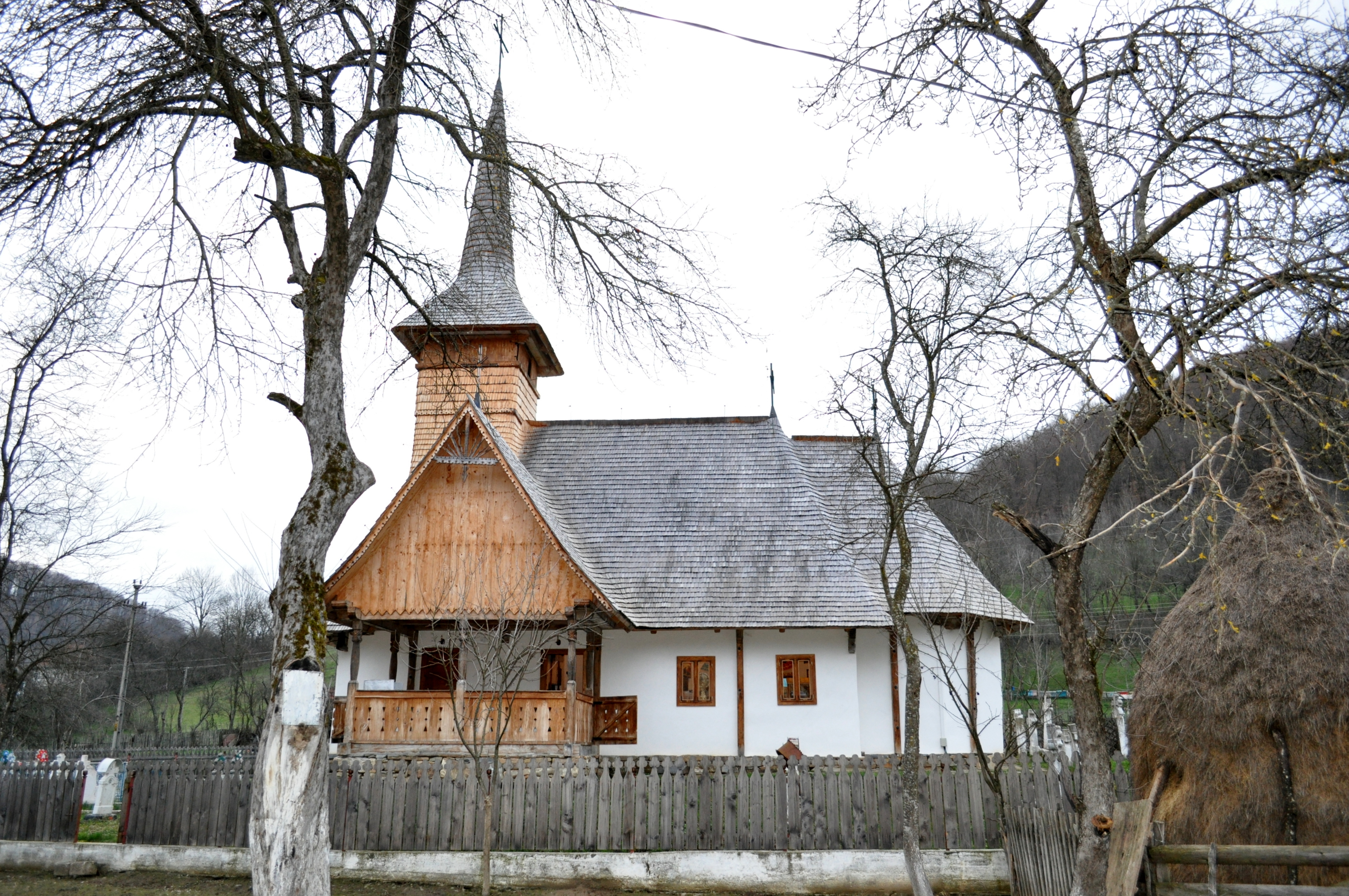
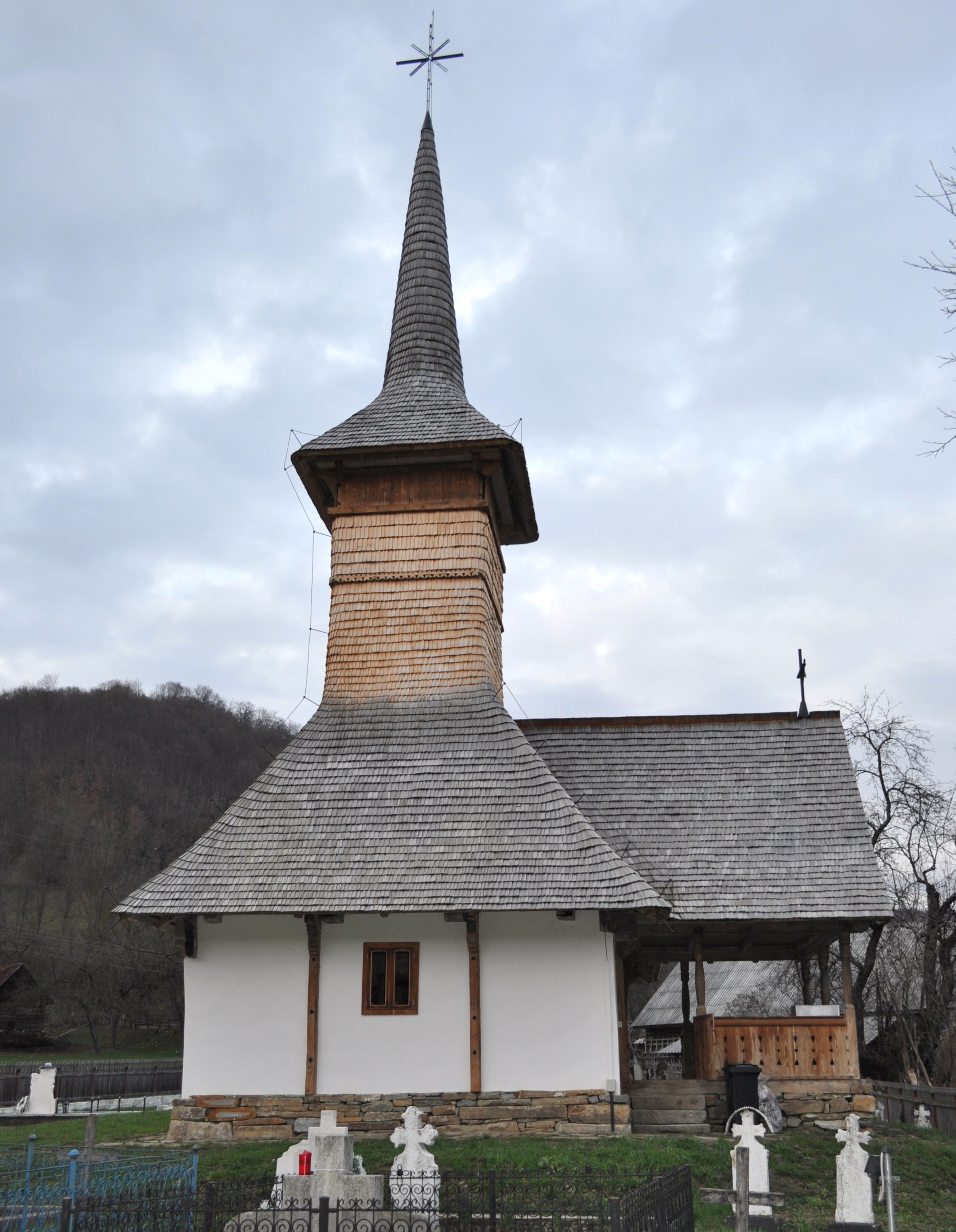
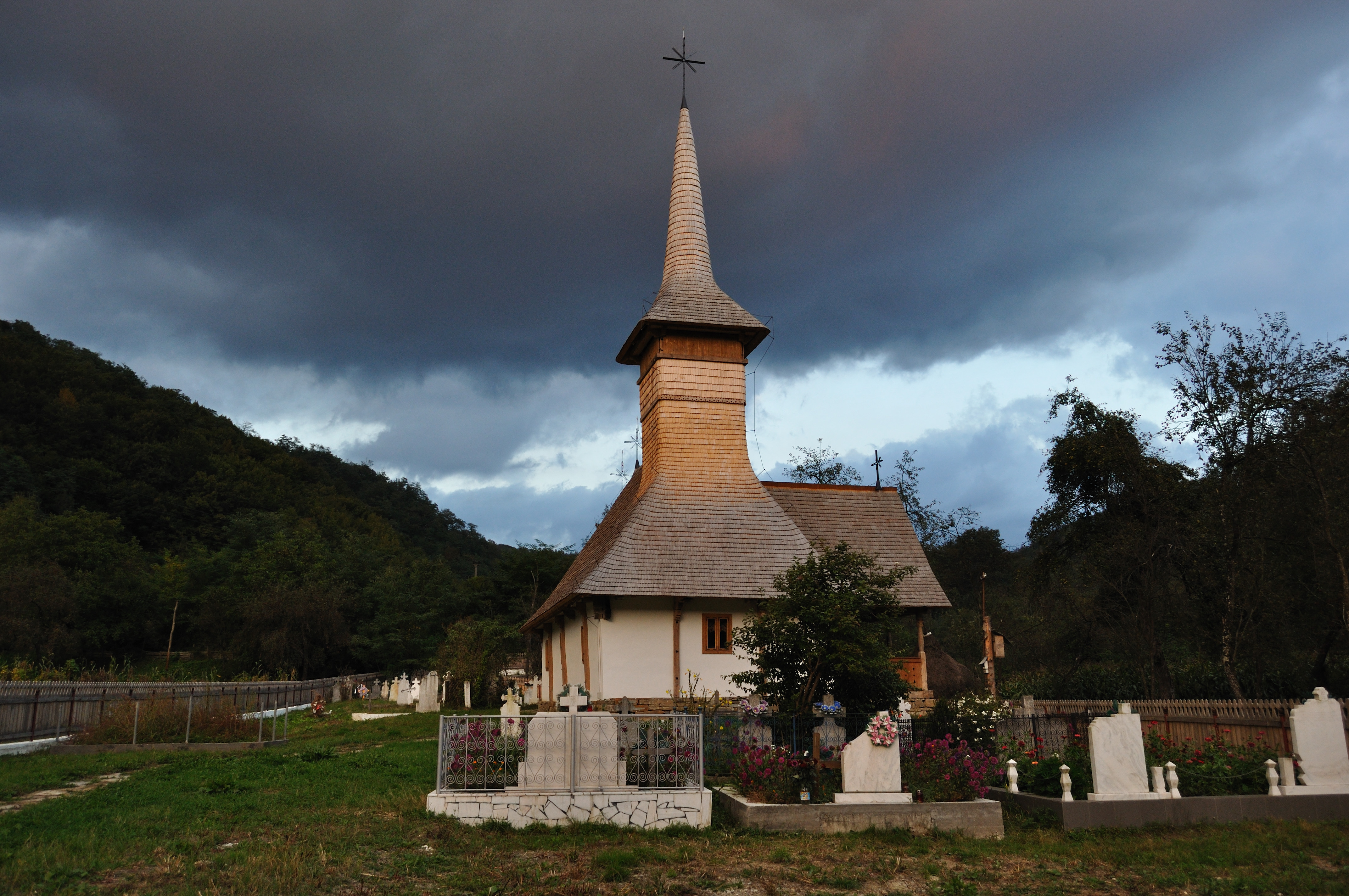
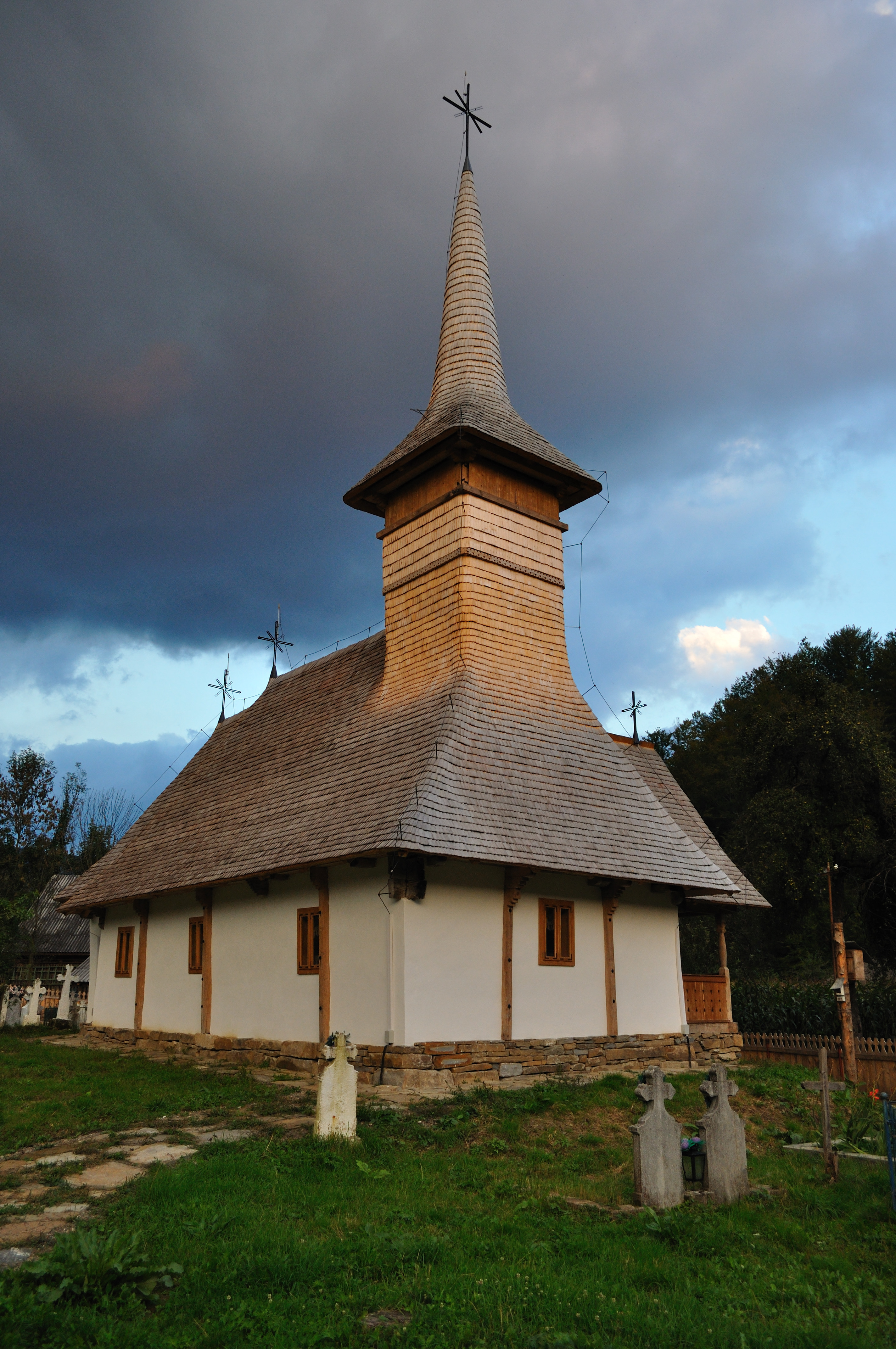
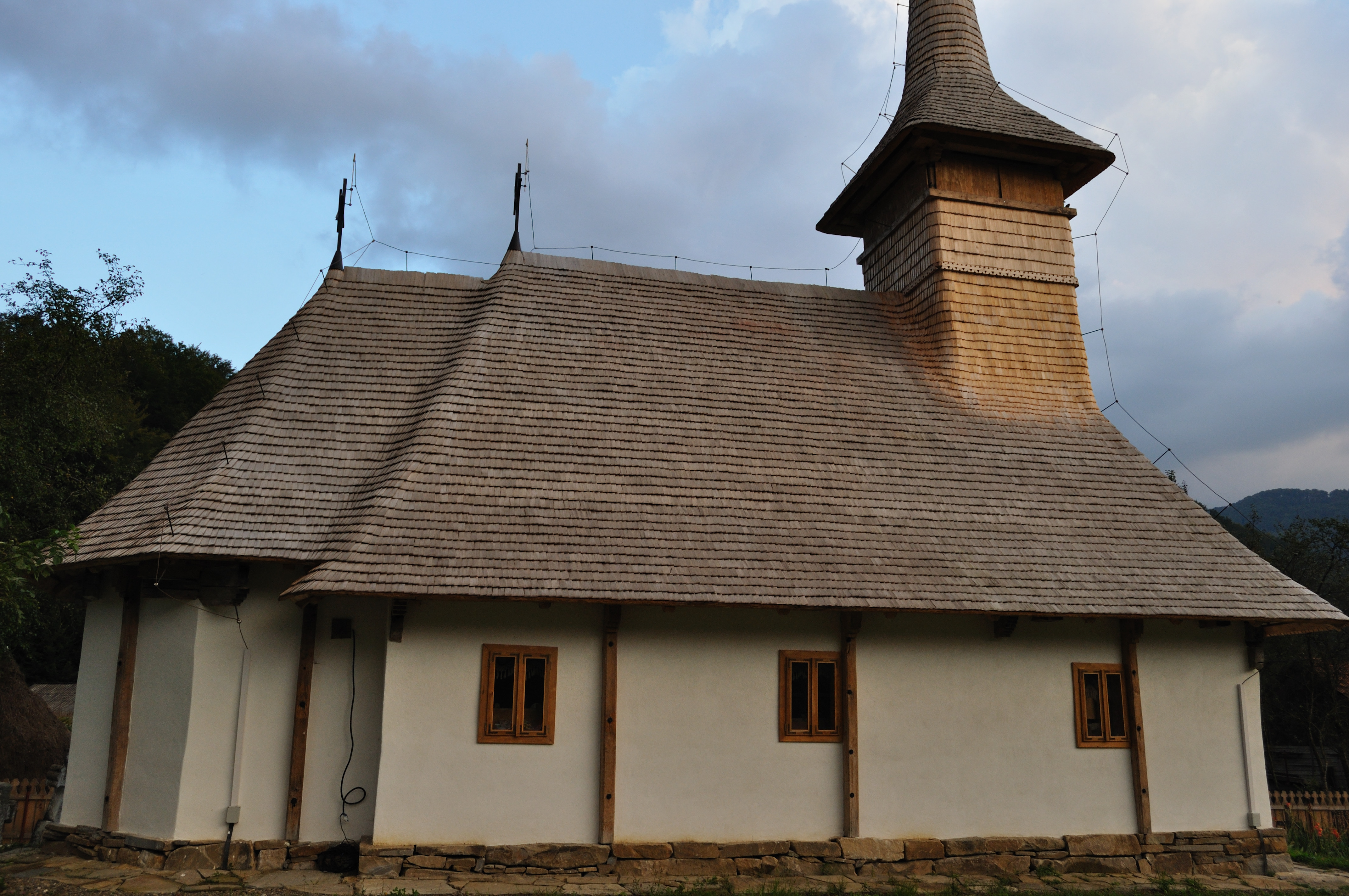
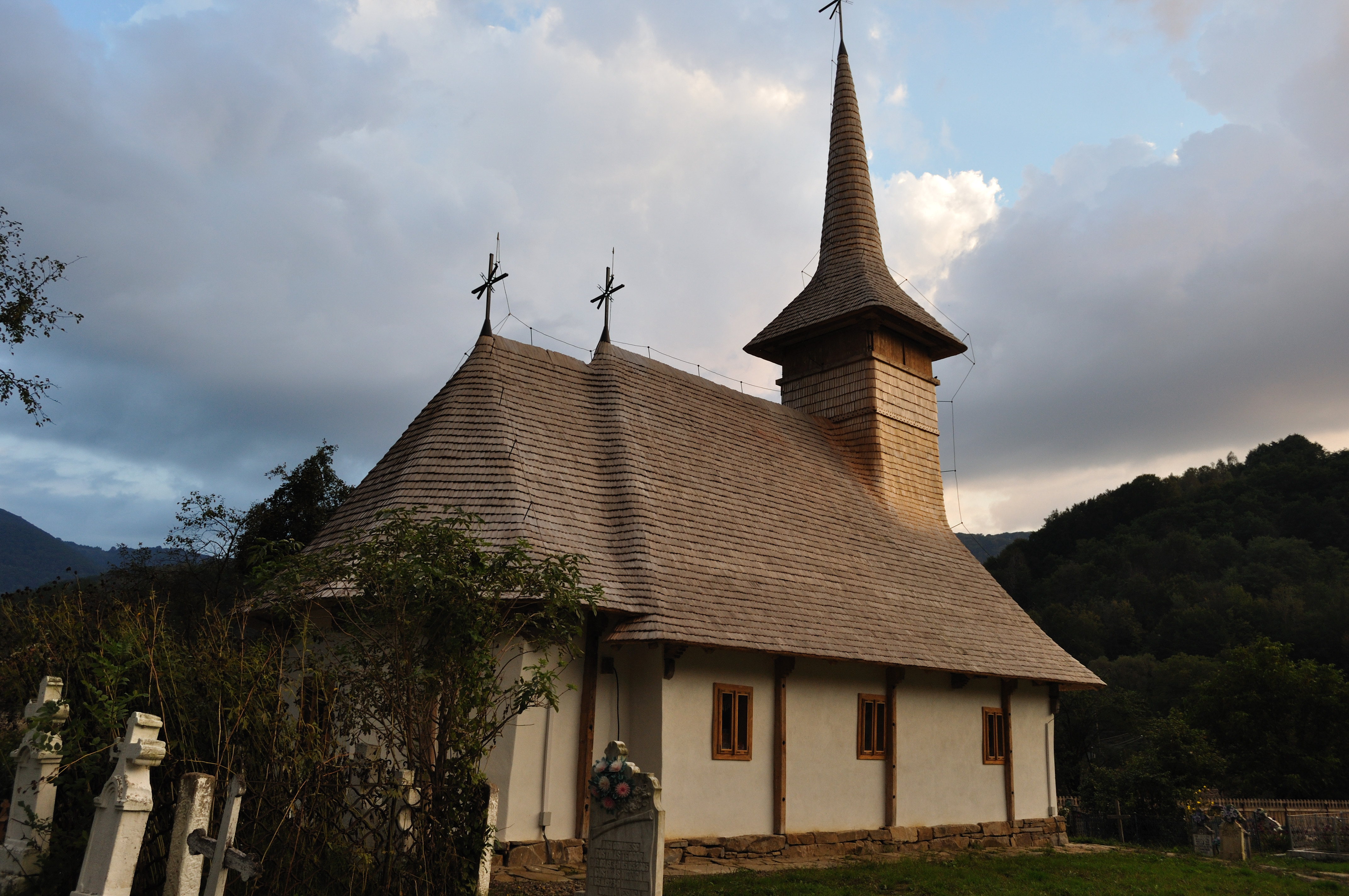
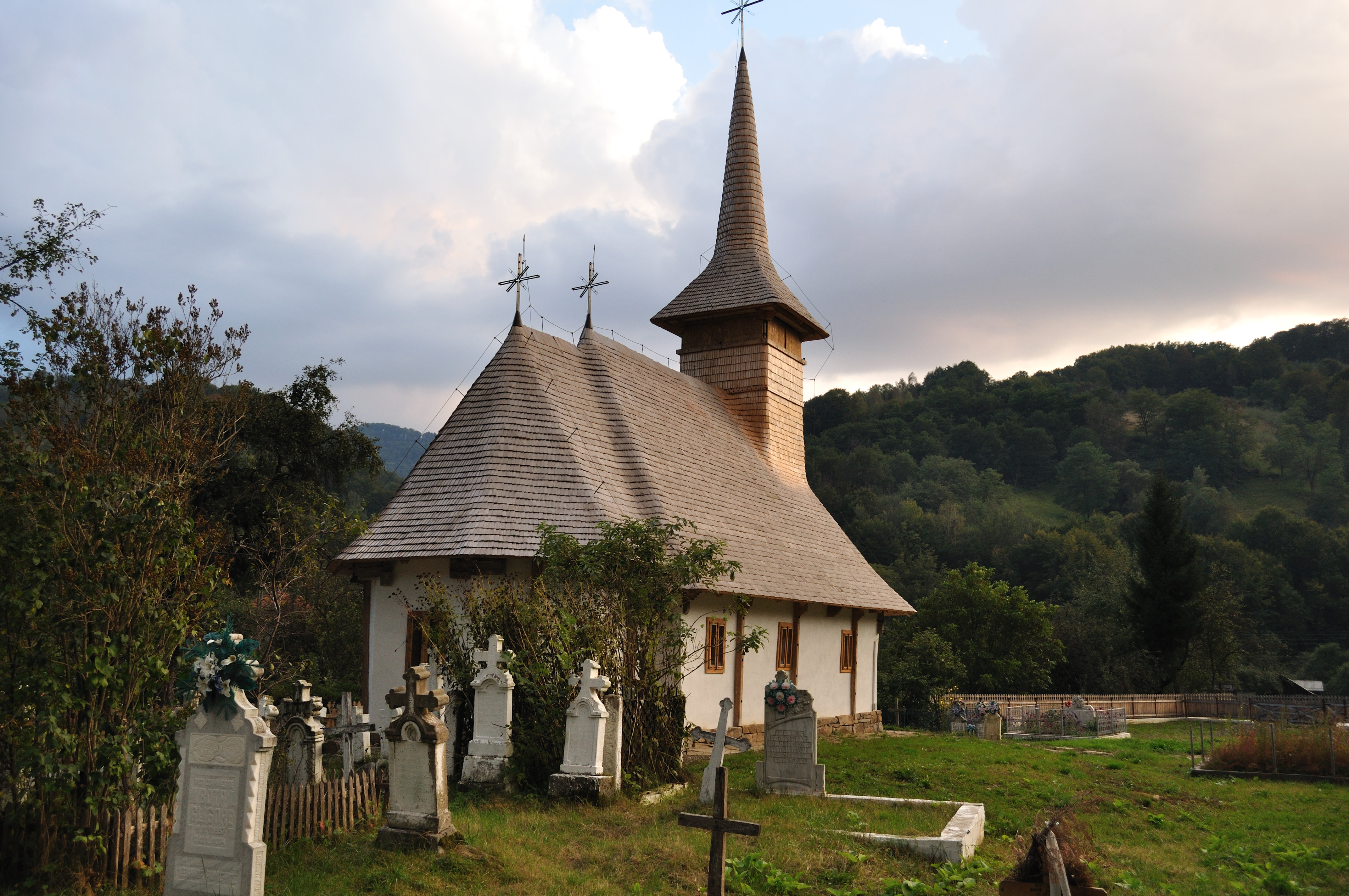
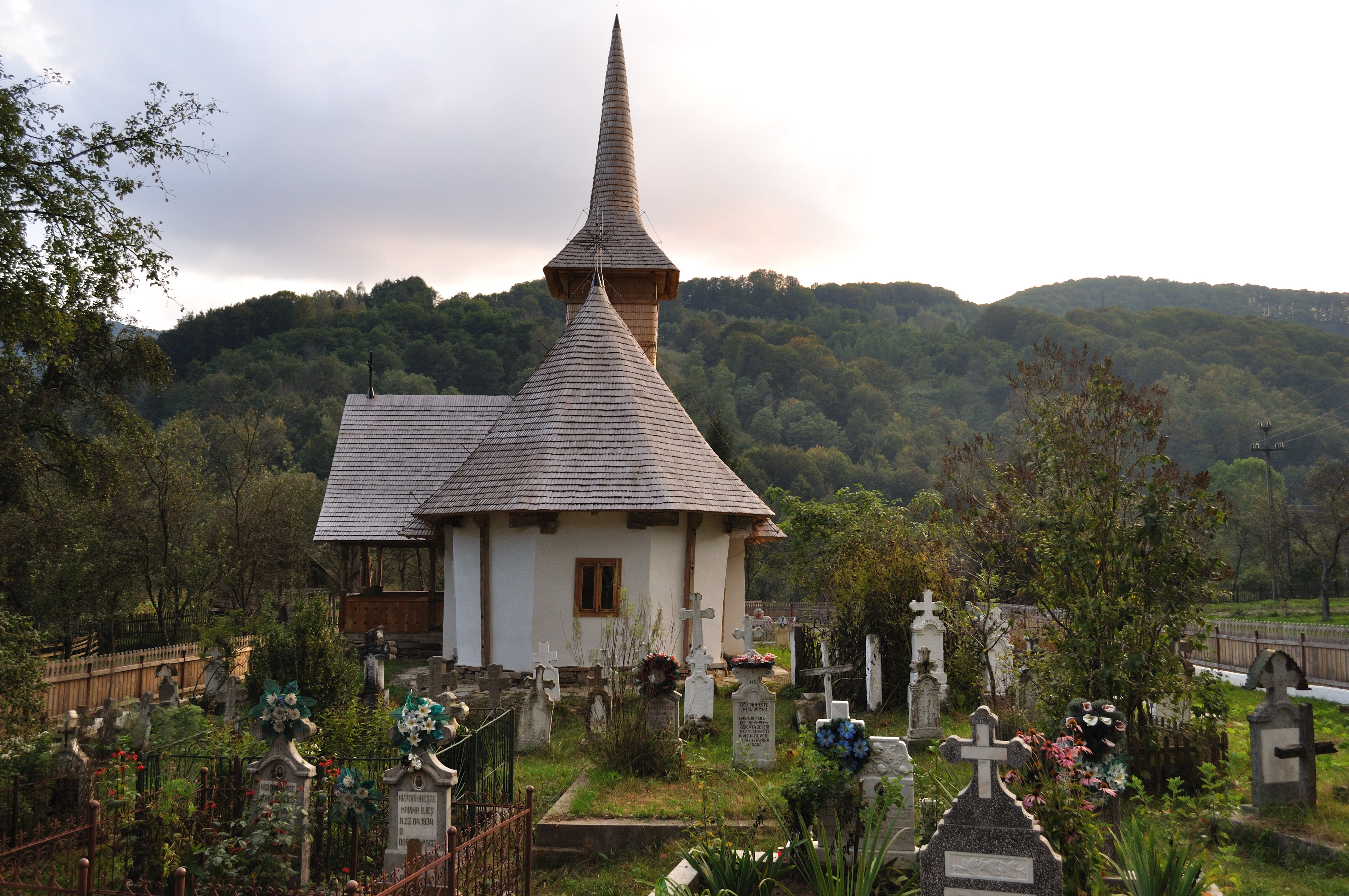
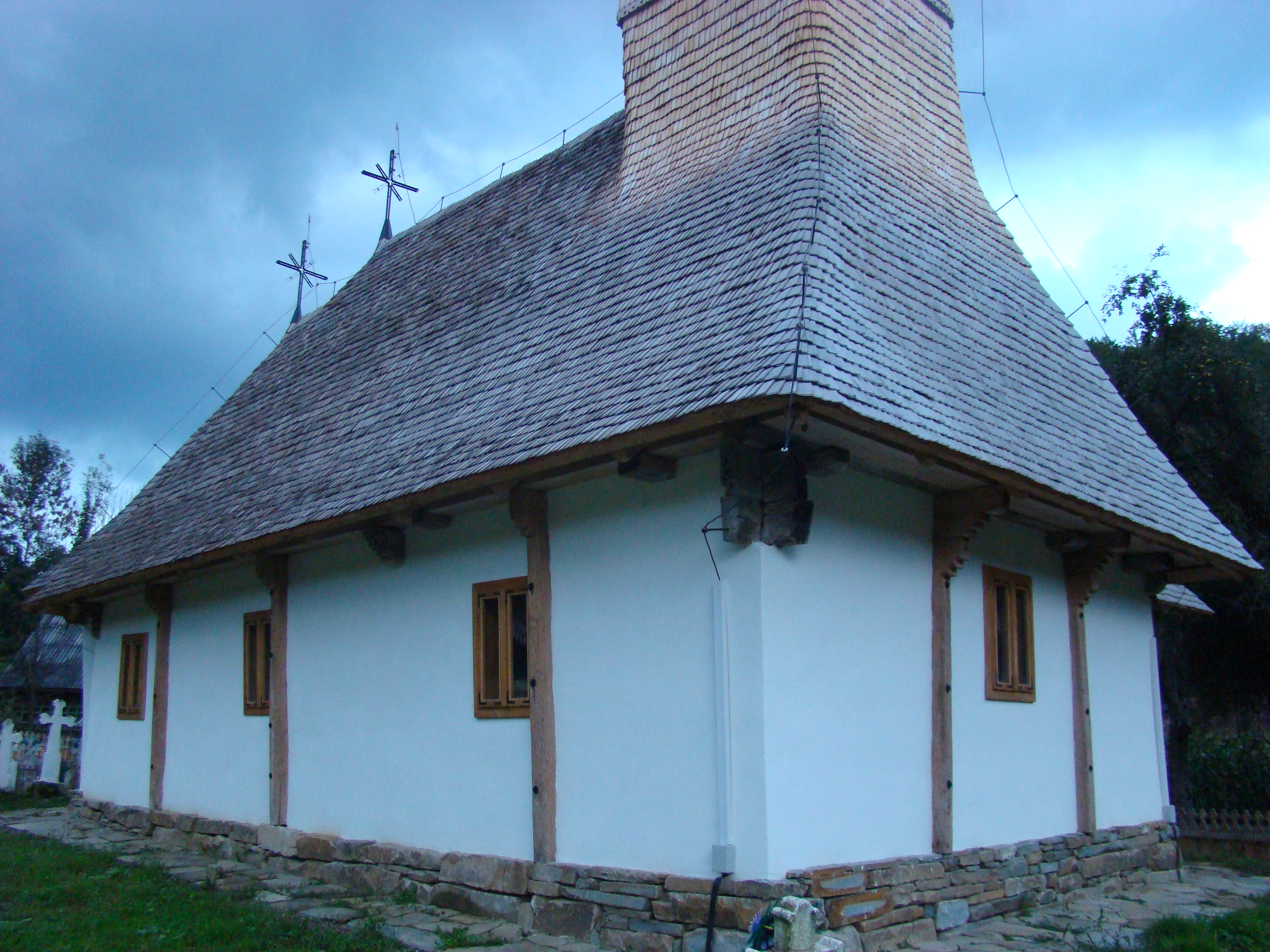
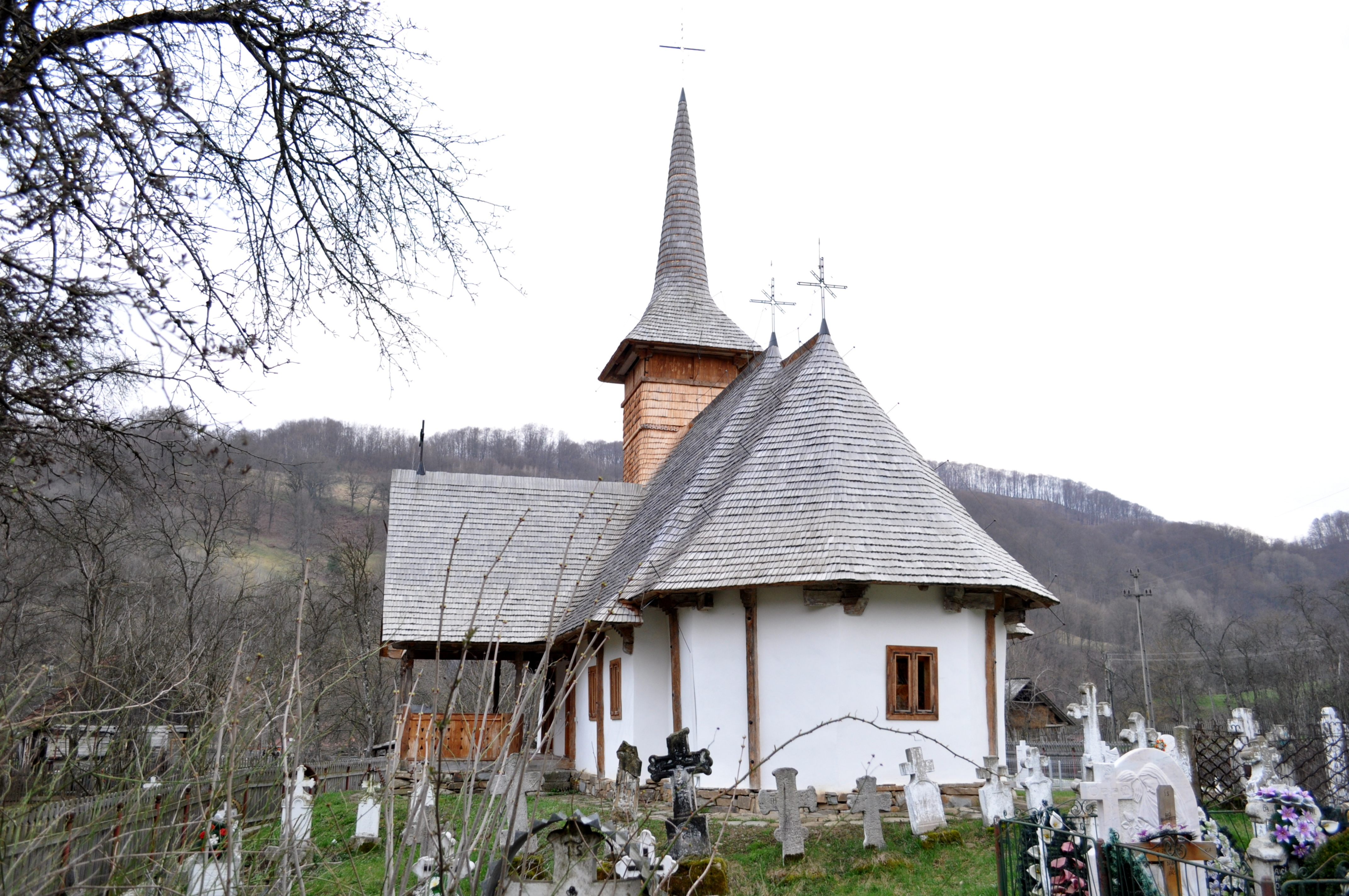
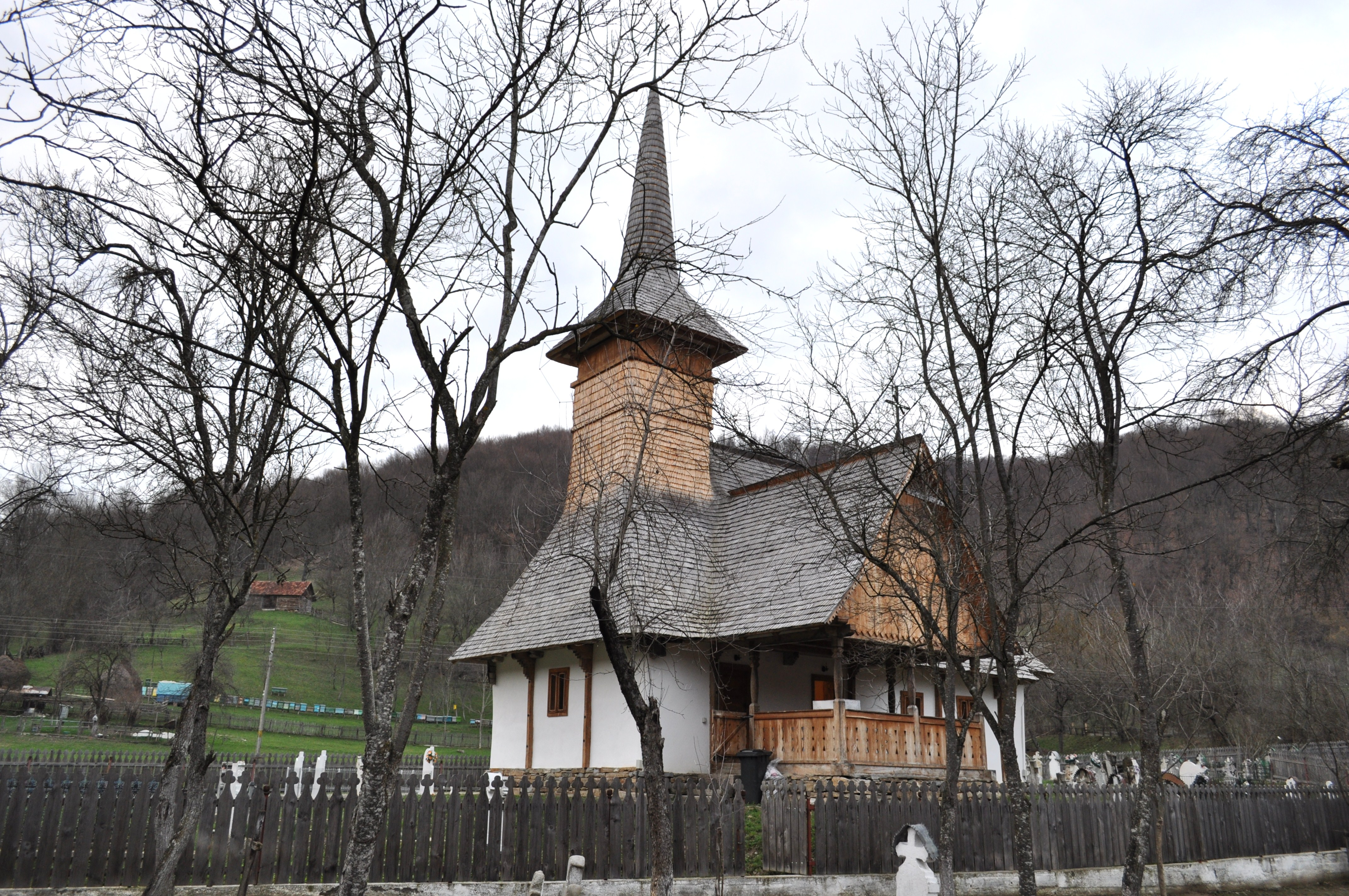
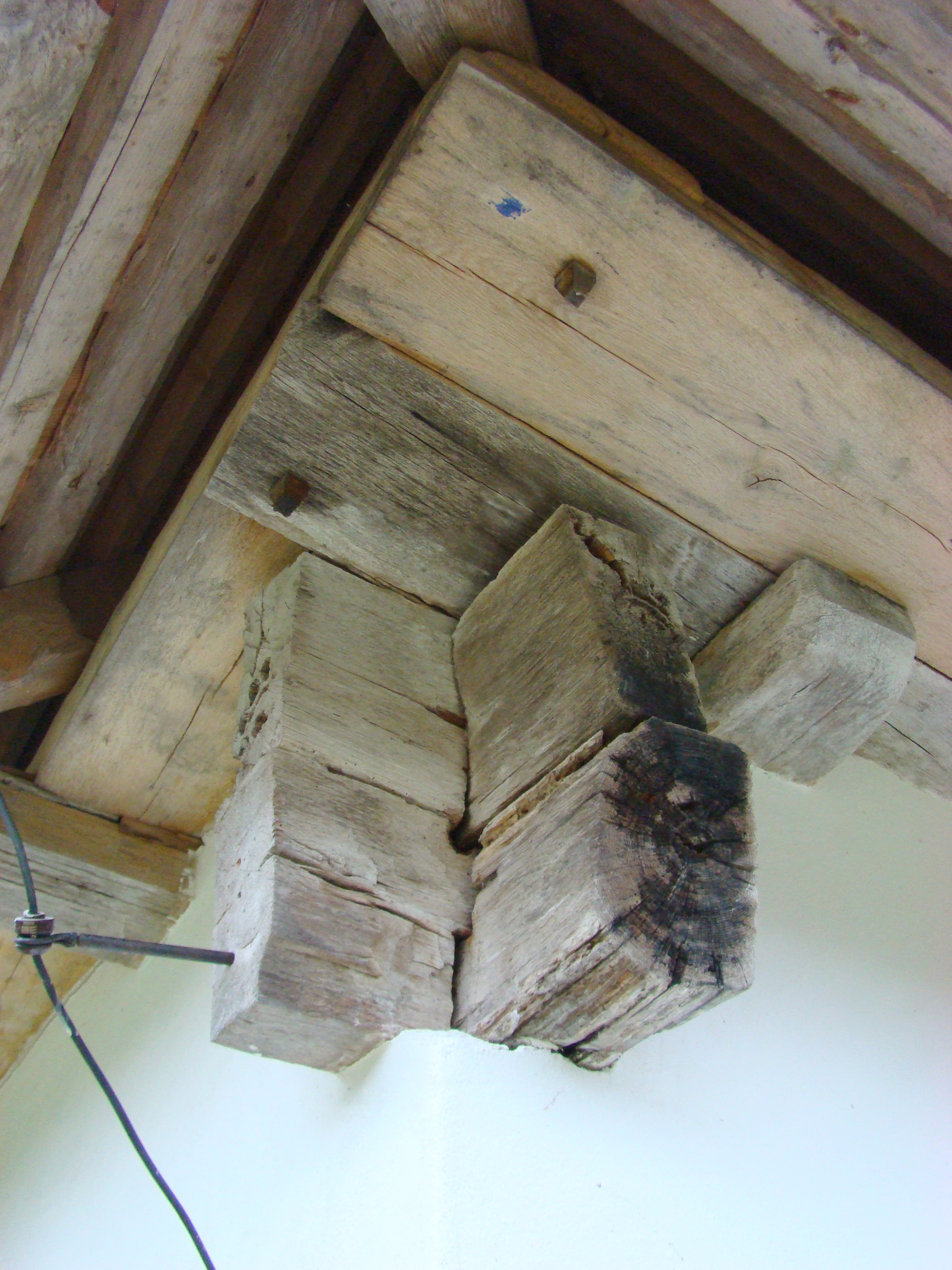
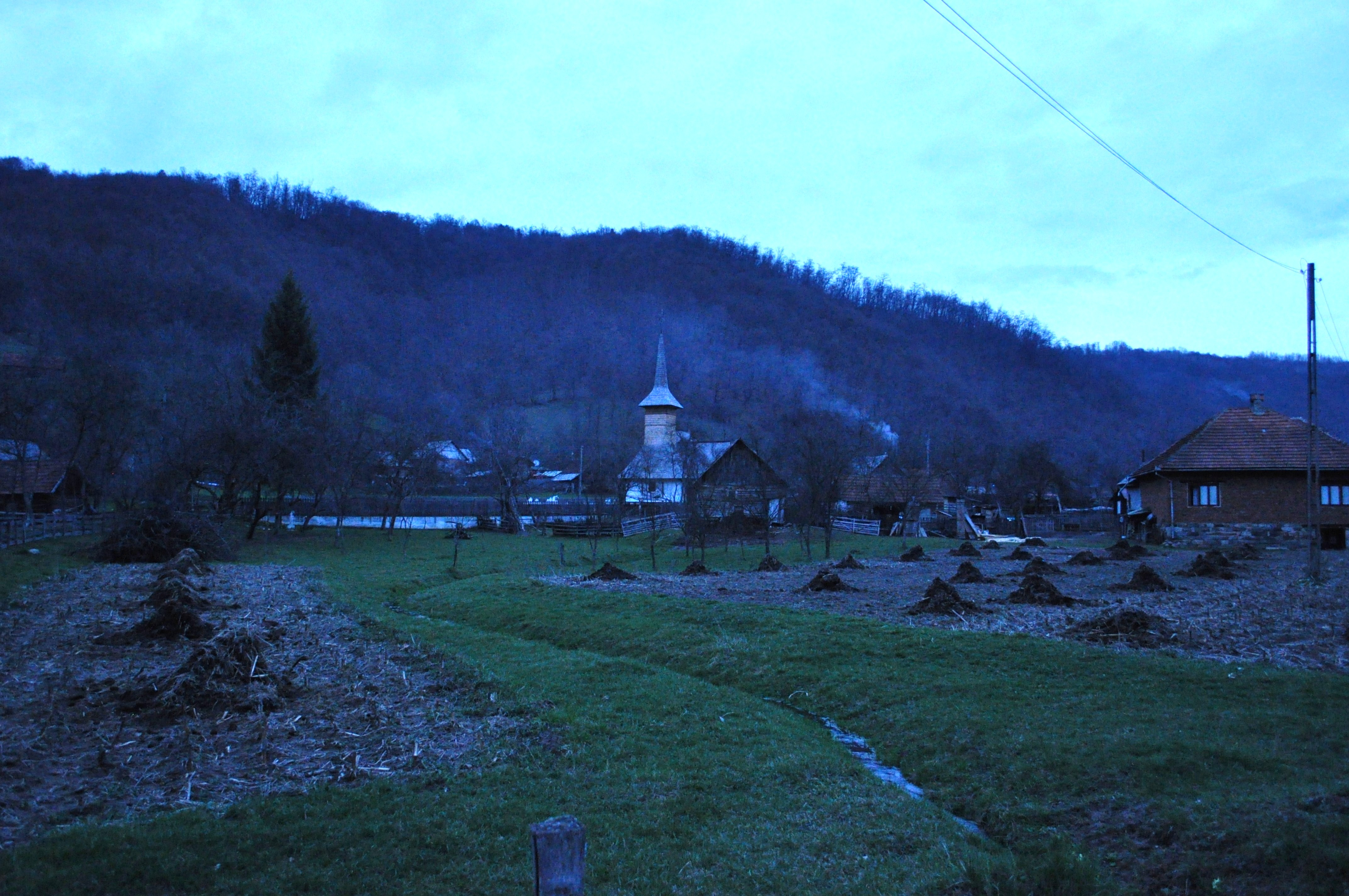

## Imagini din interior

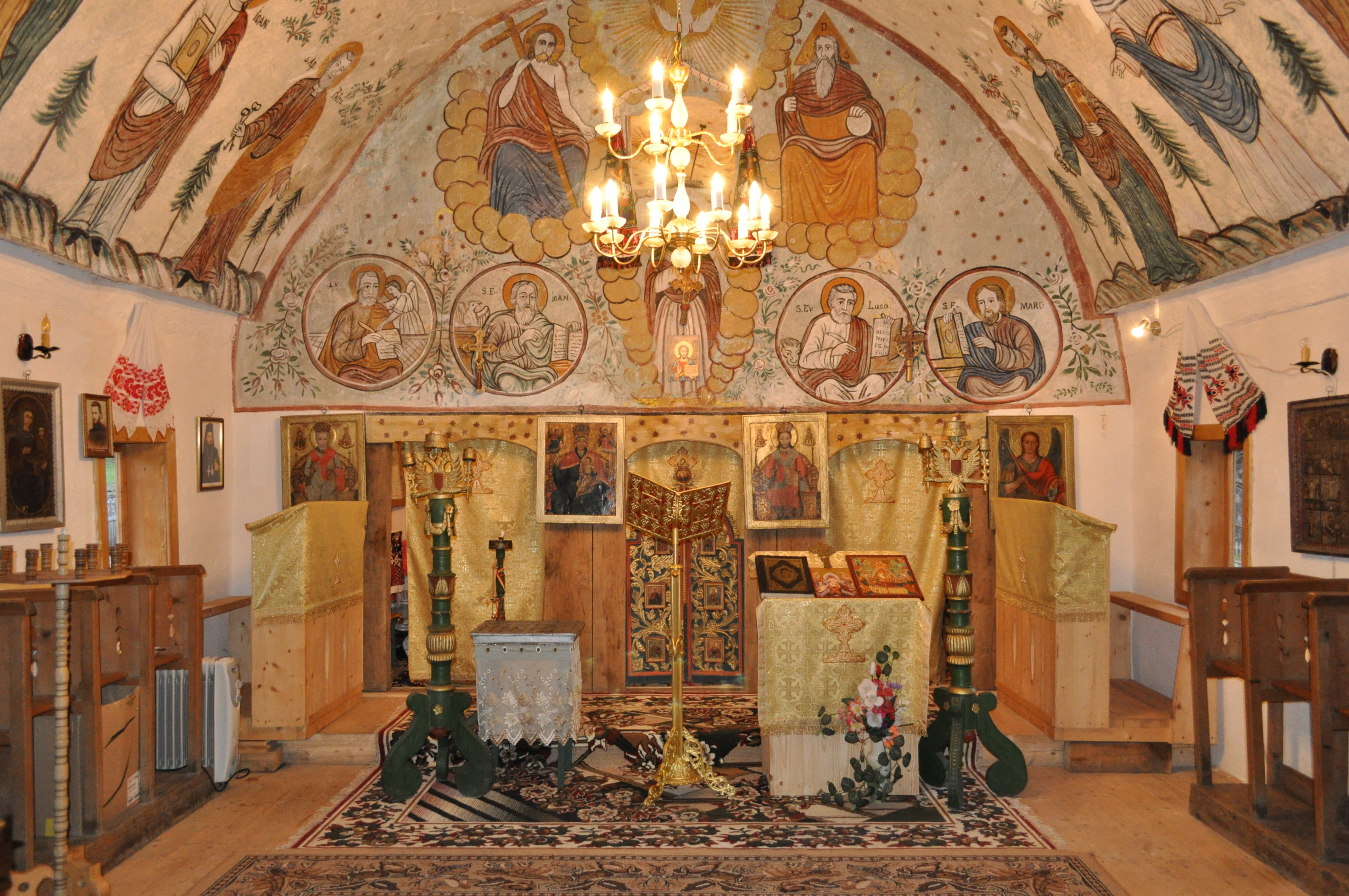
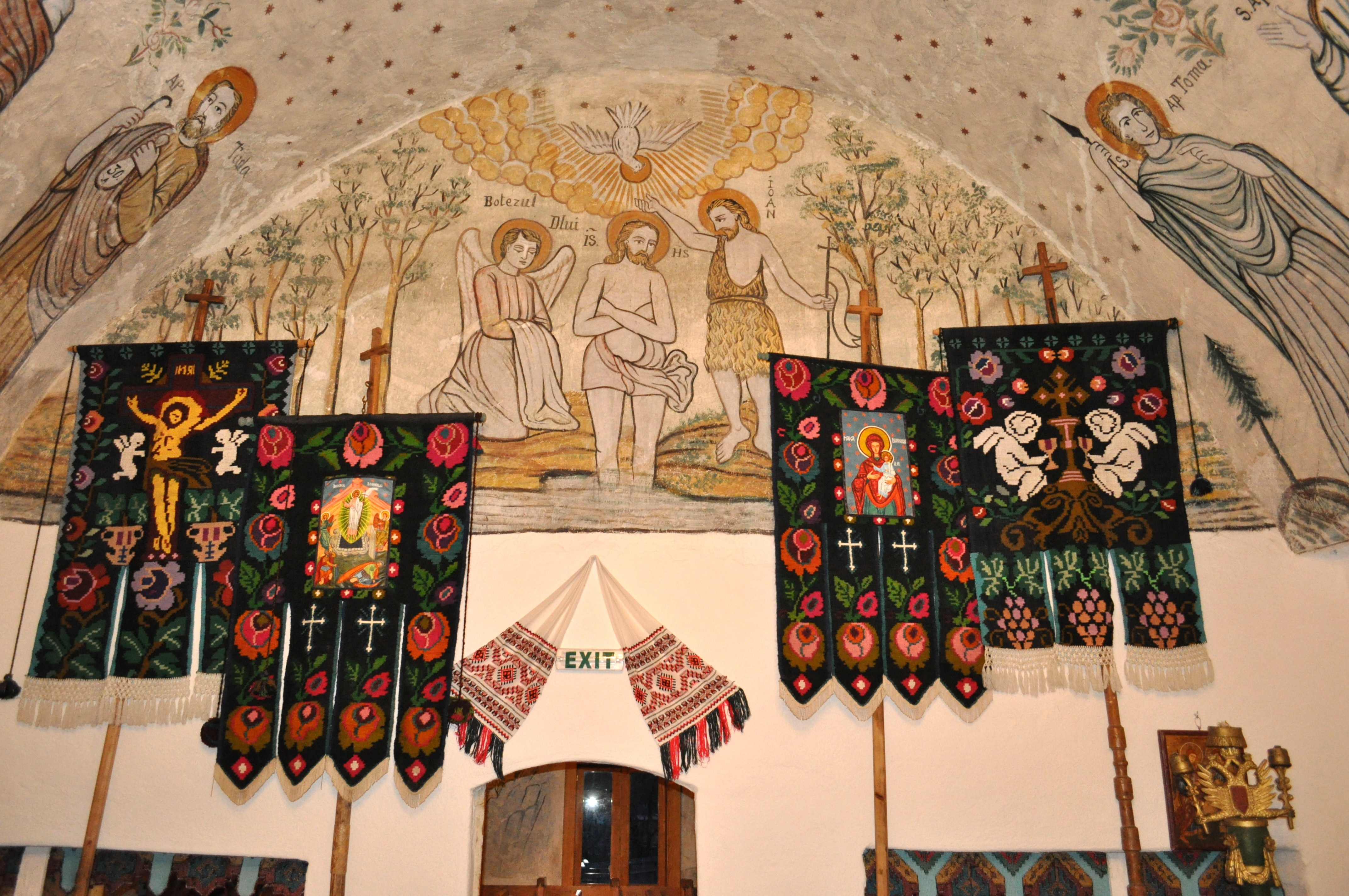
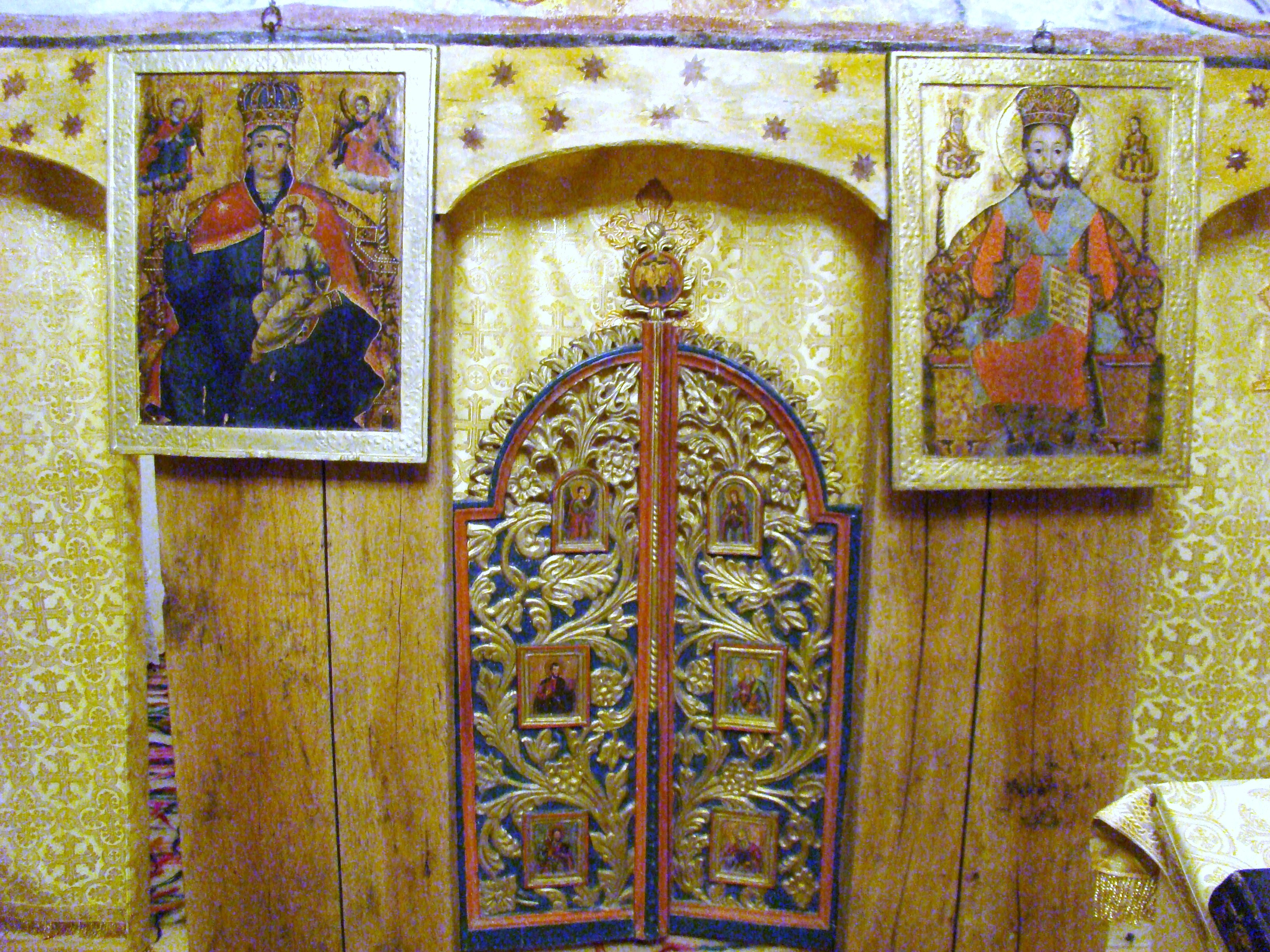
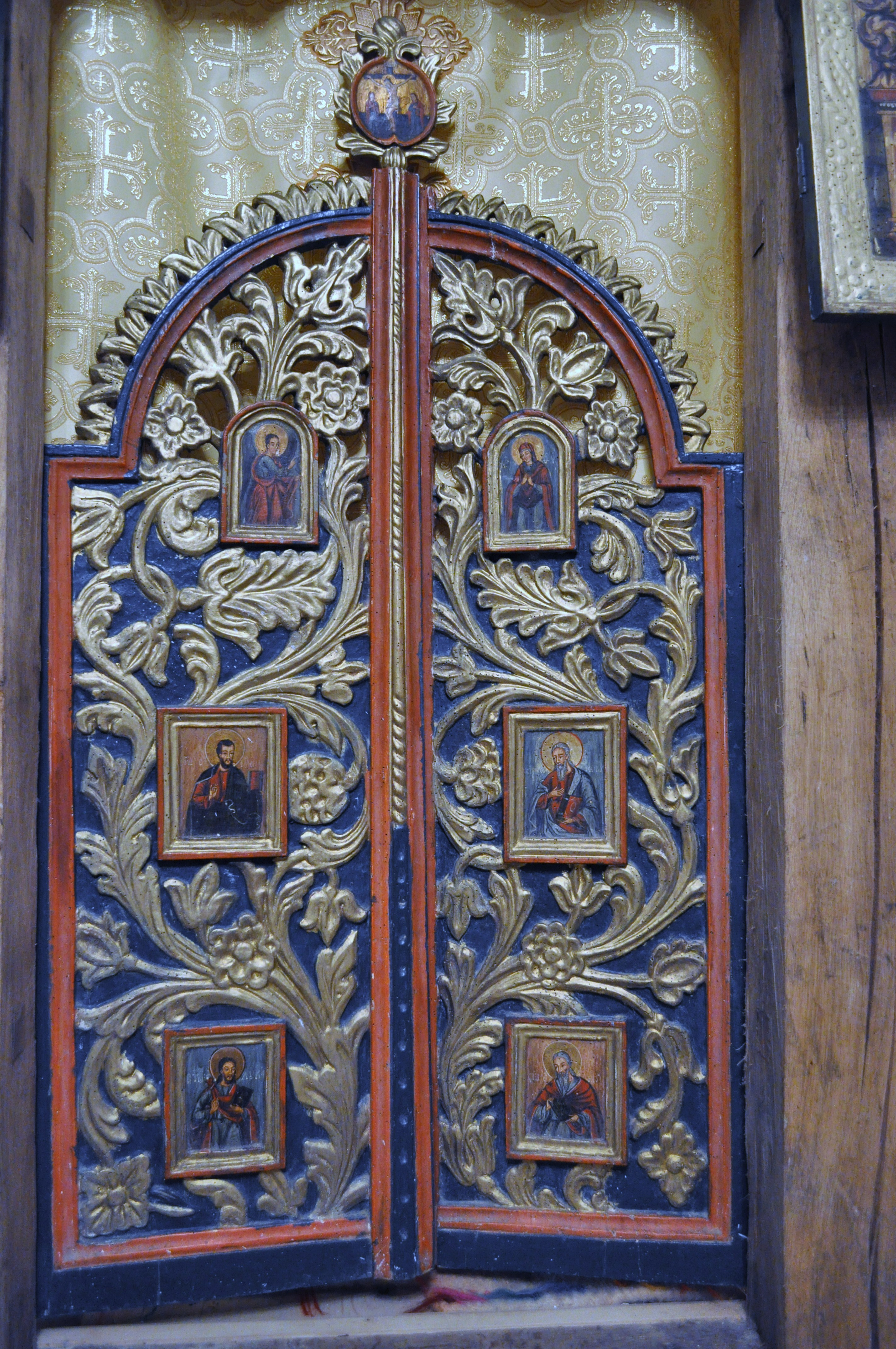
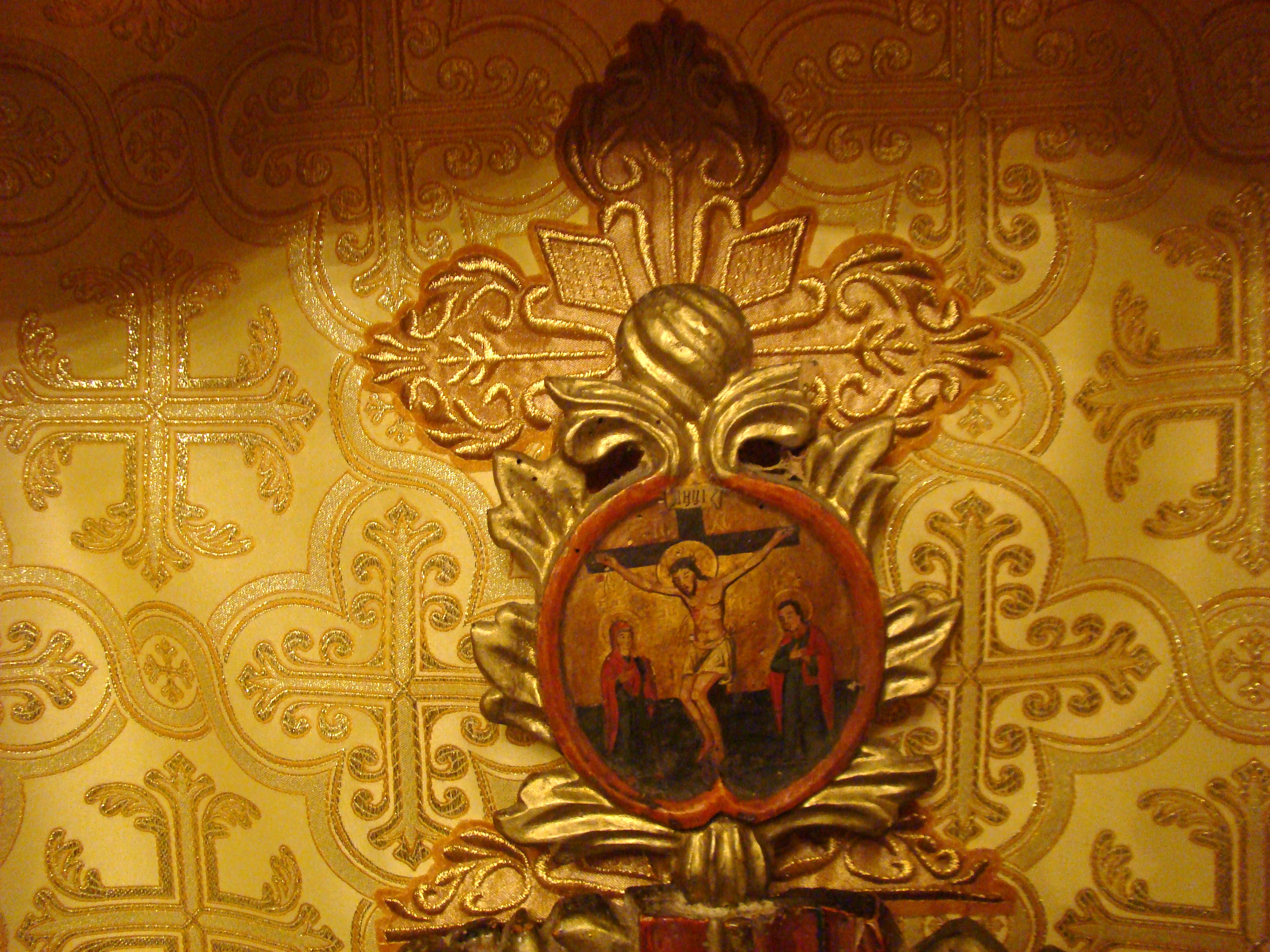
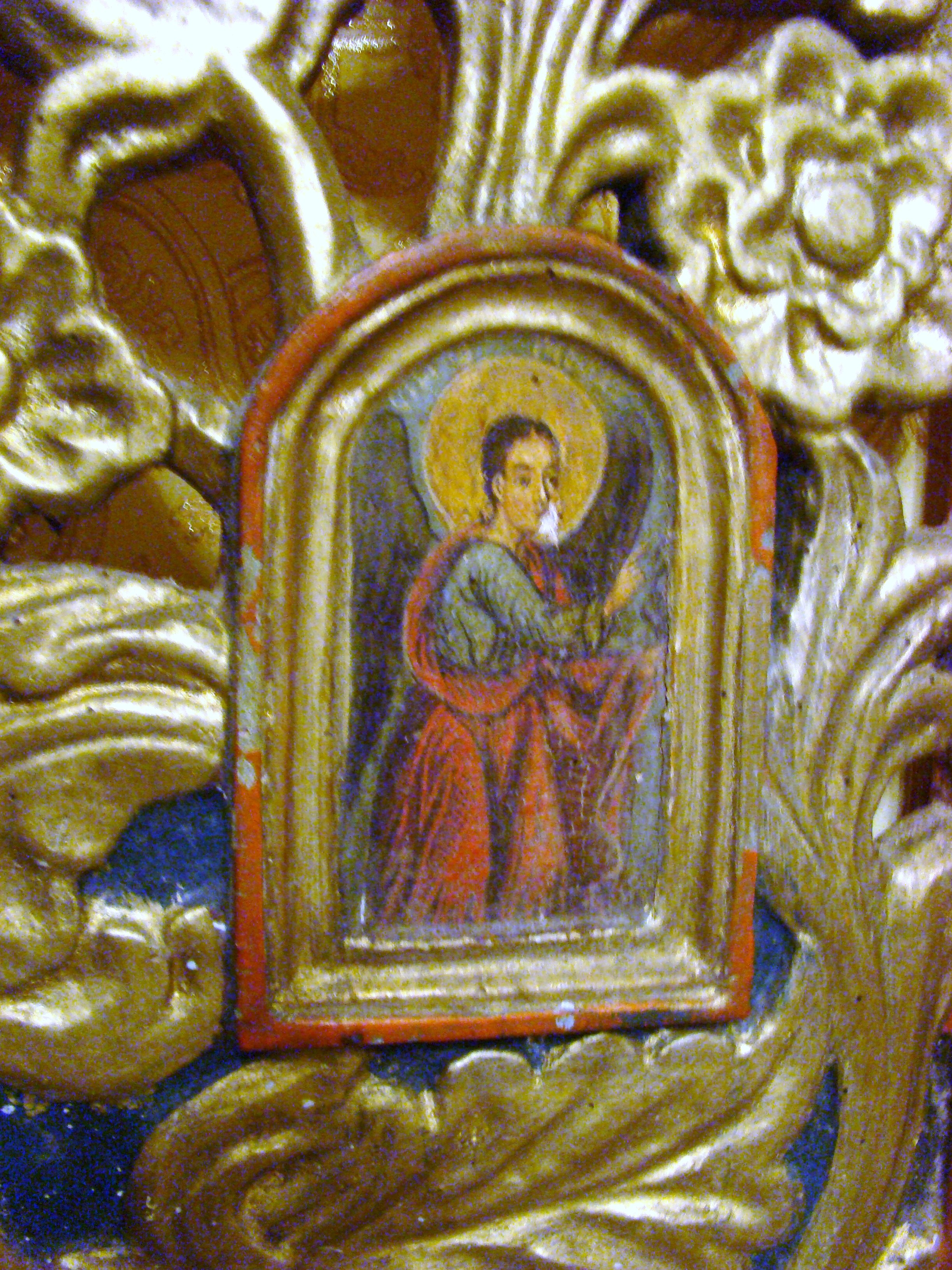
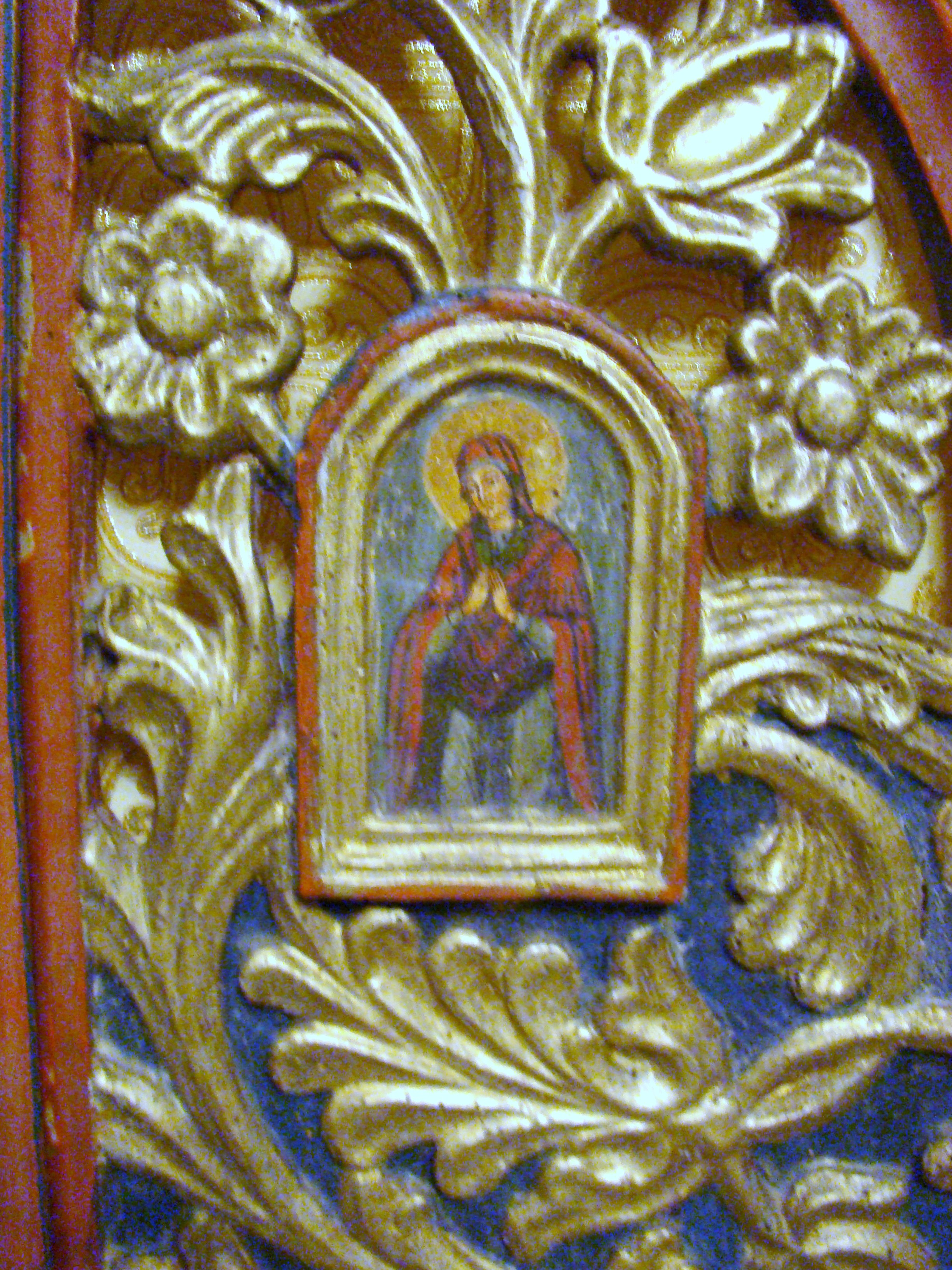
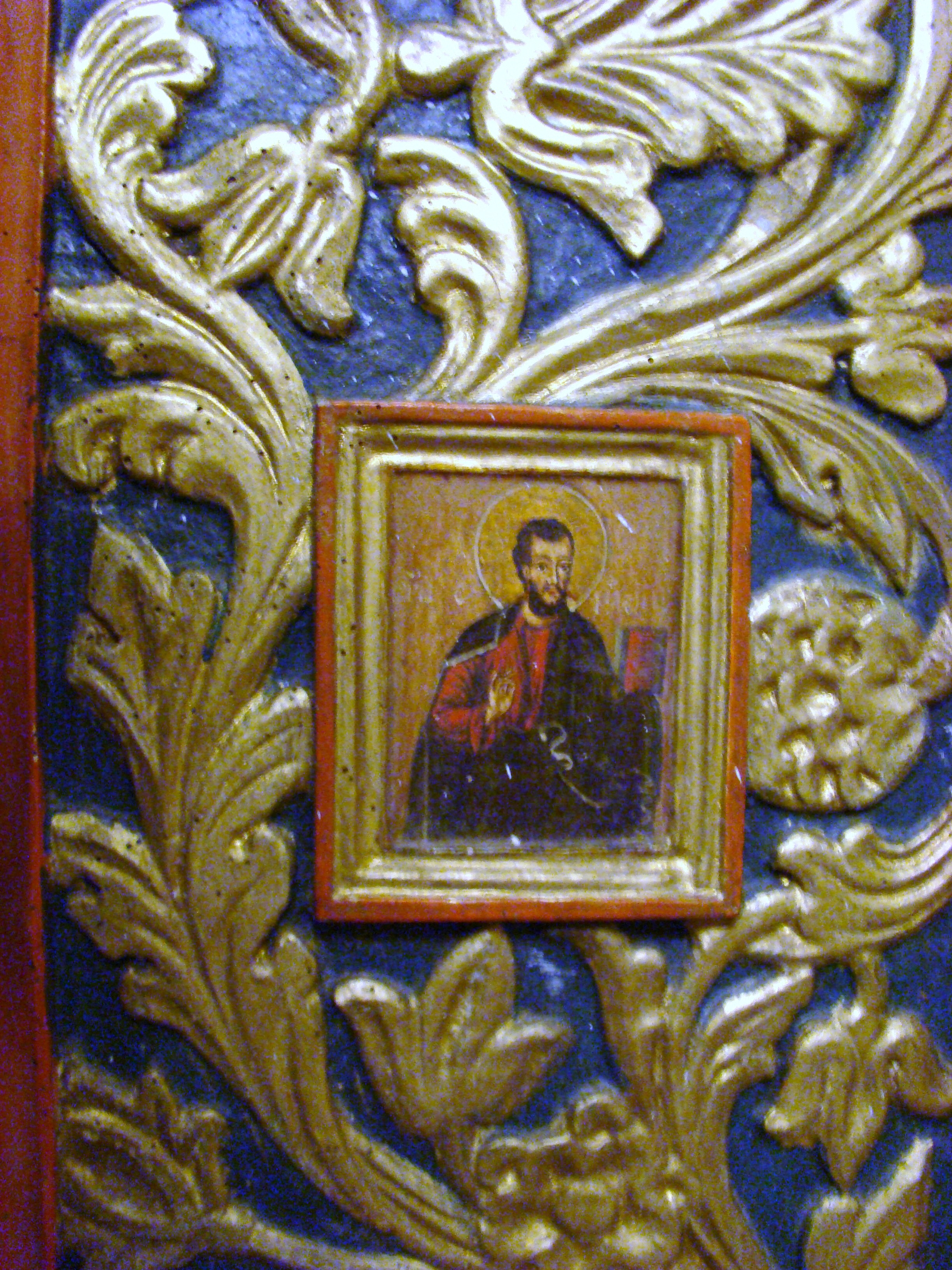
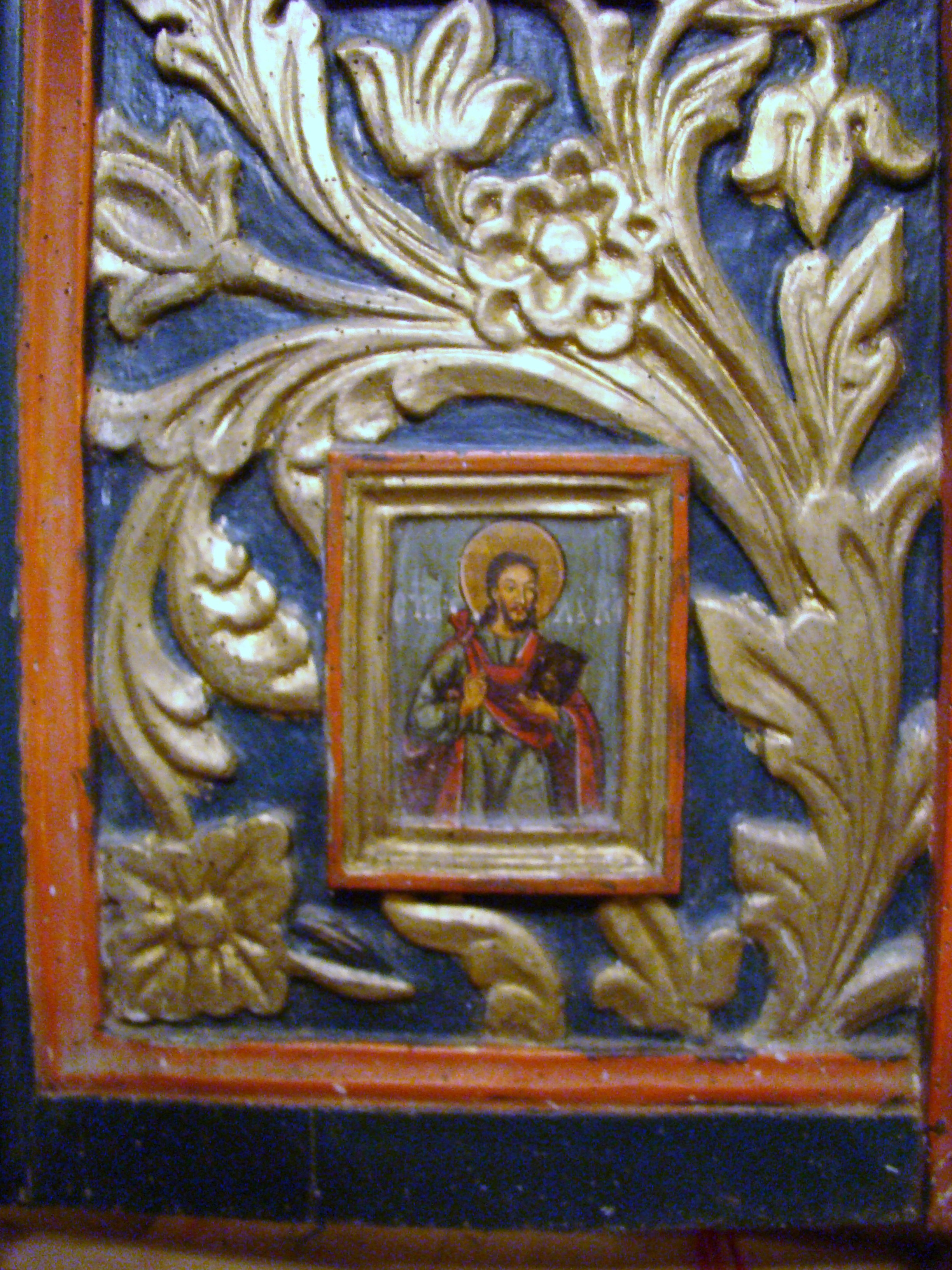
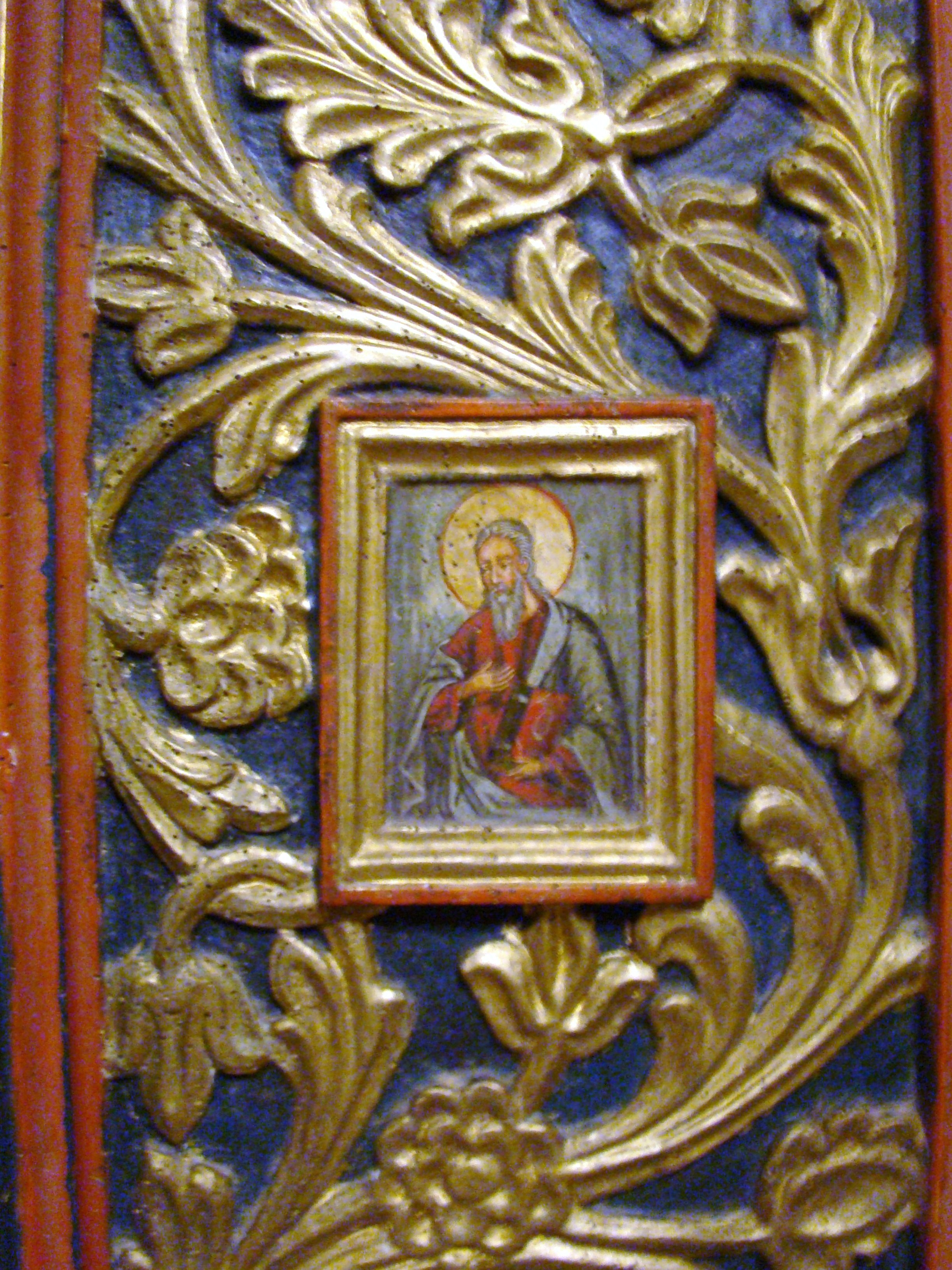
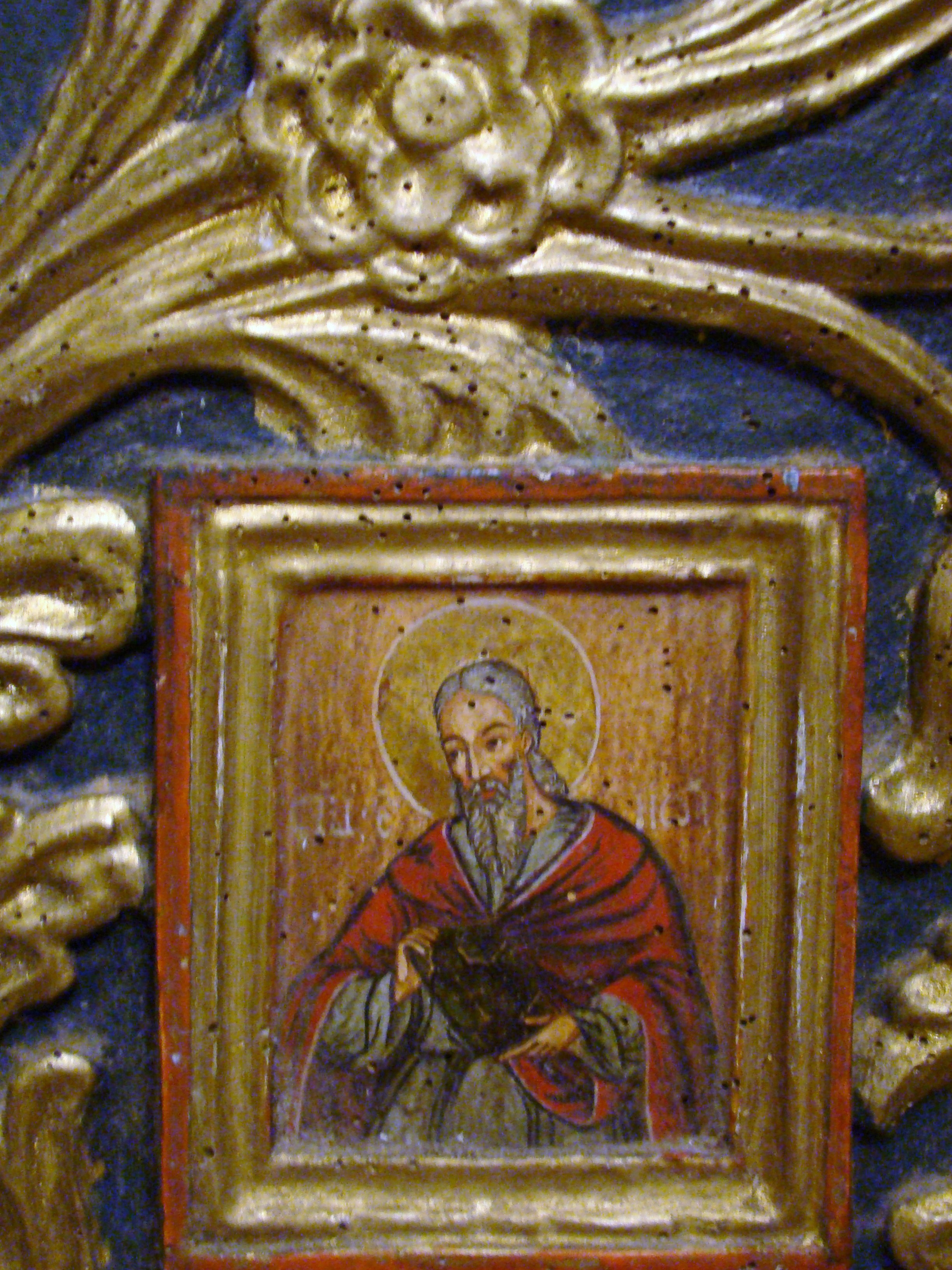
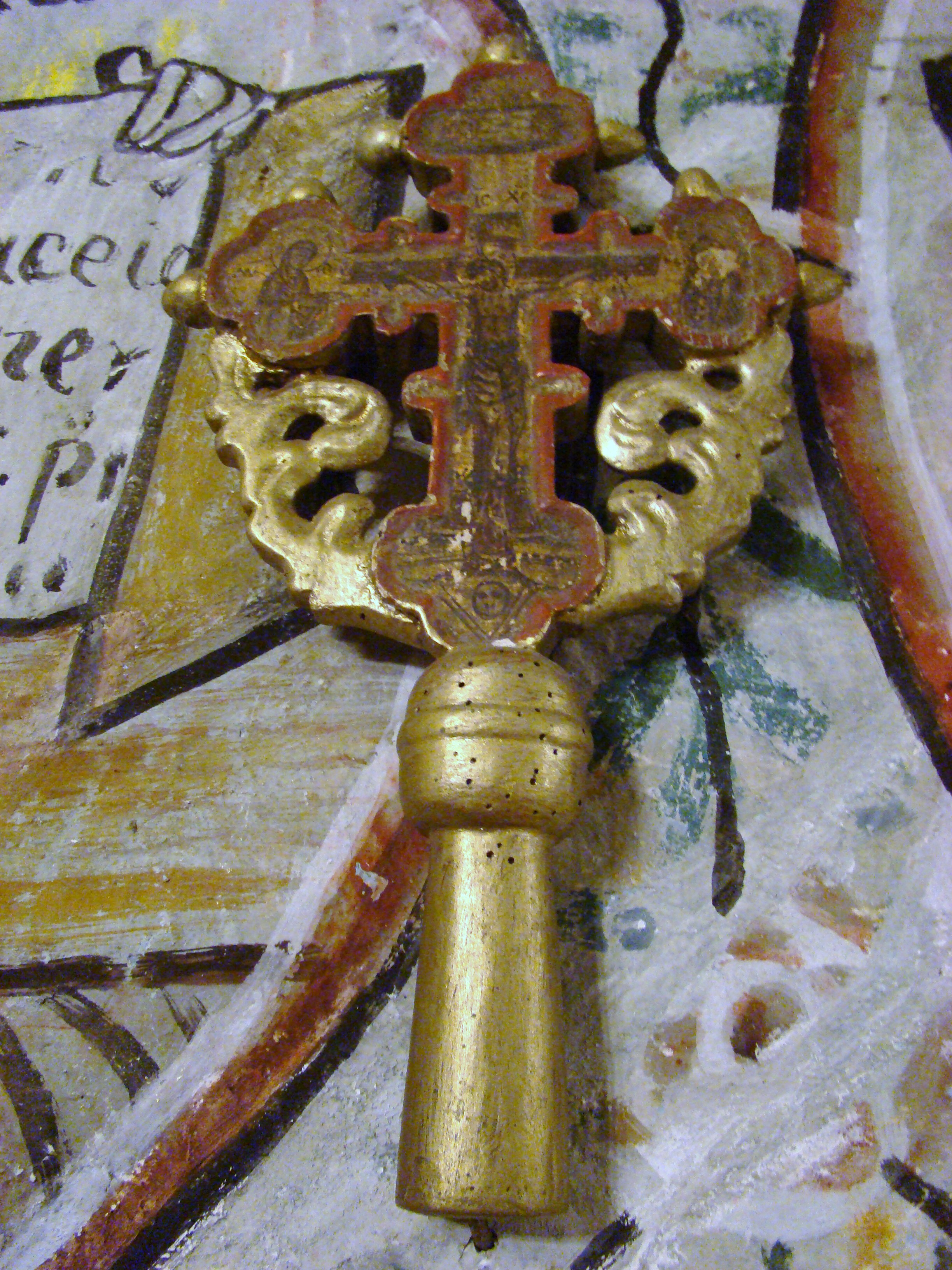
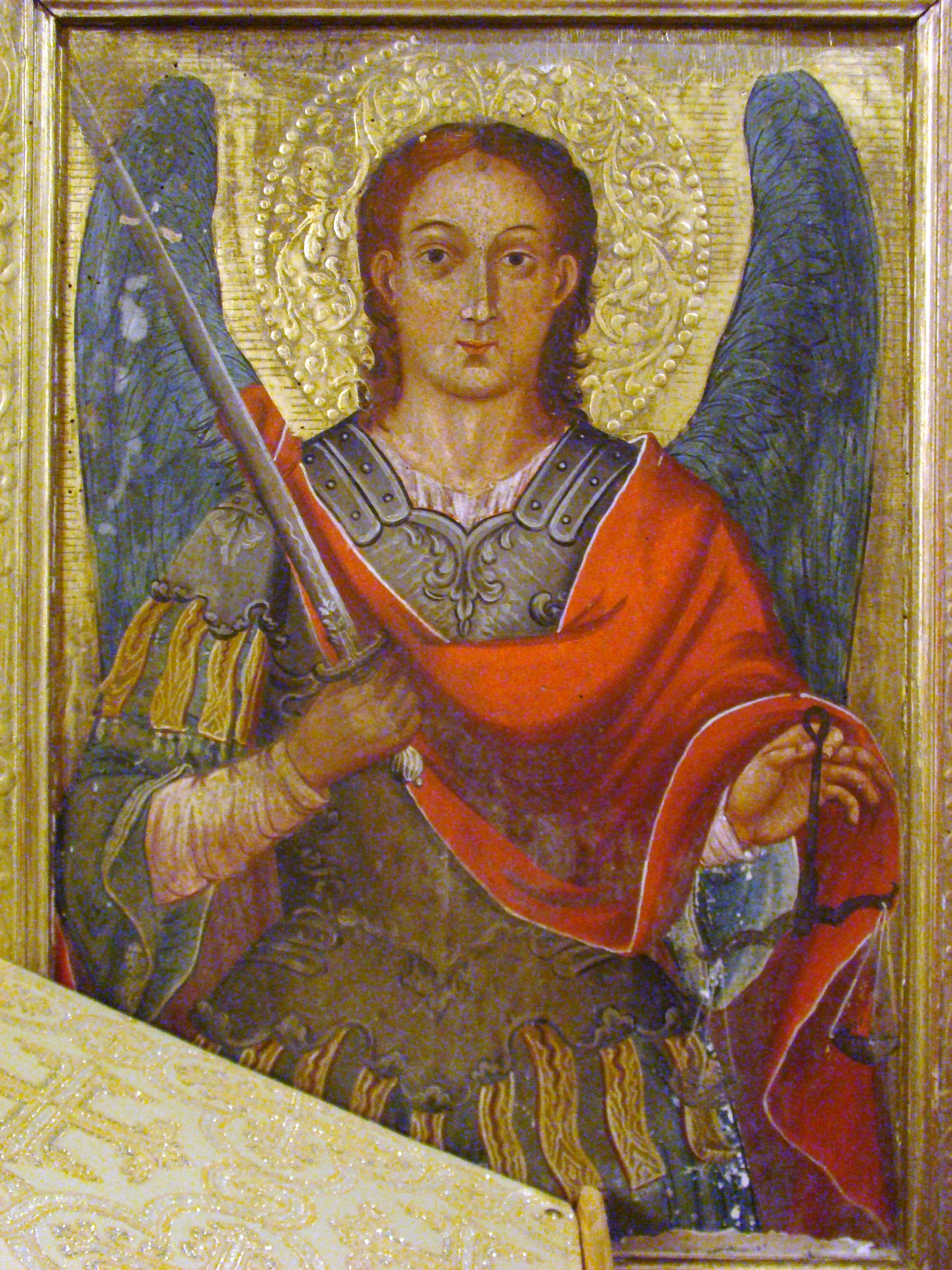
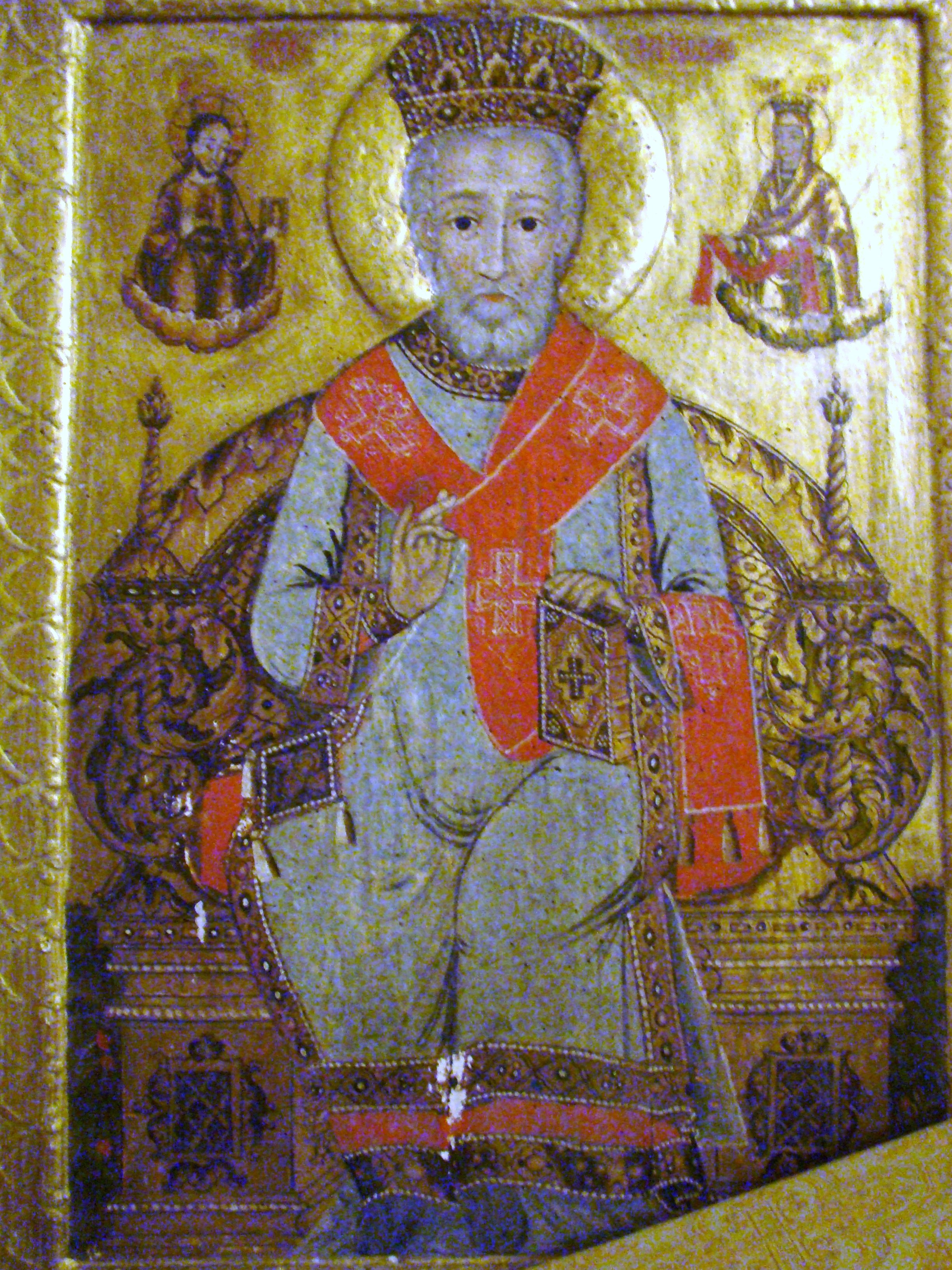
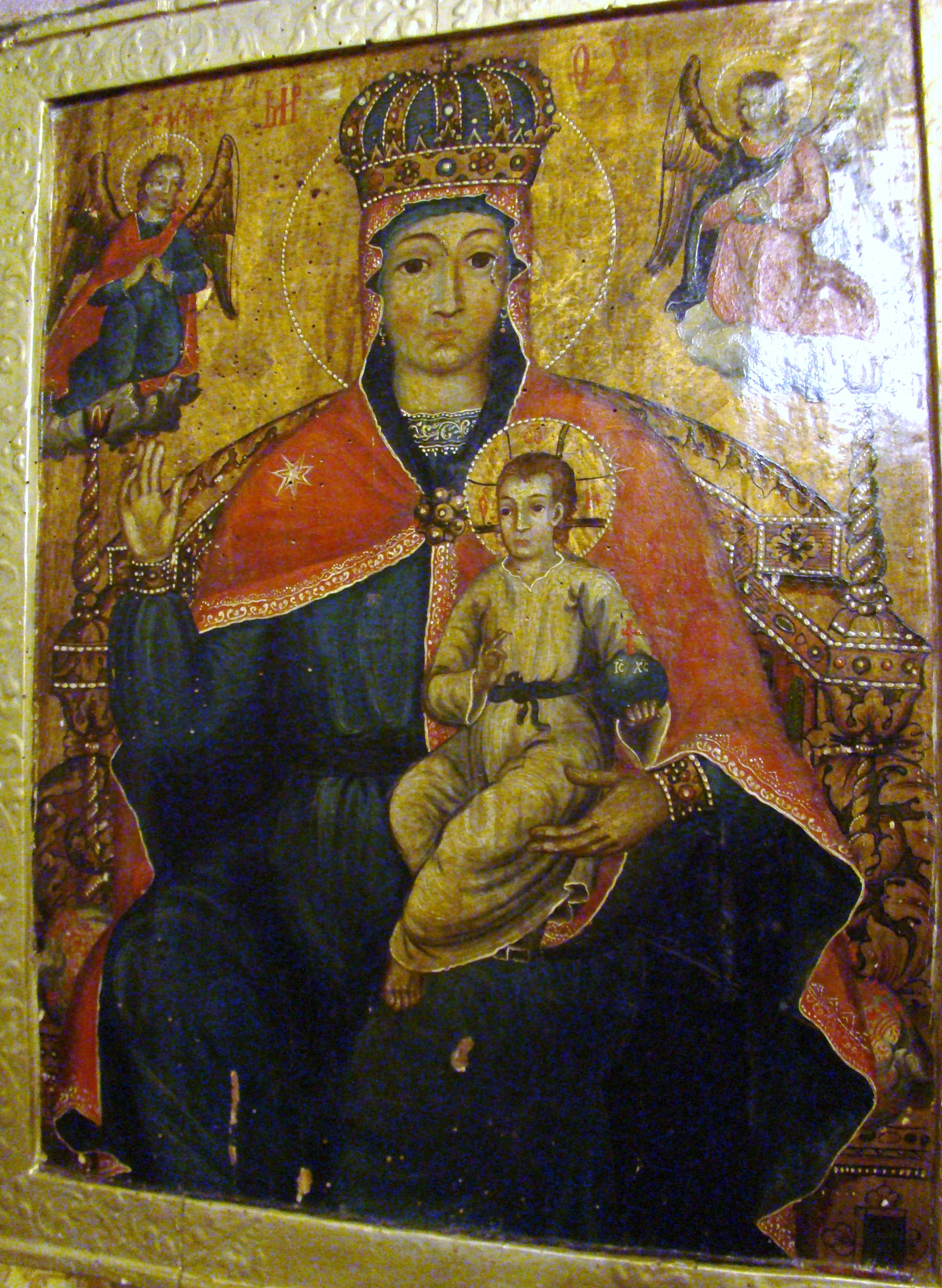
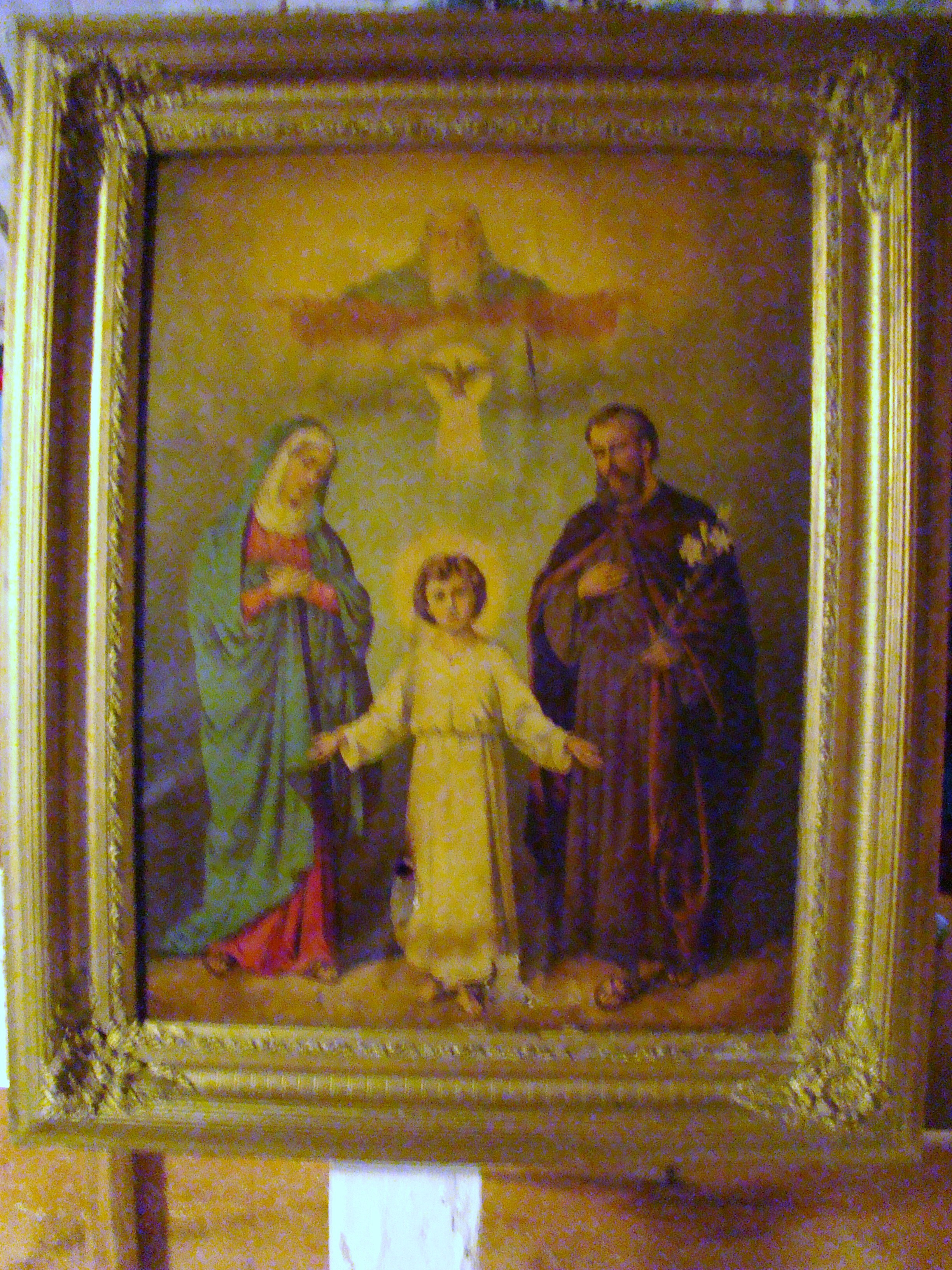
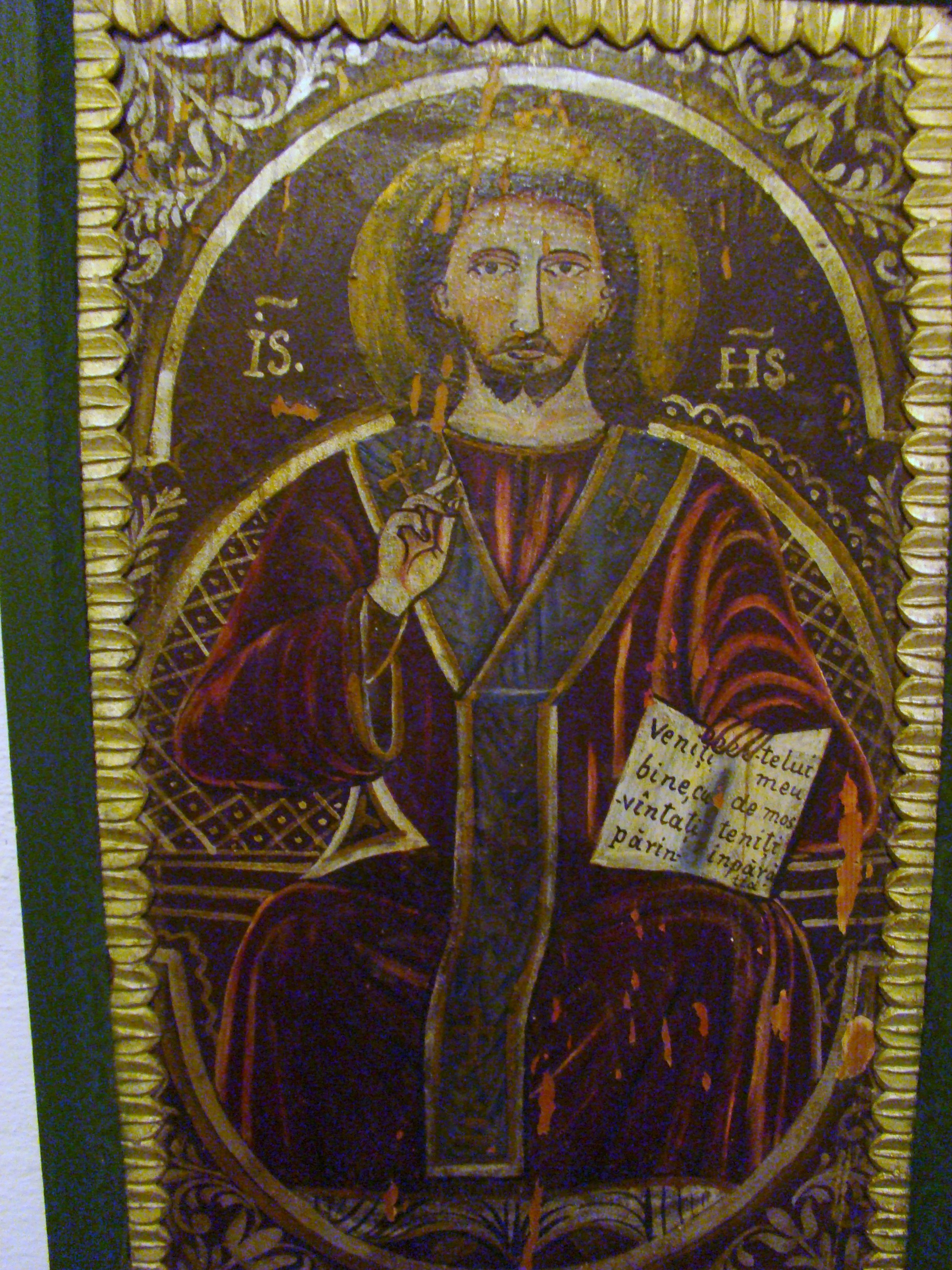
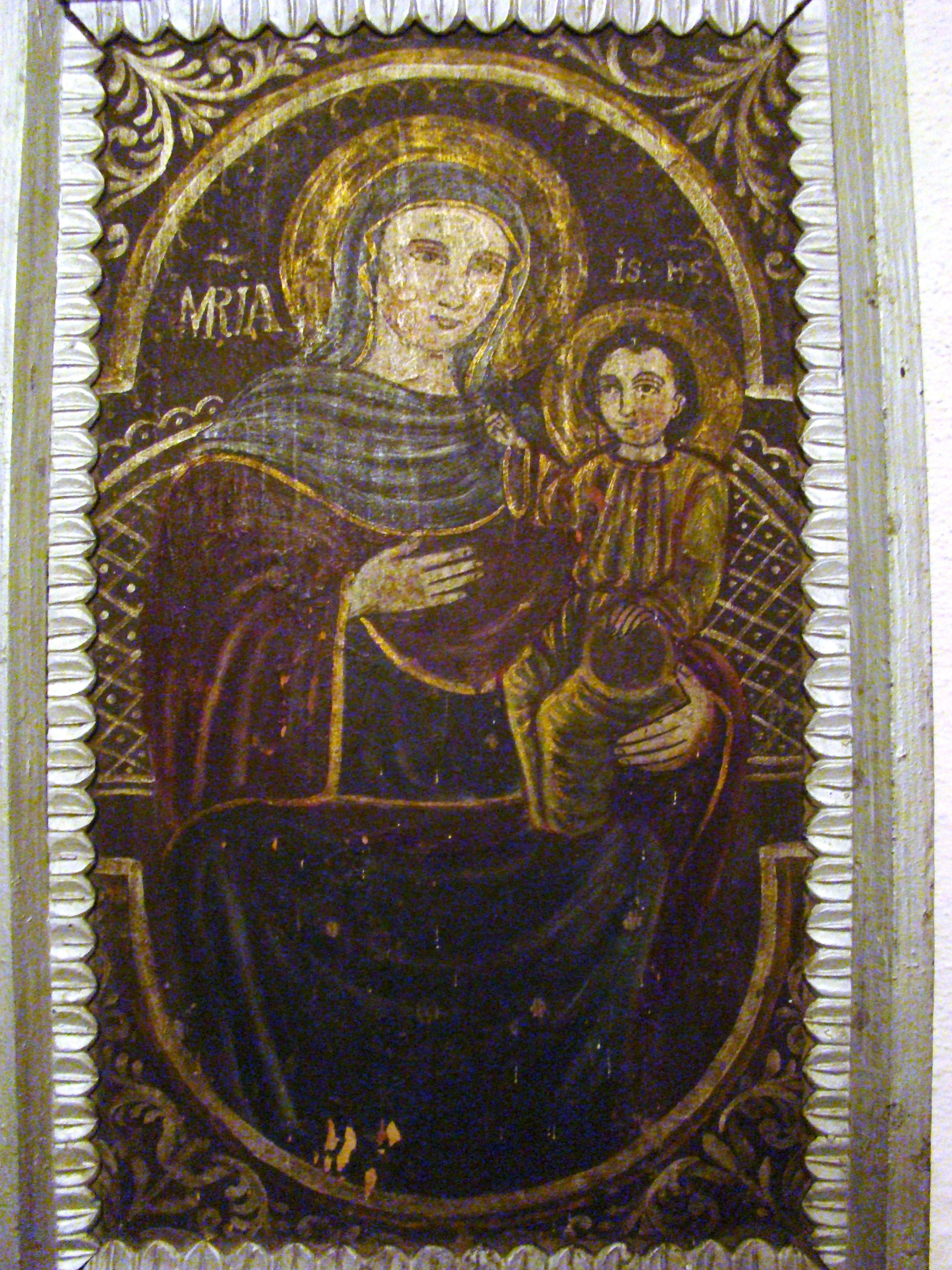
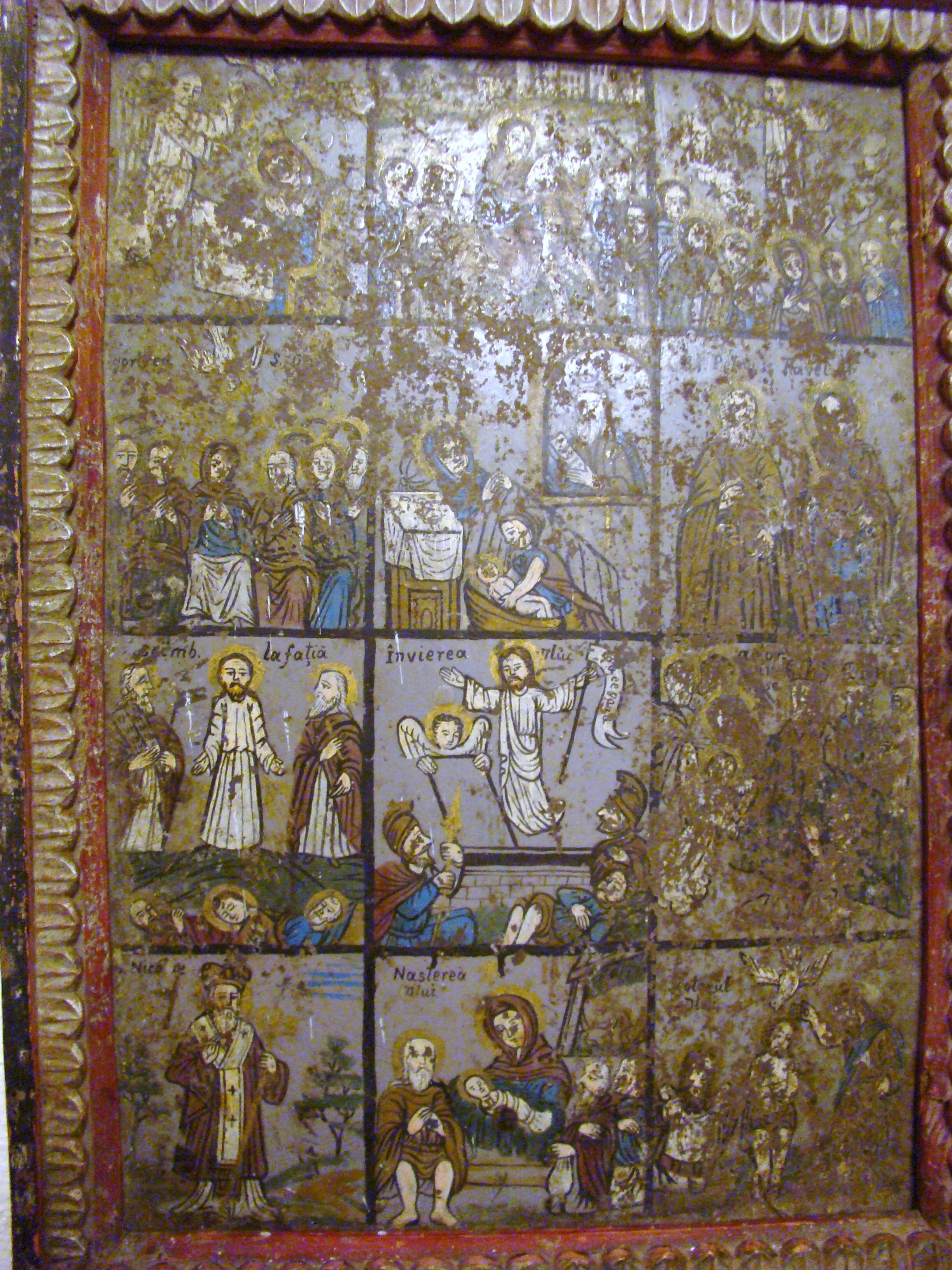
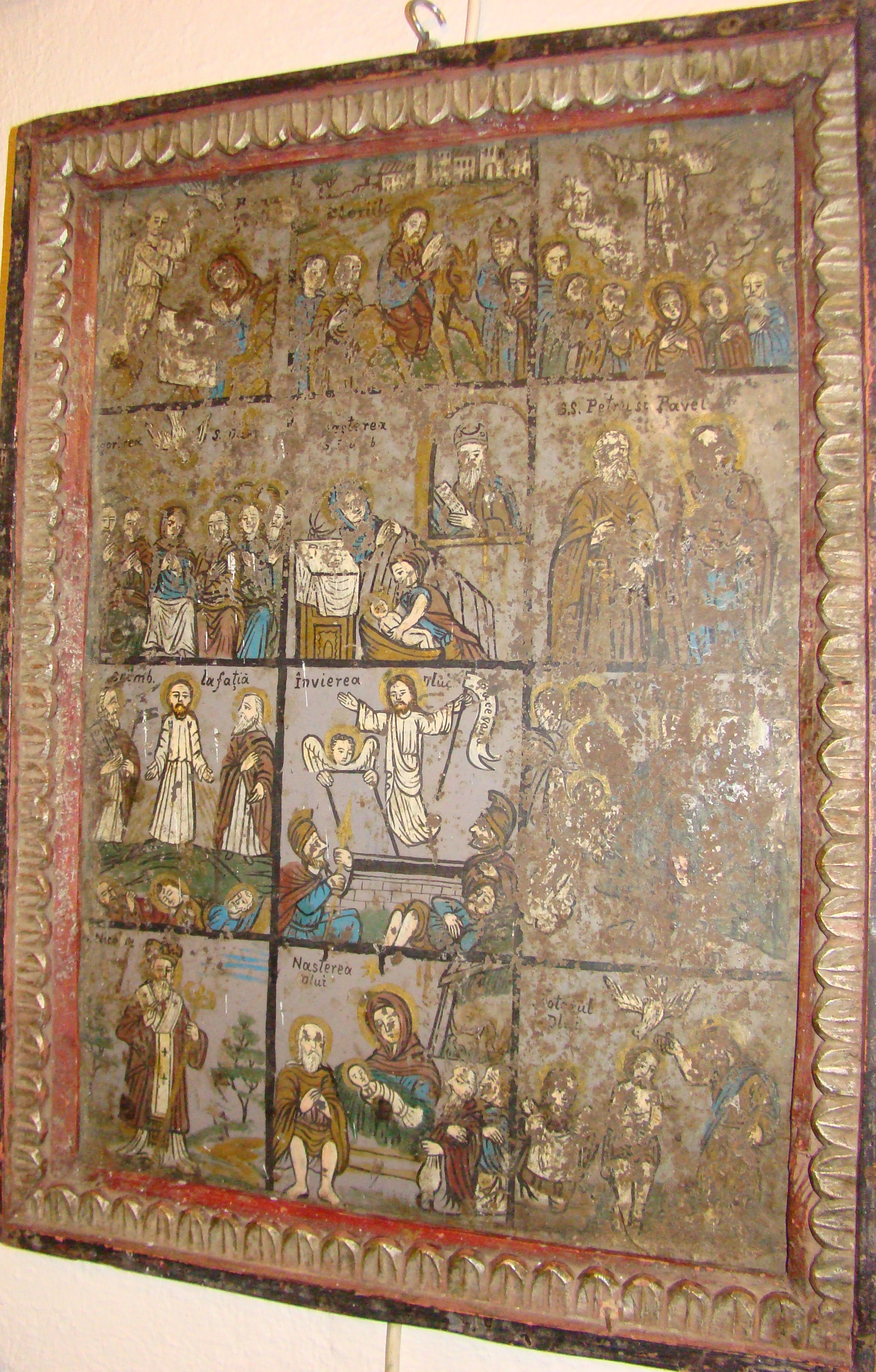
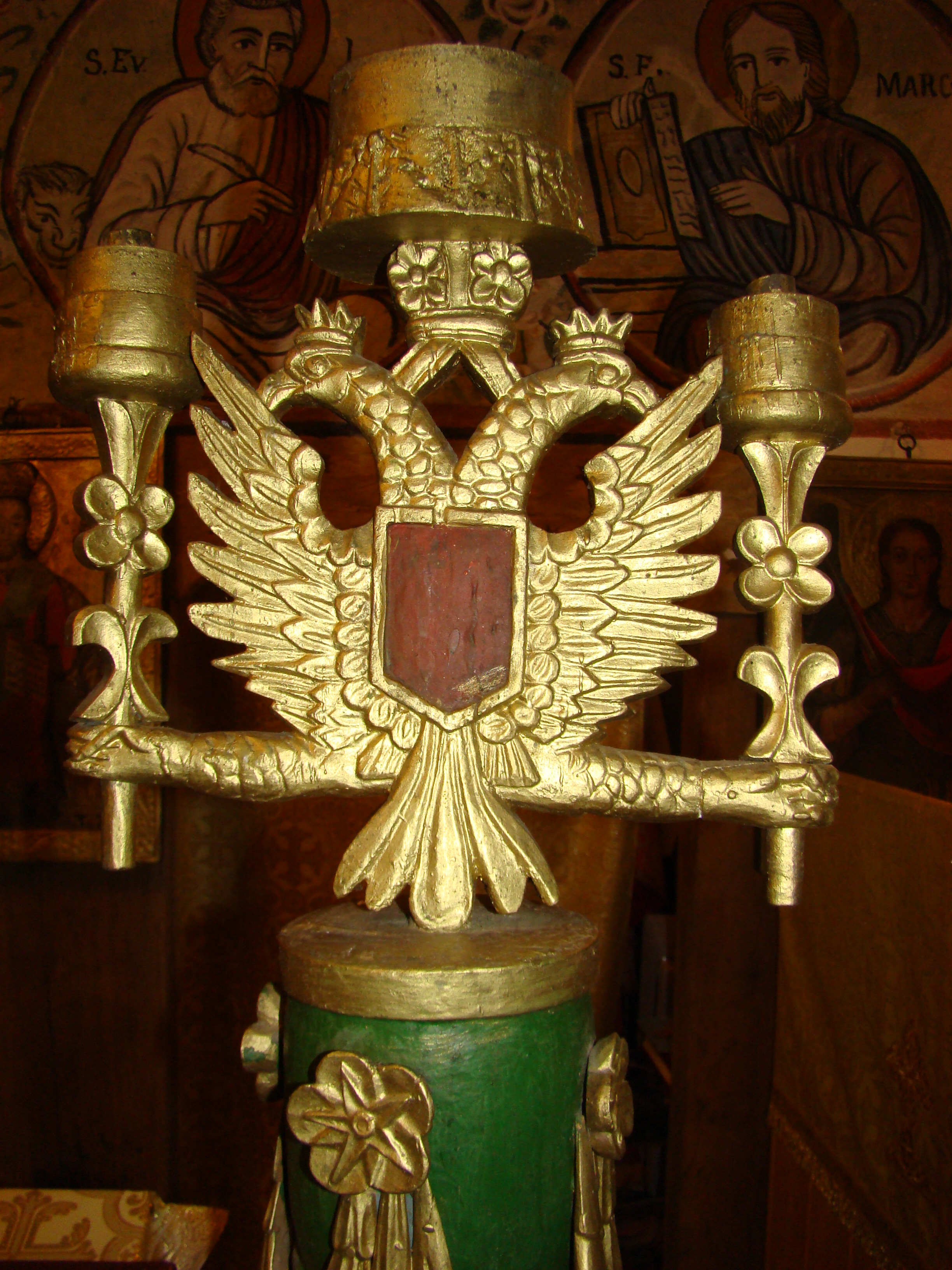
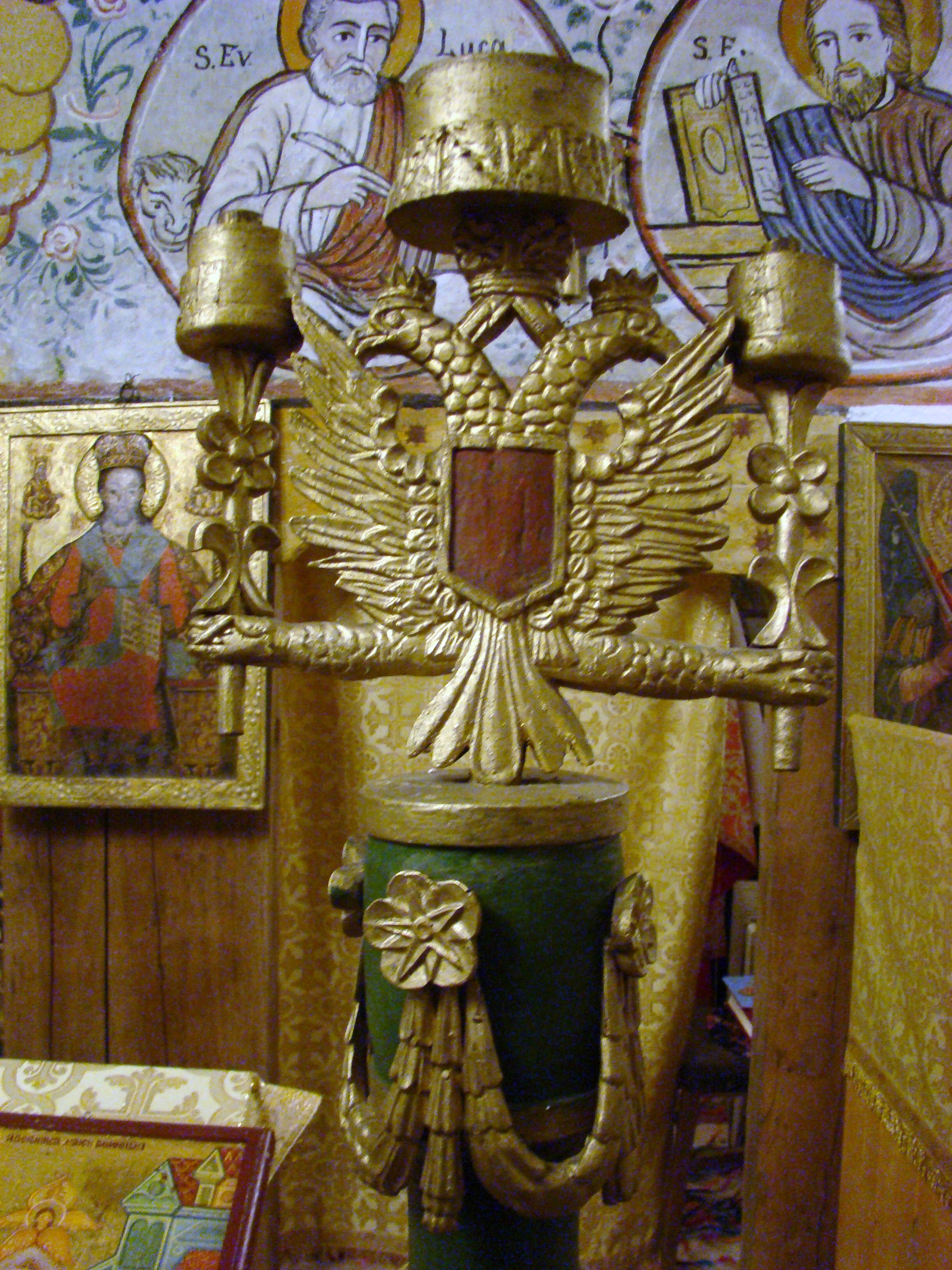
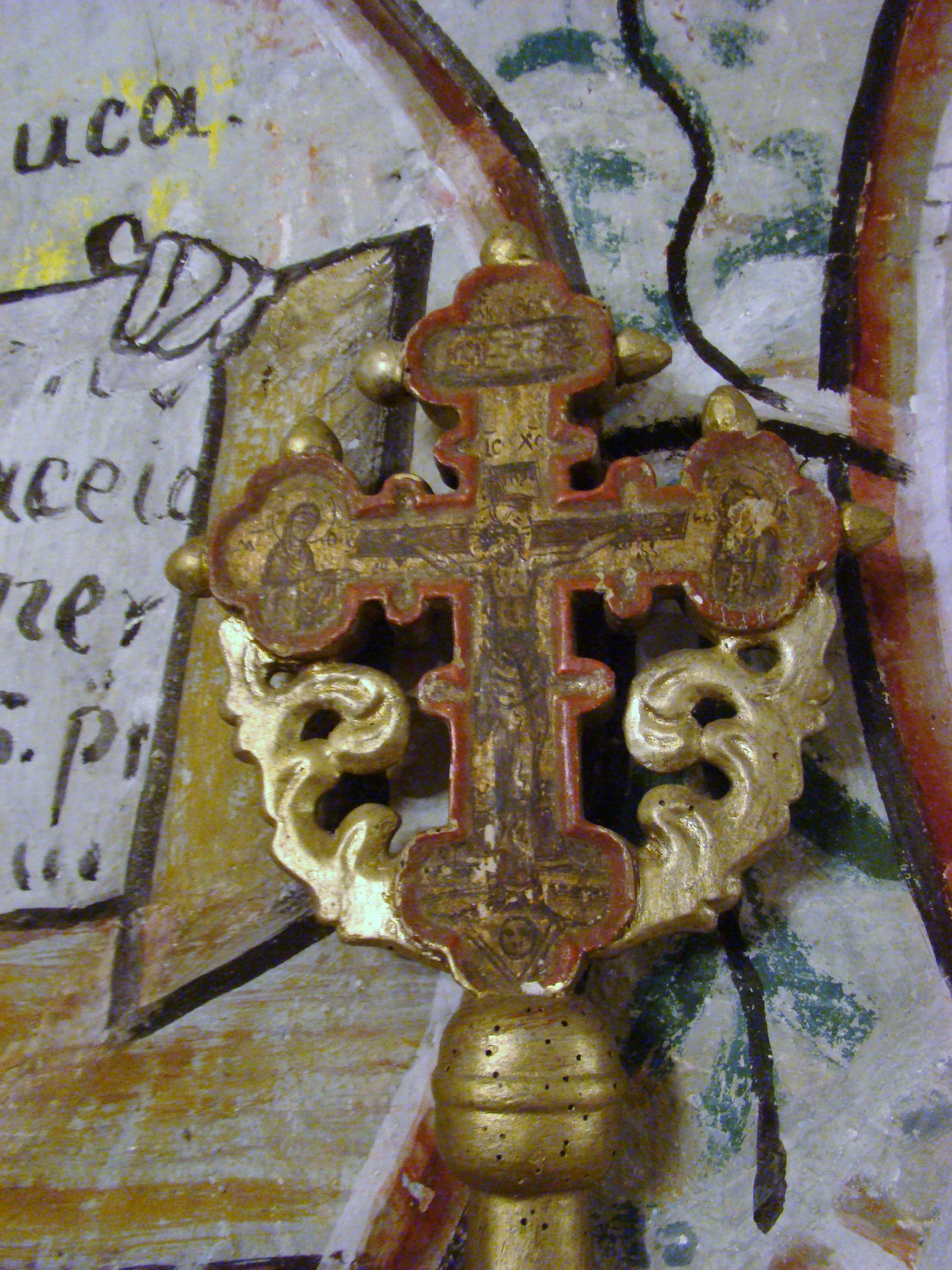
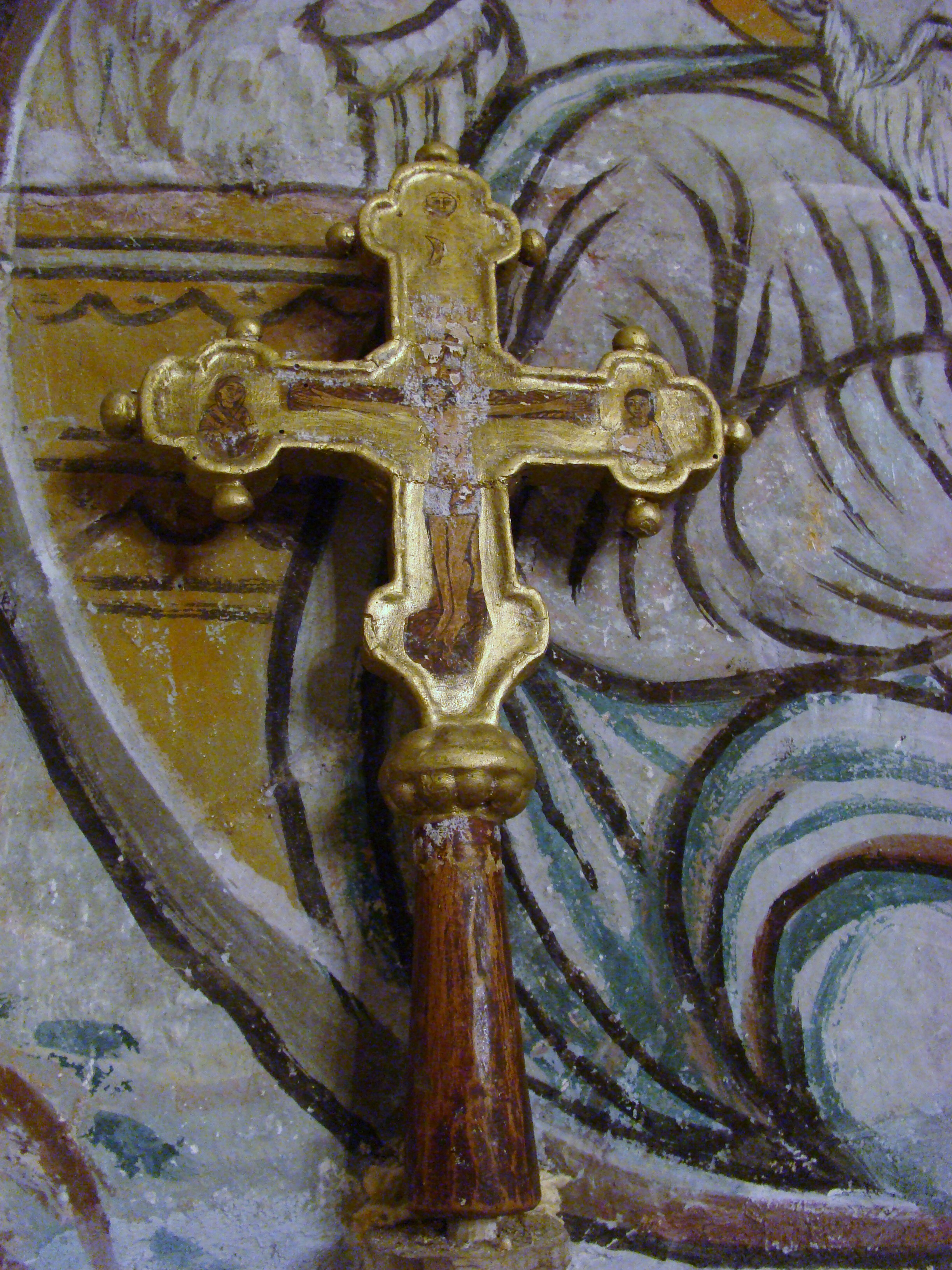
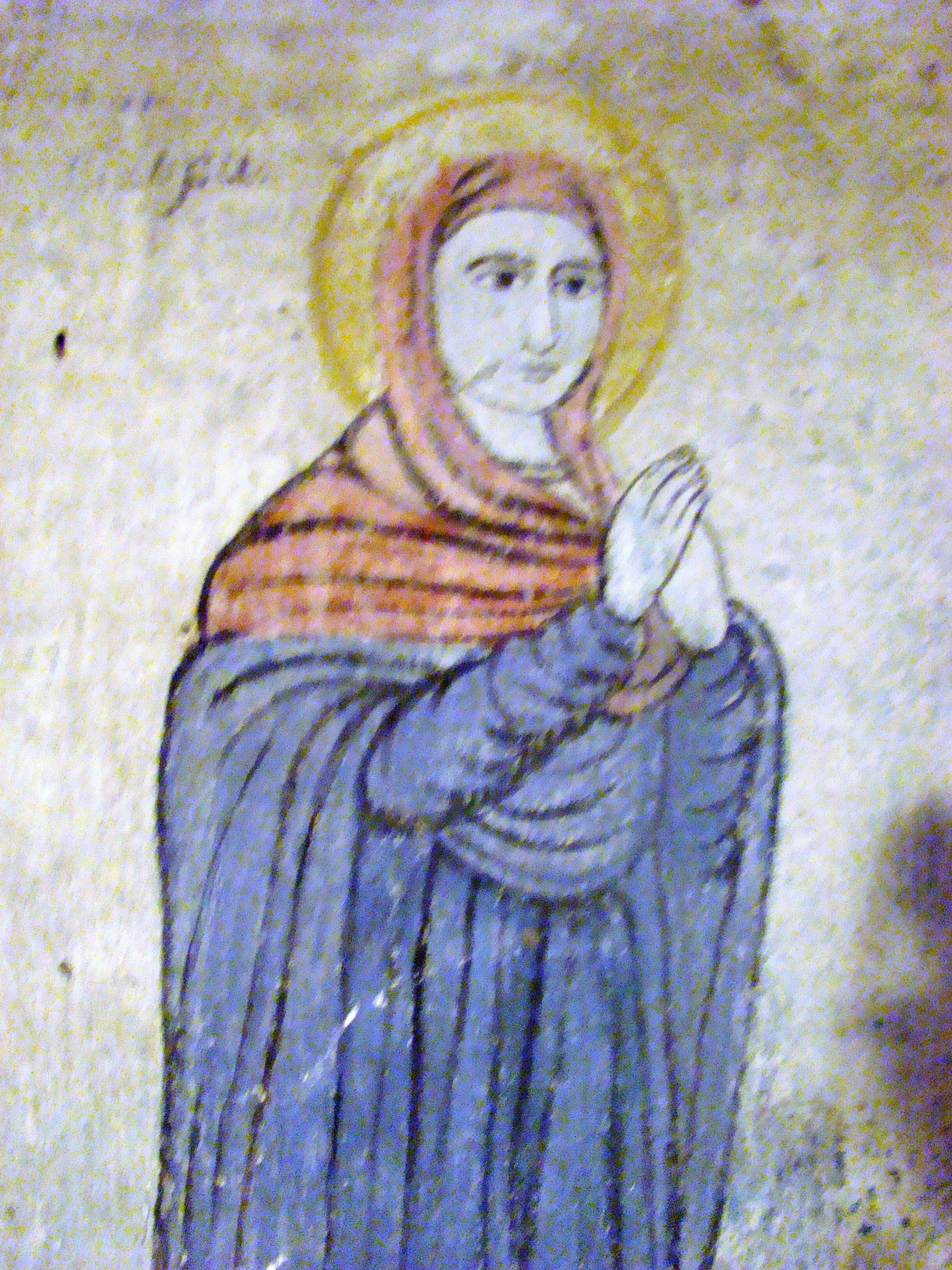
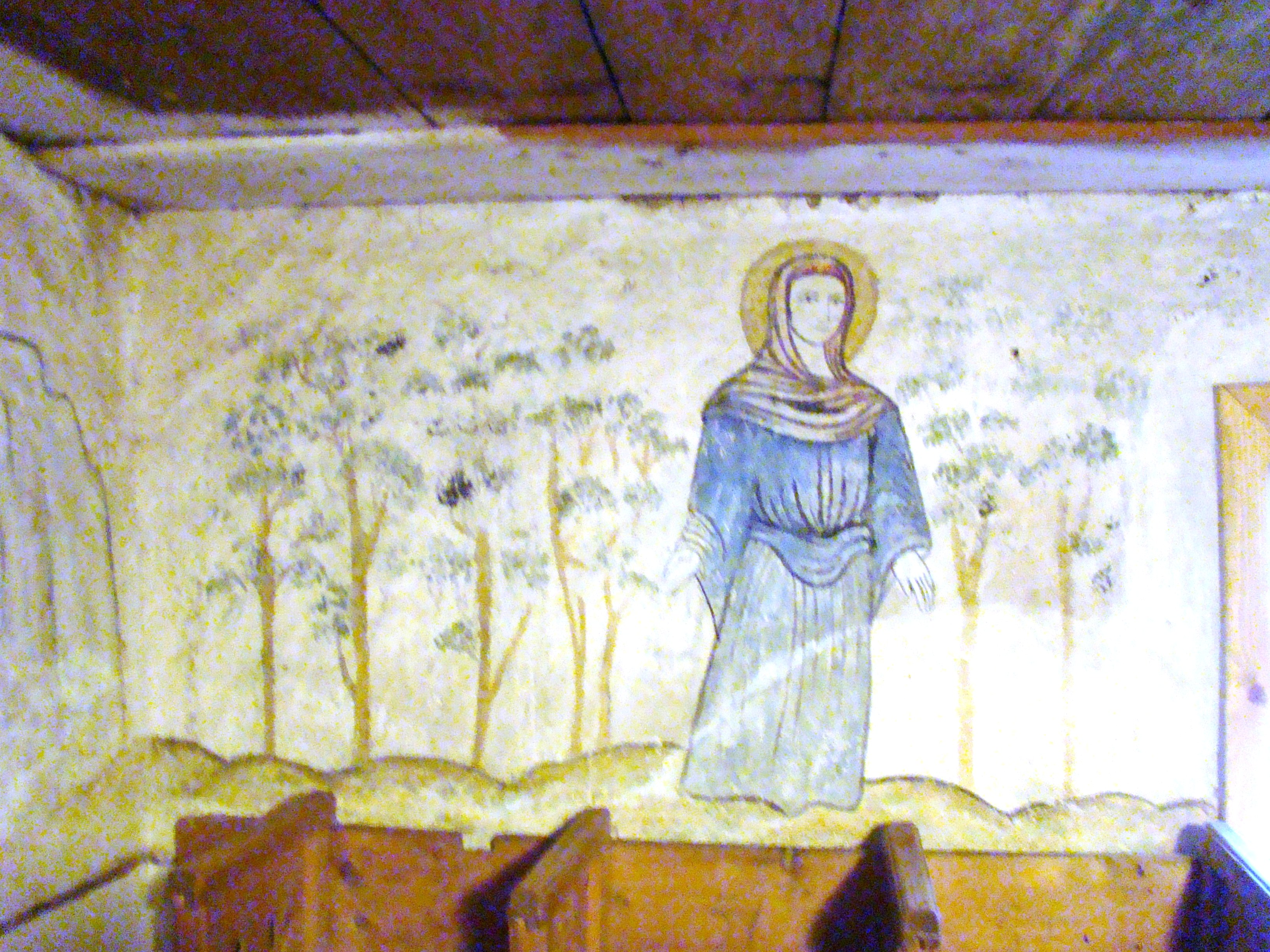
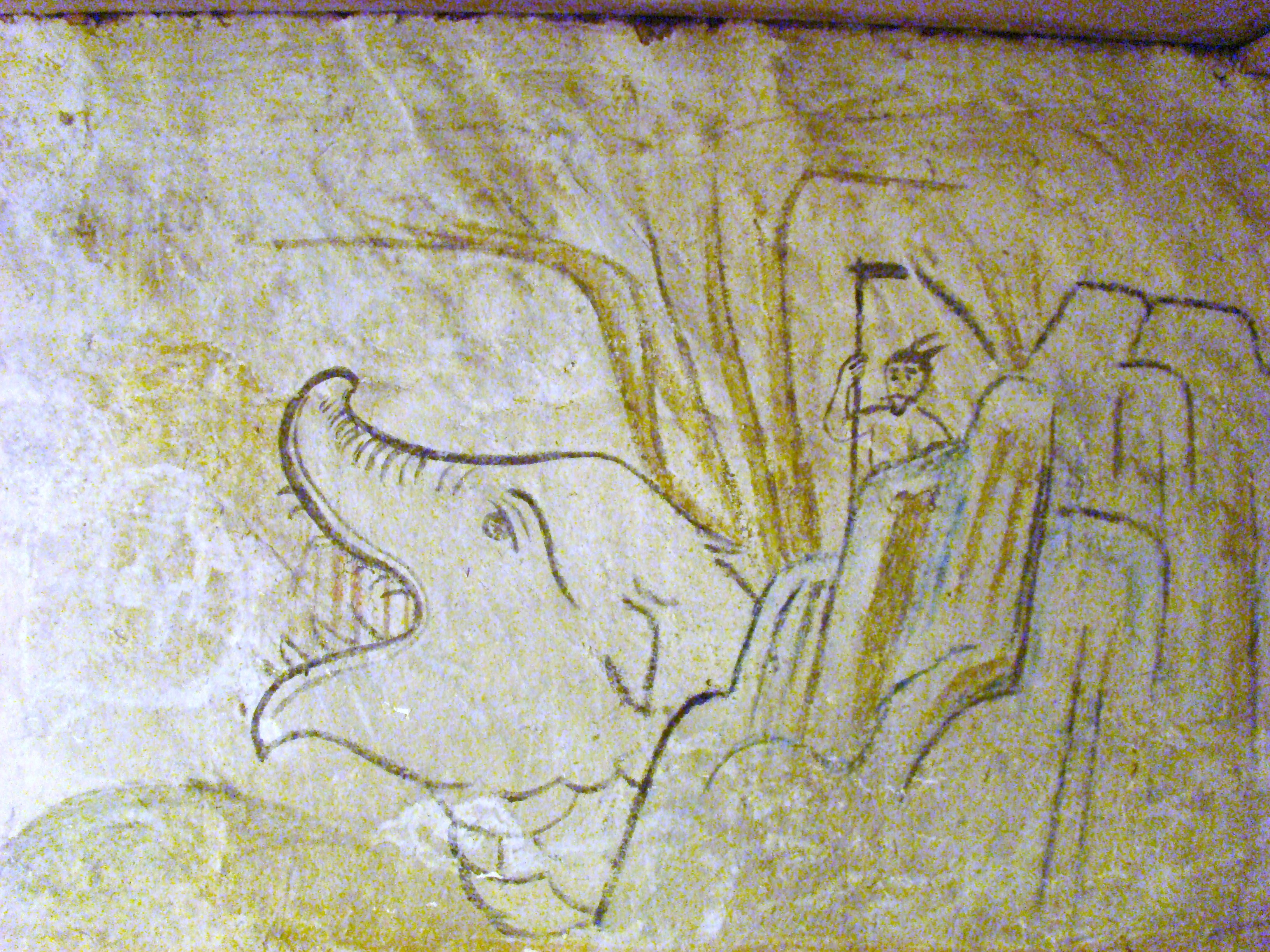
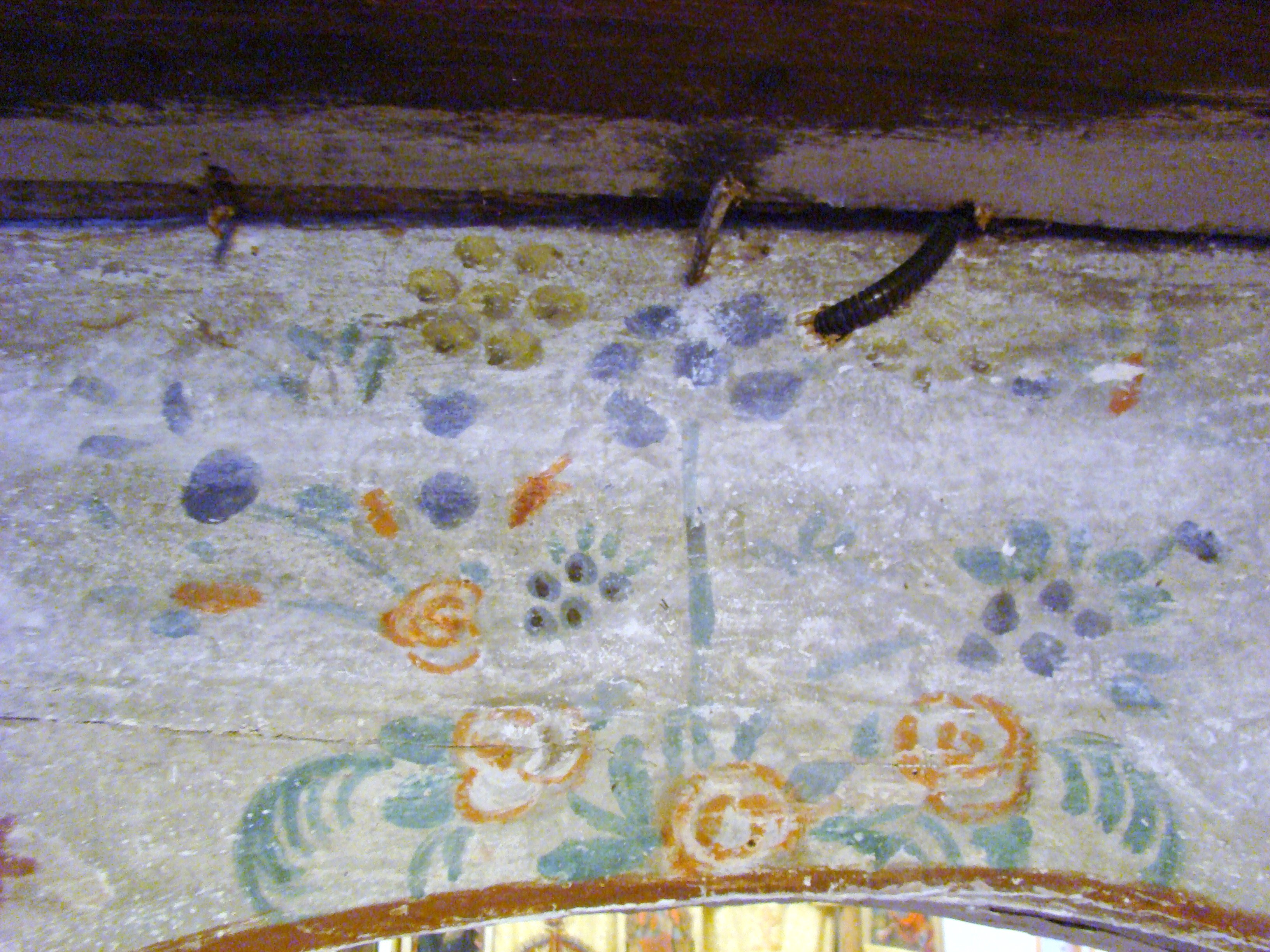
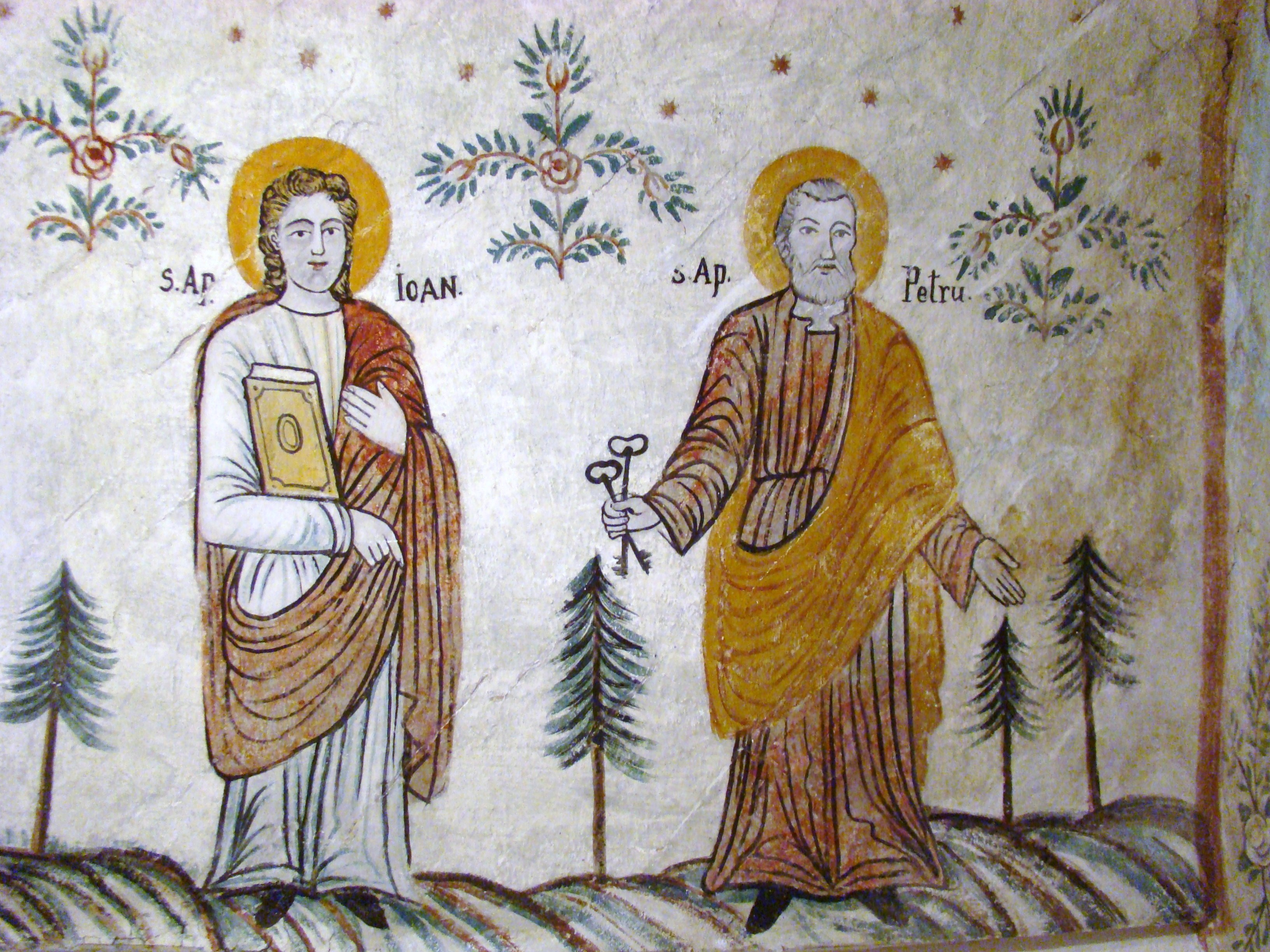
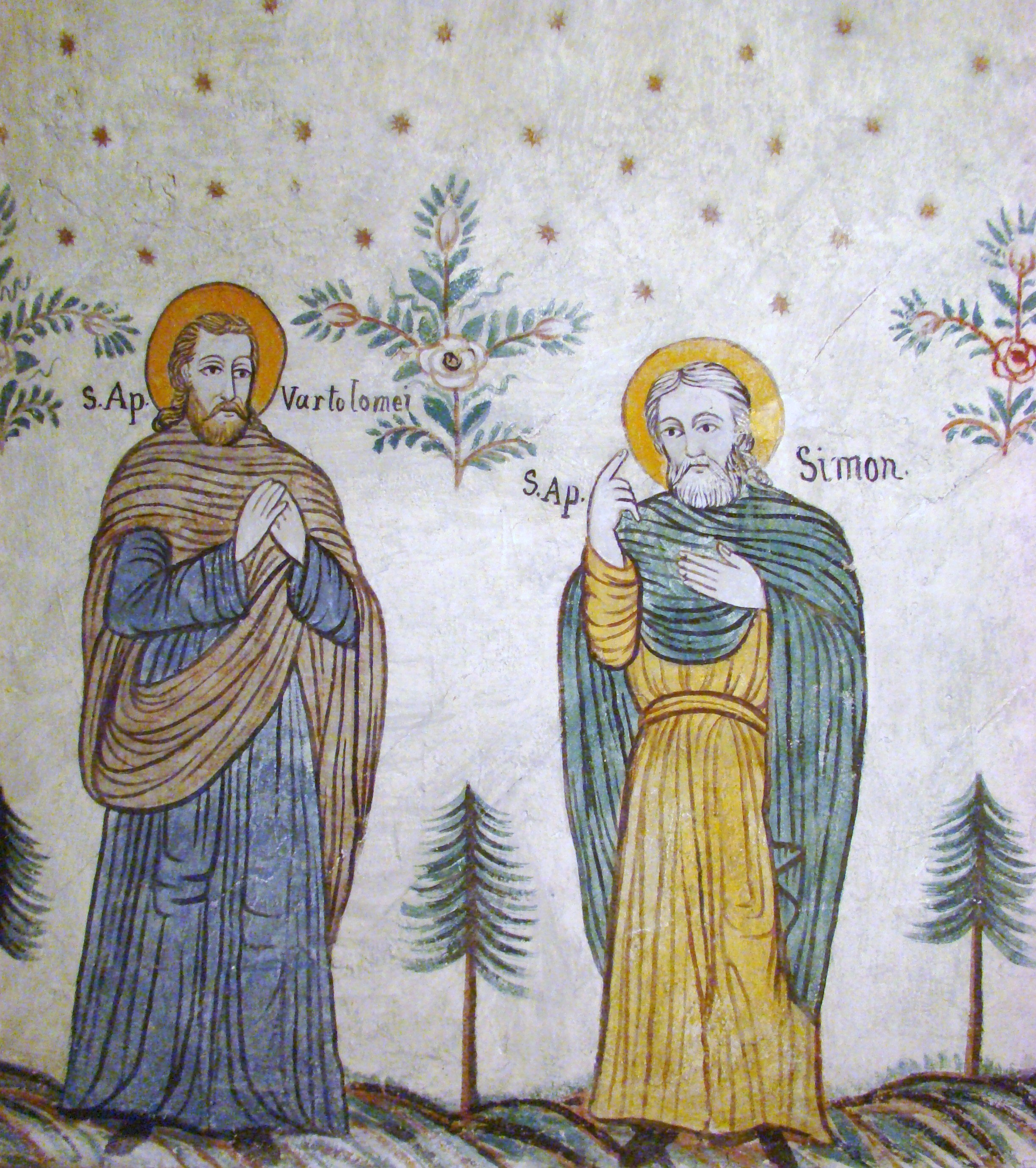
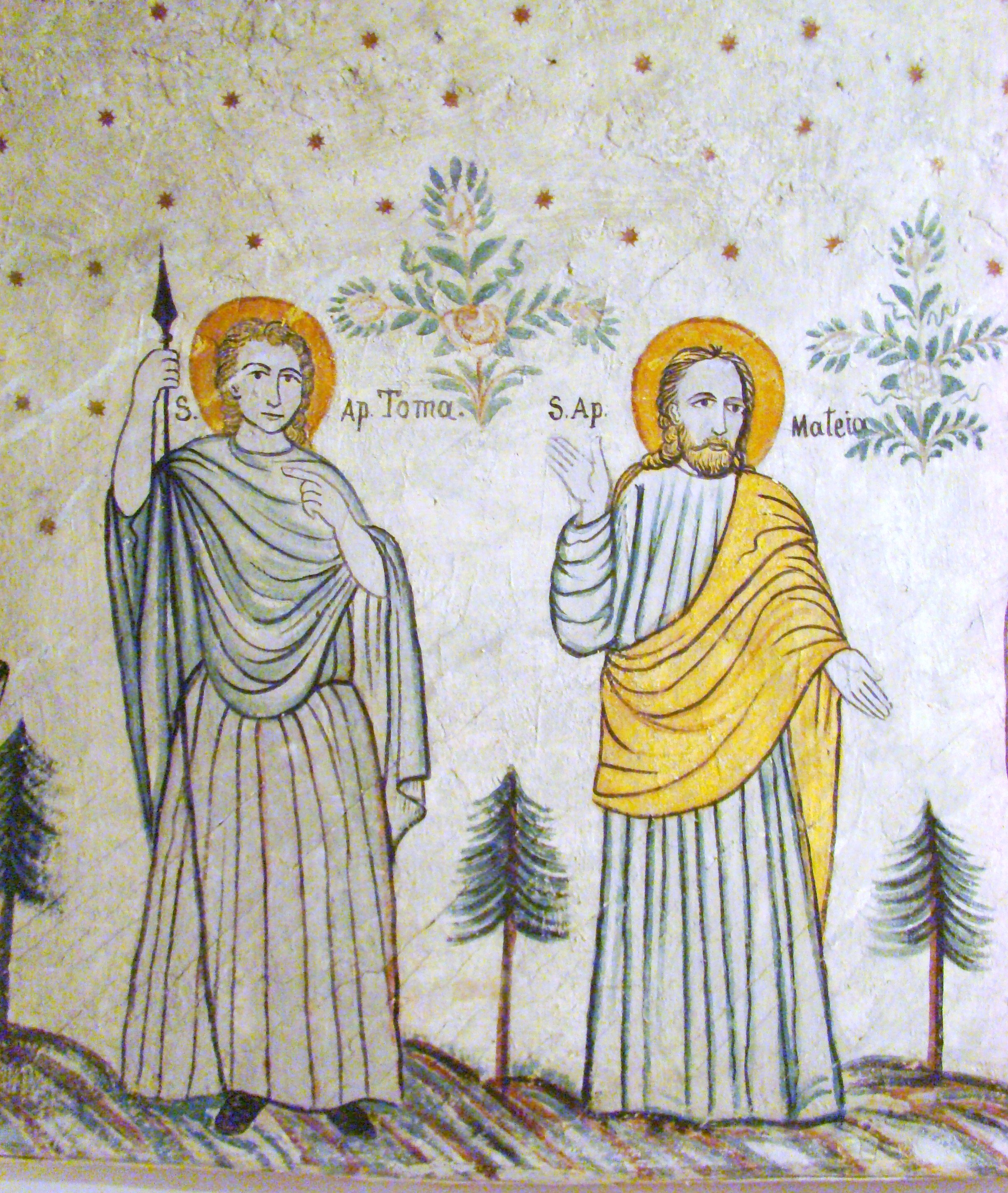
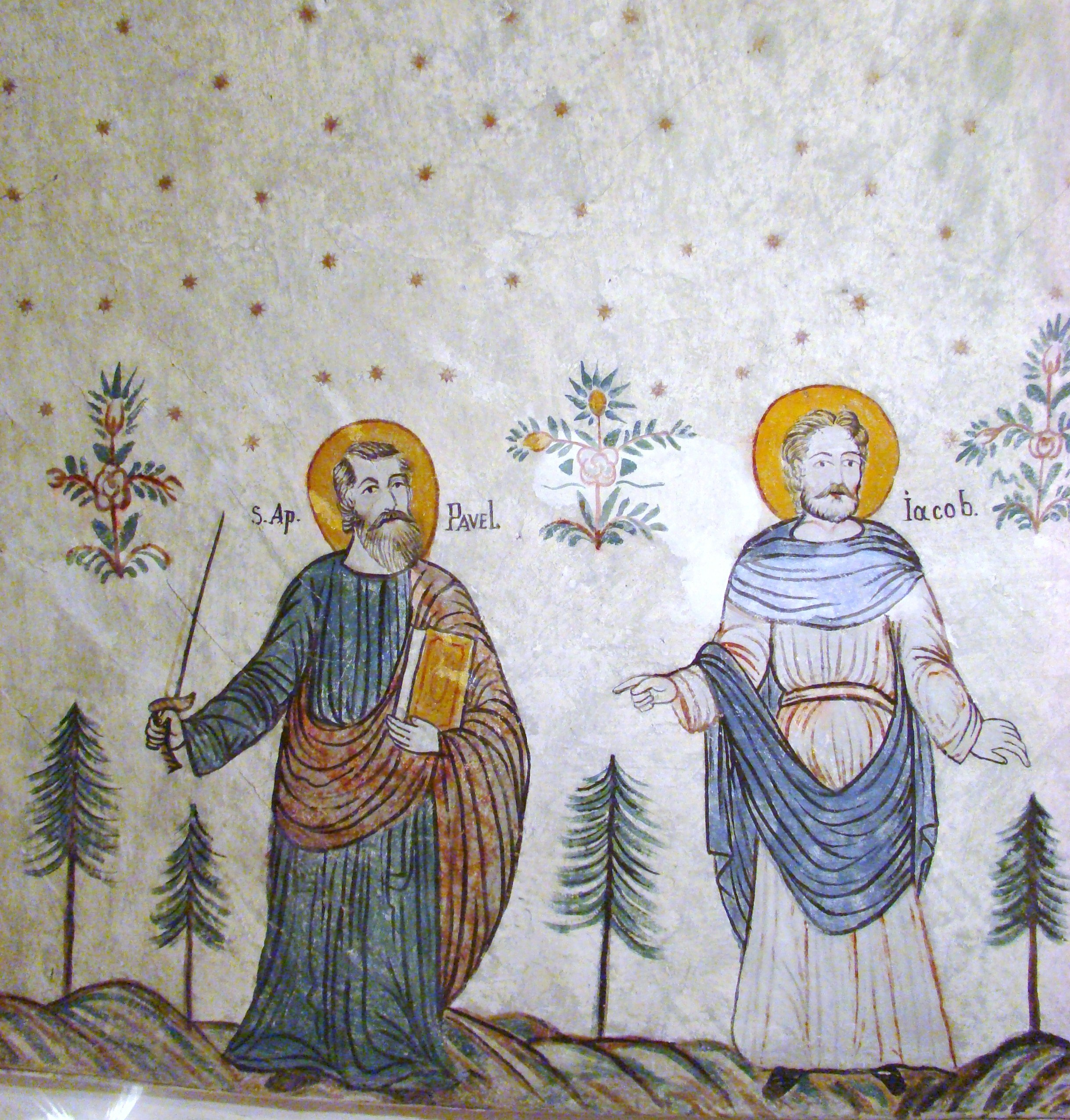
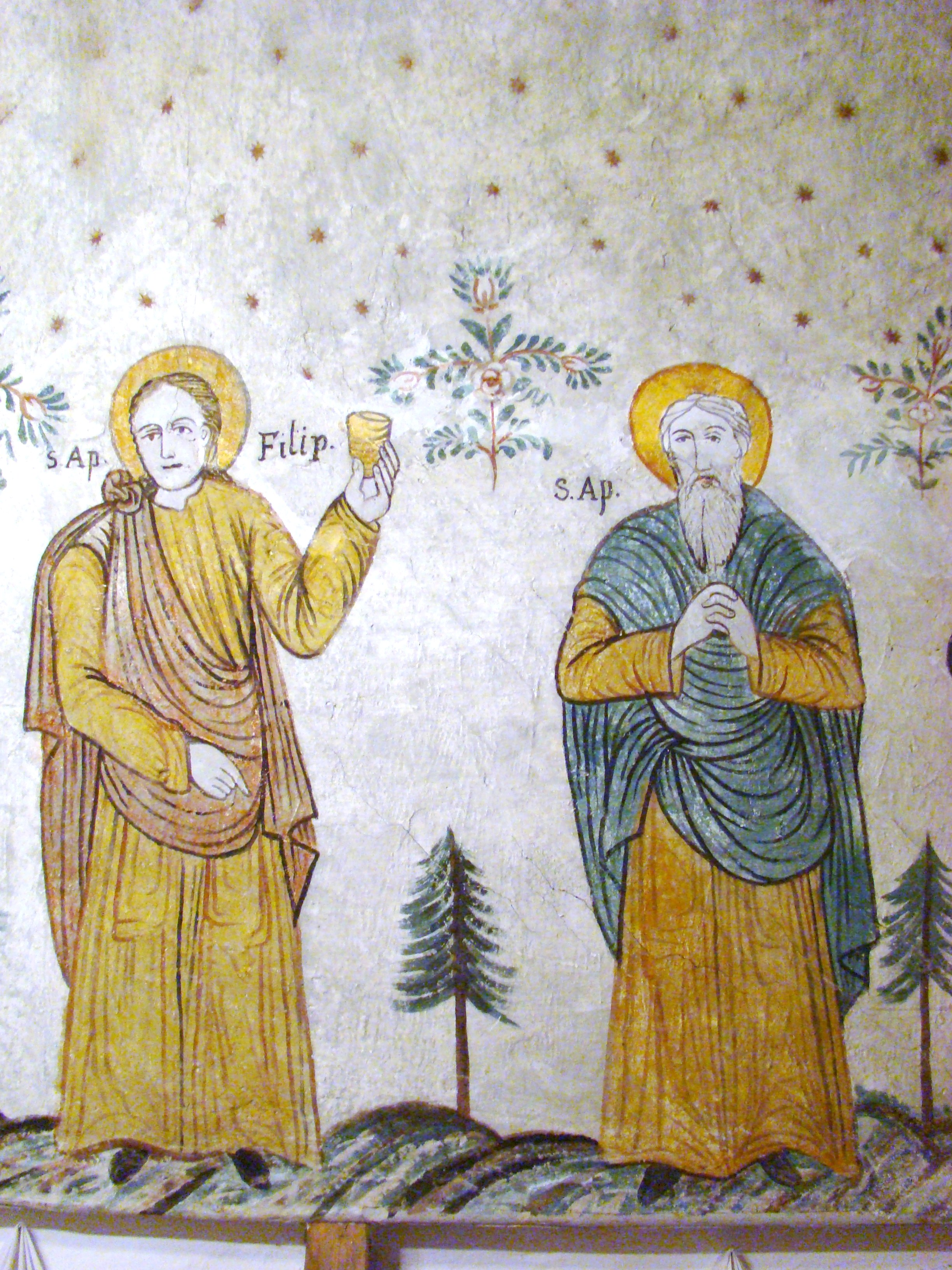
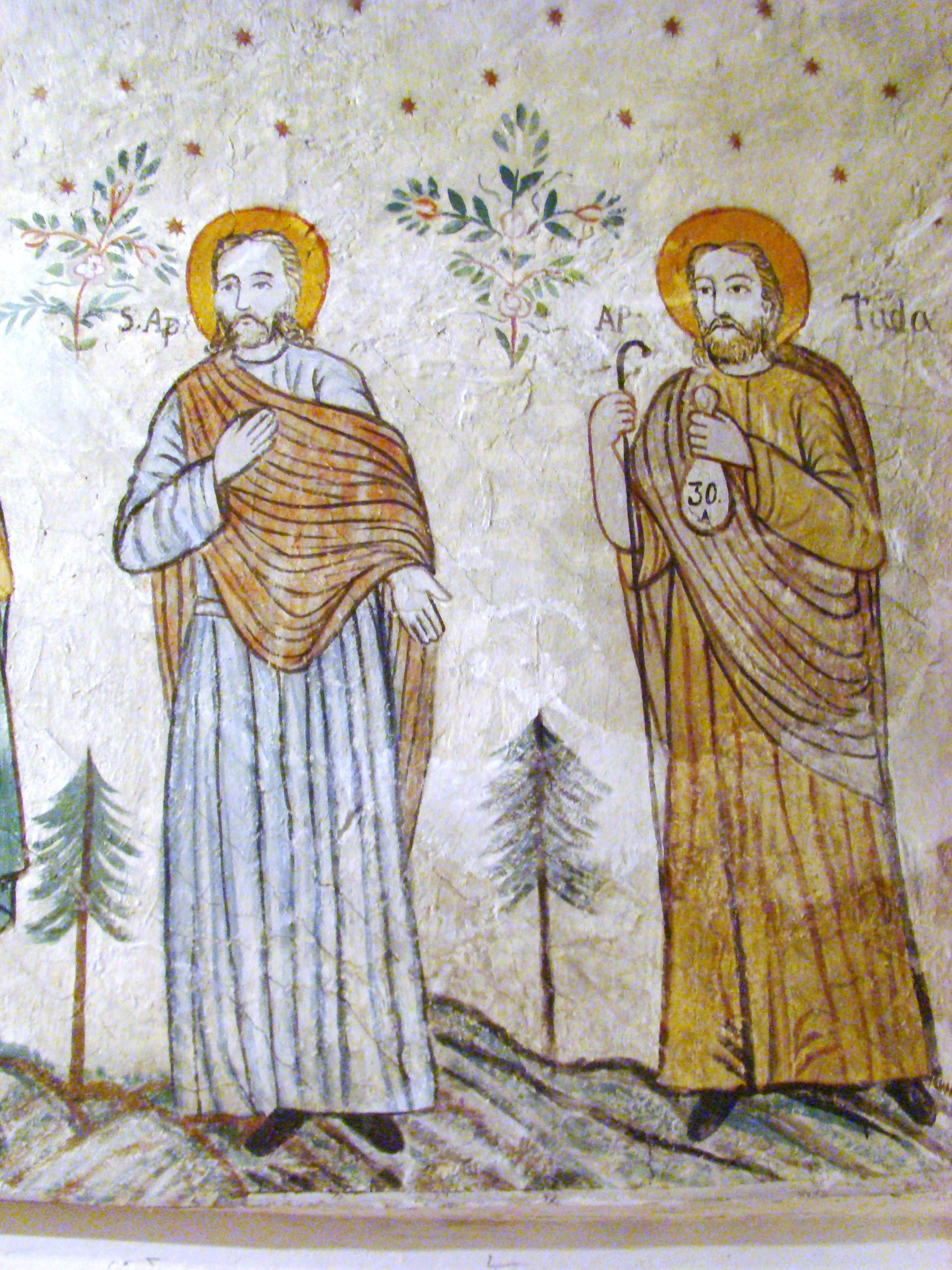
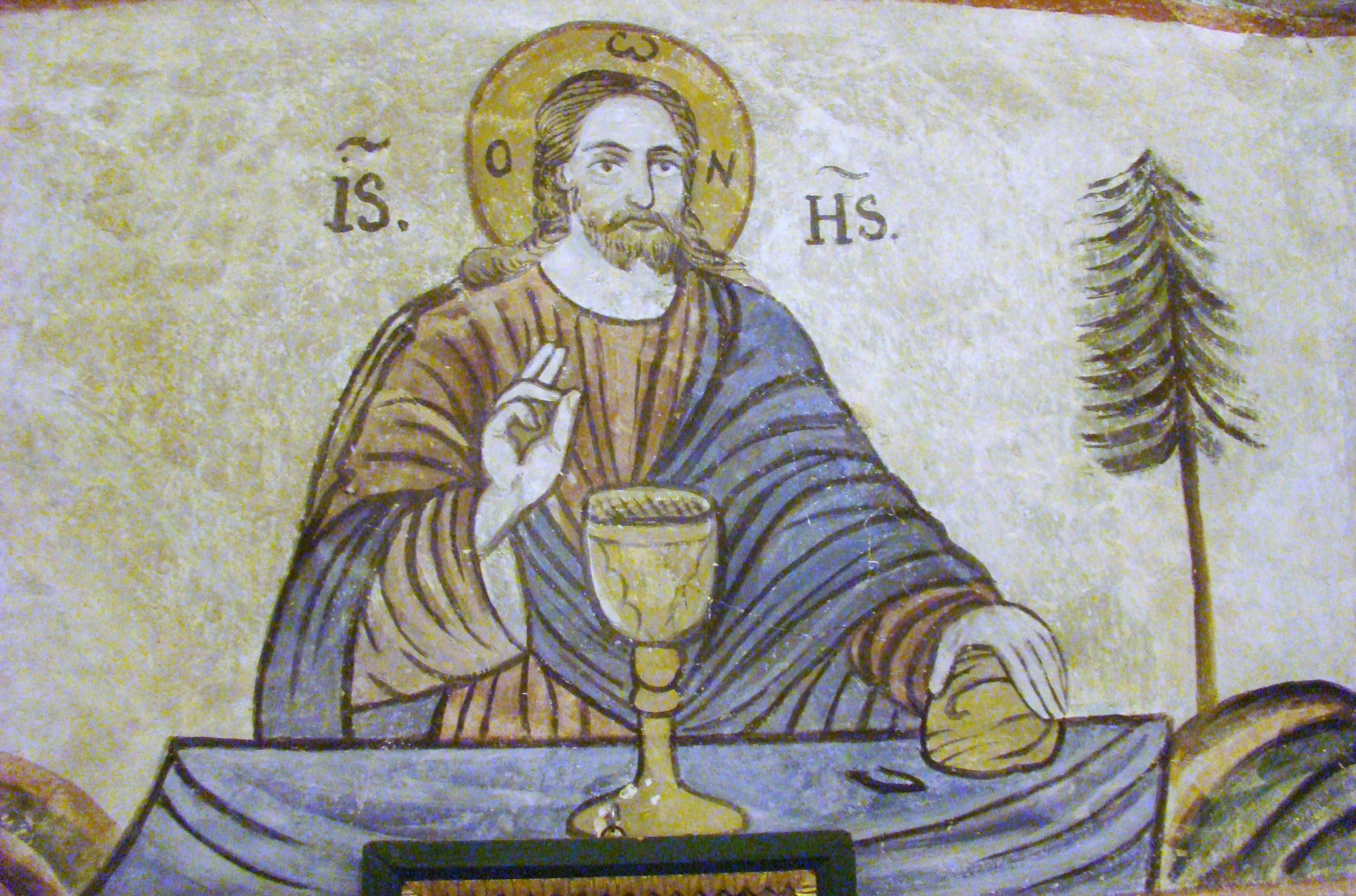
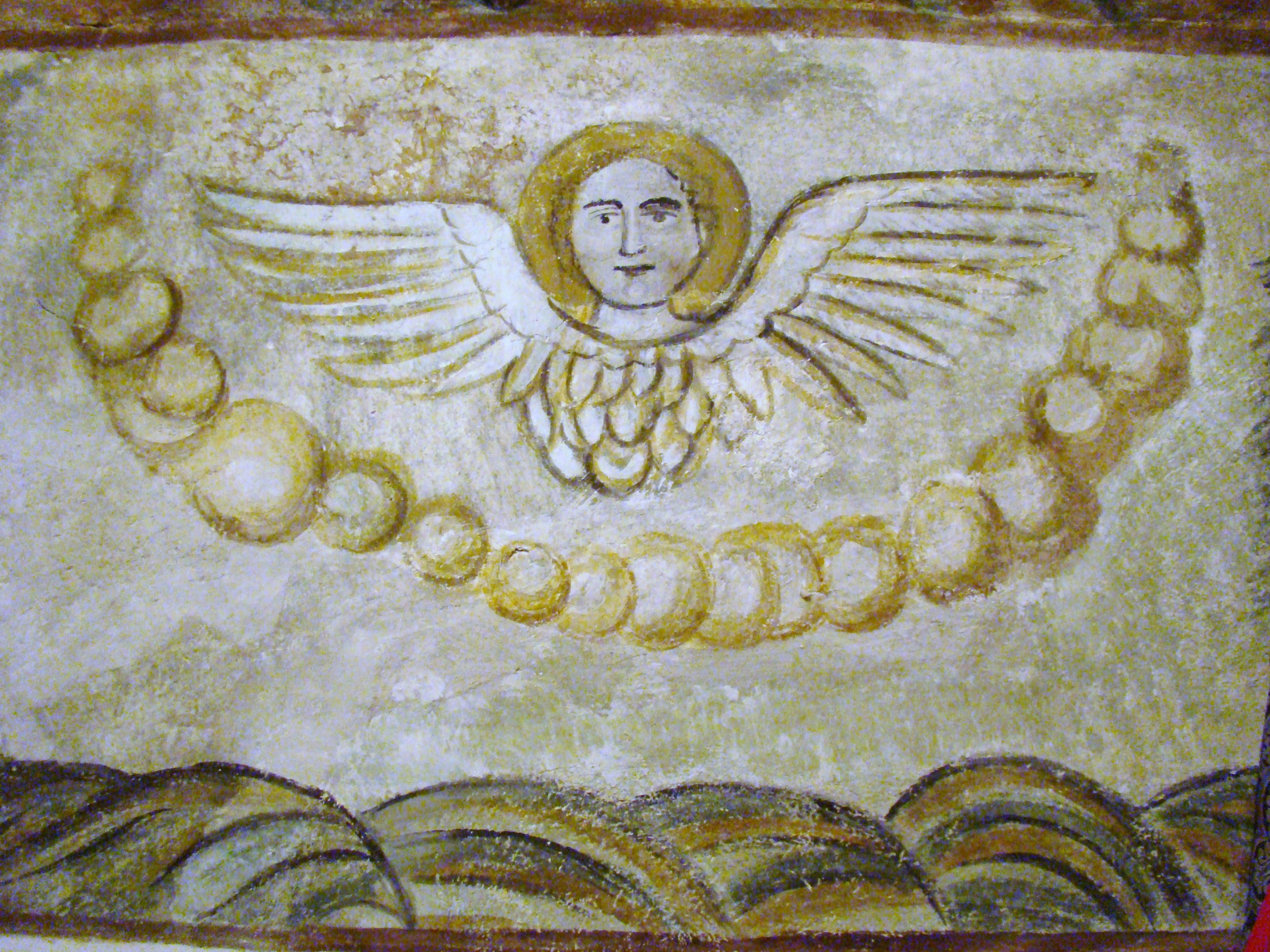
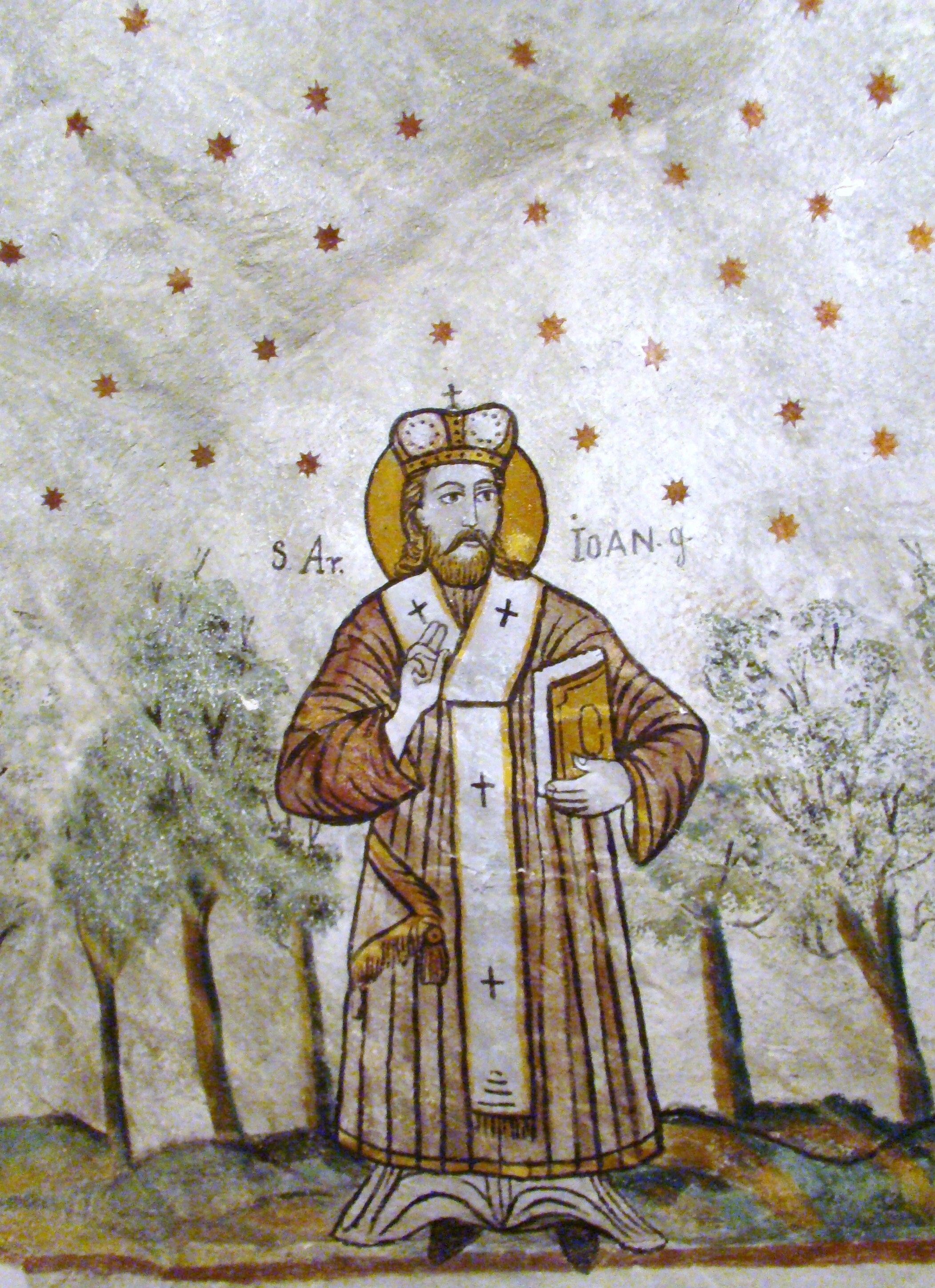
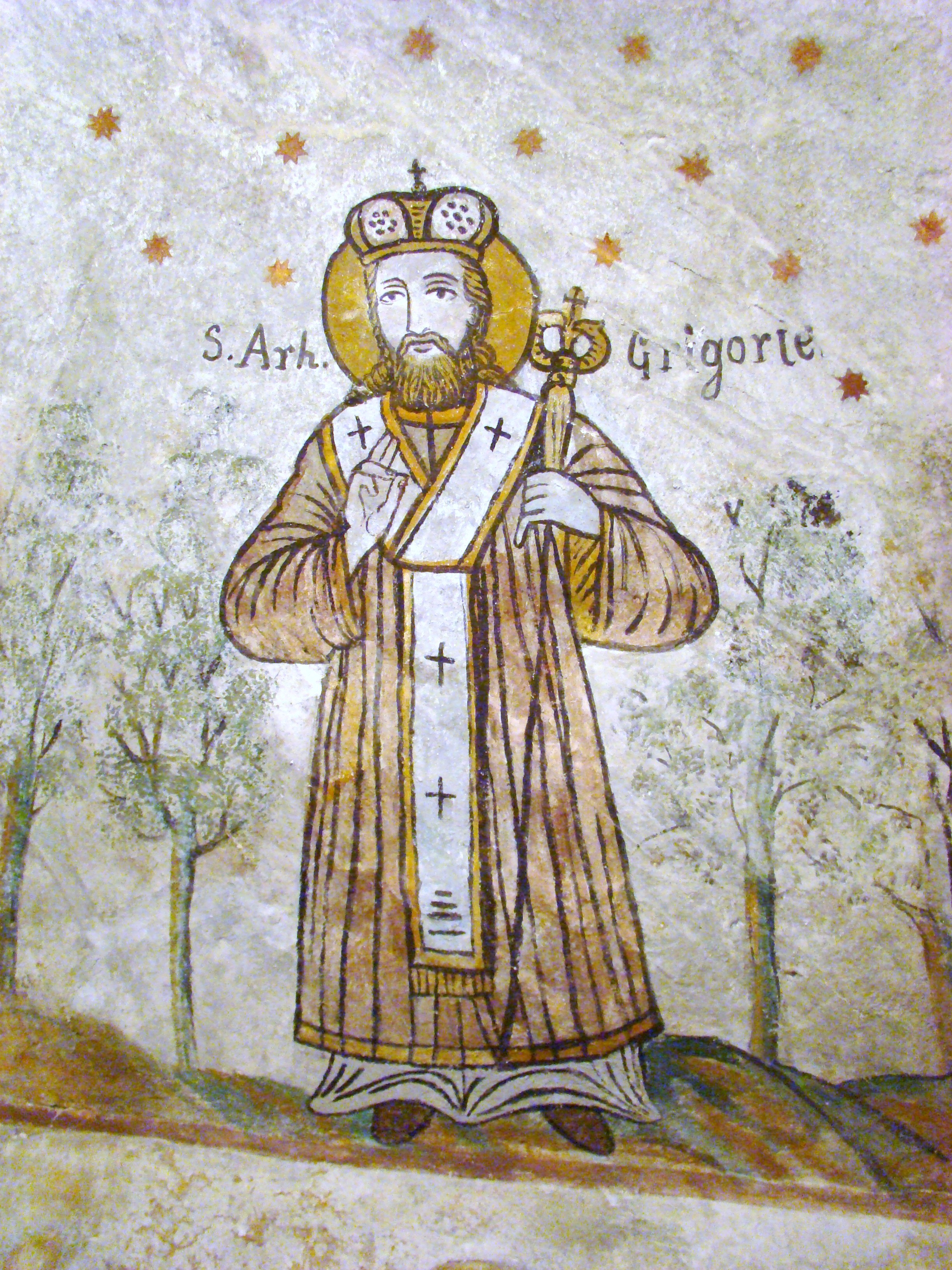
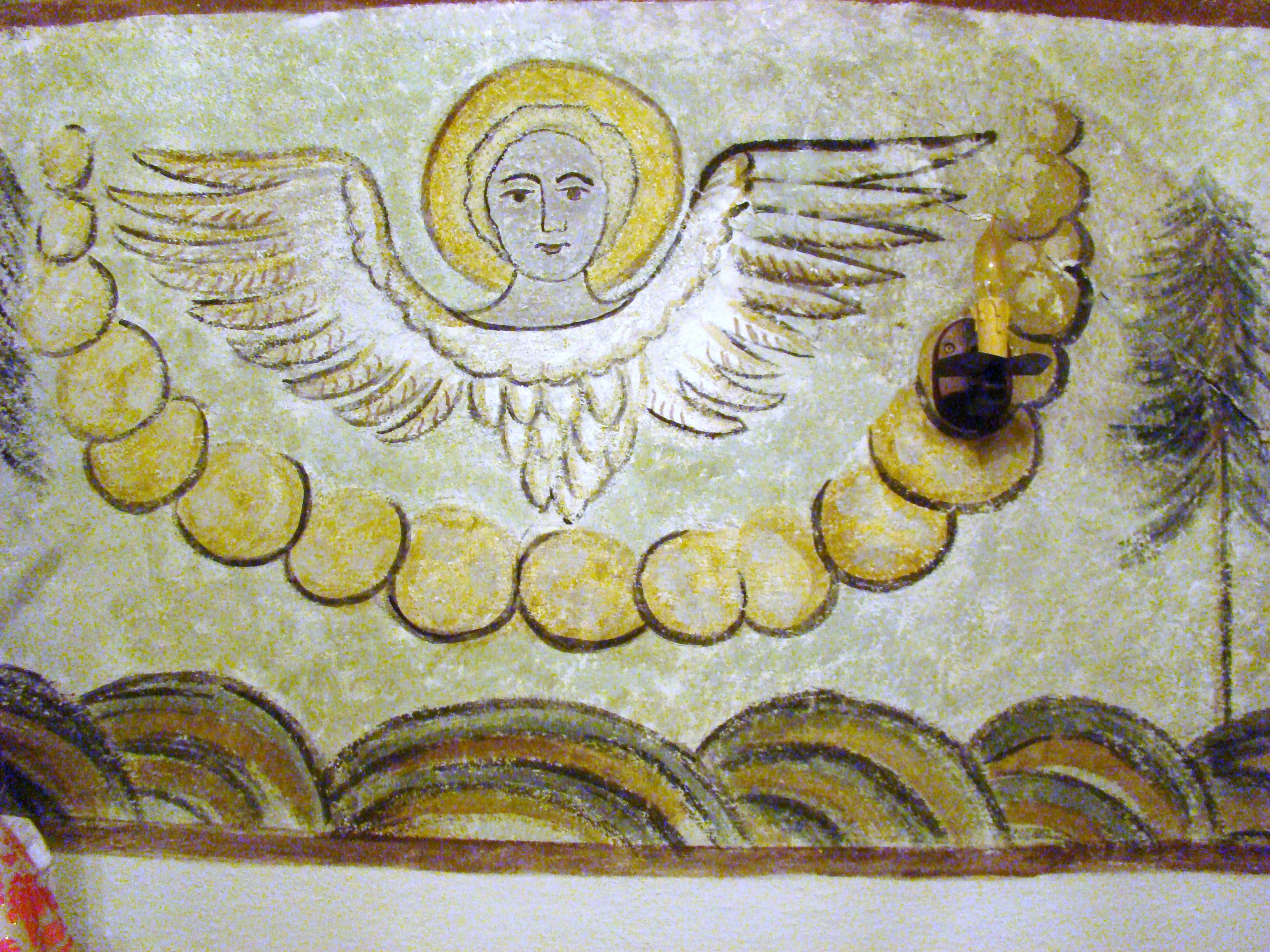
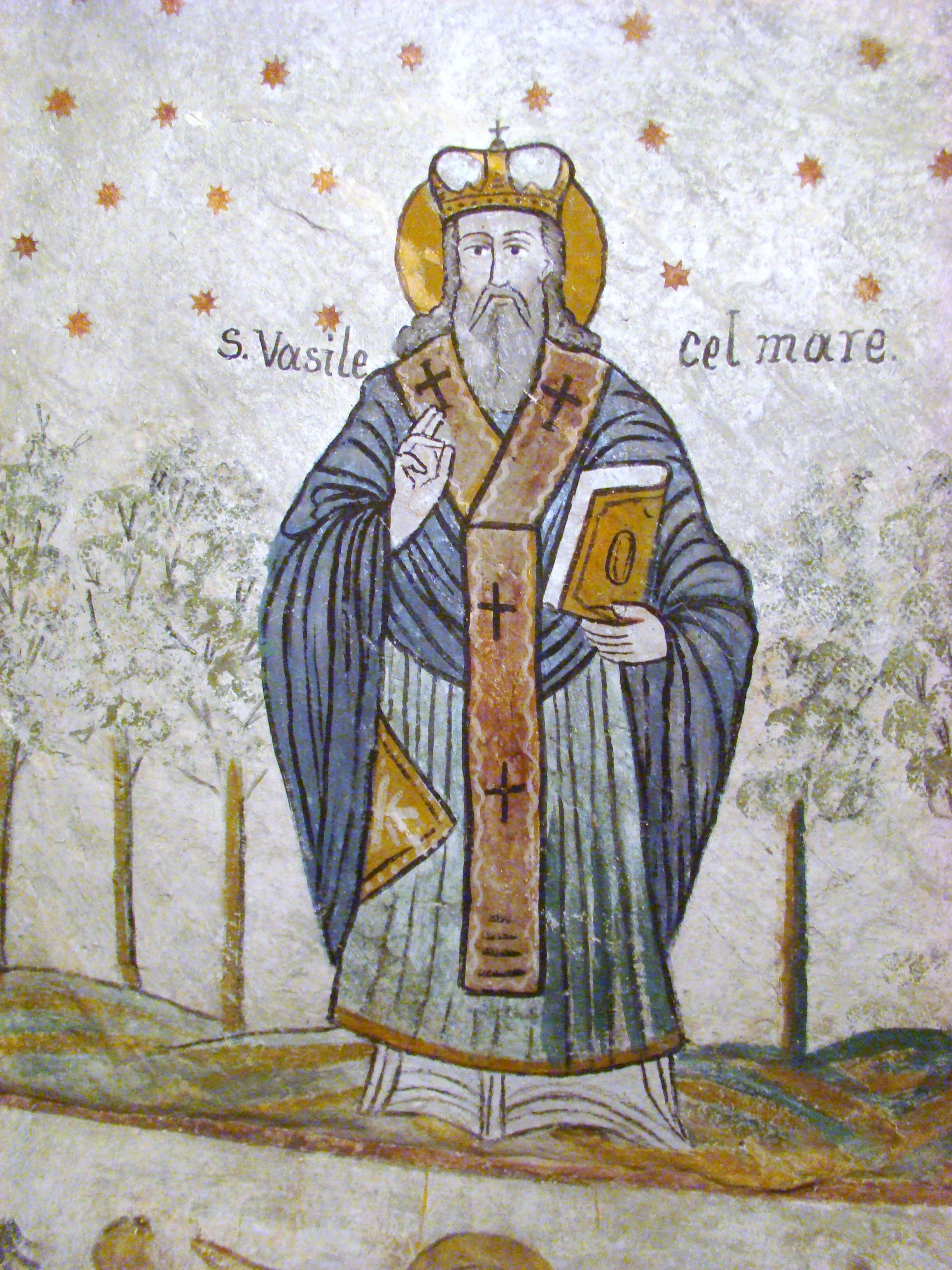
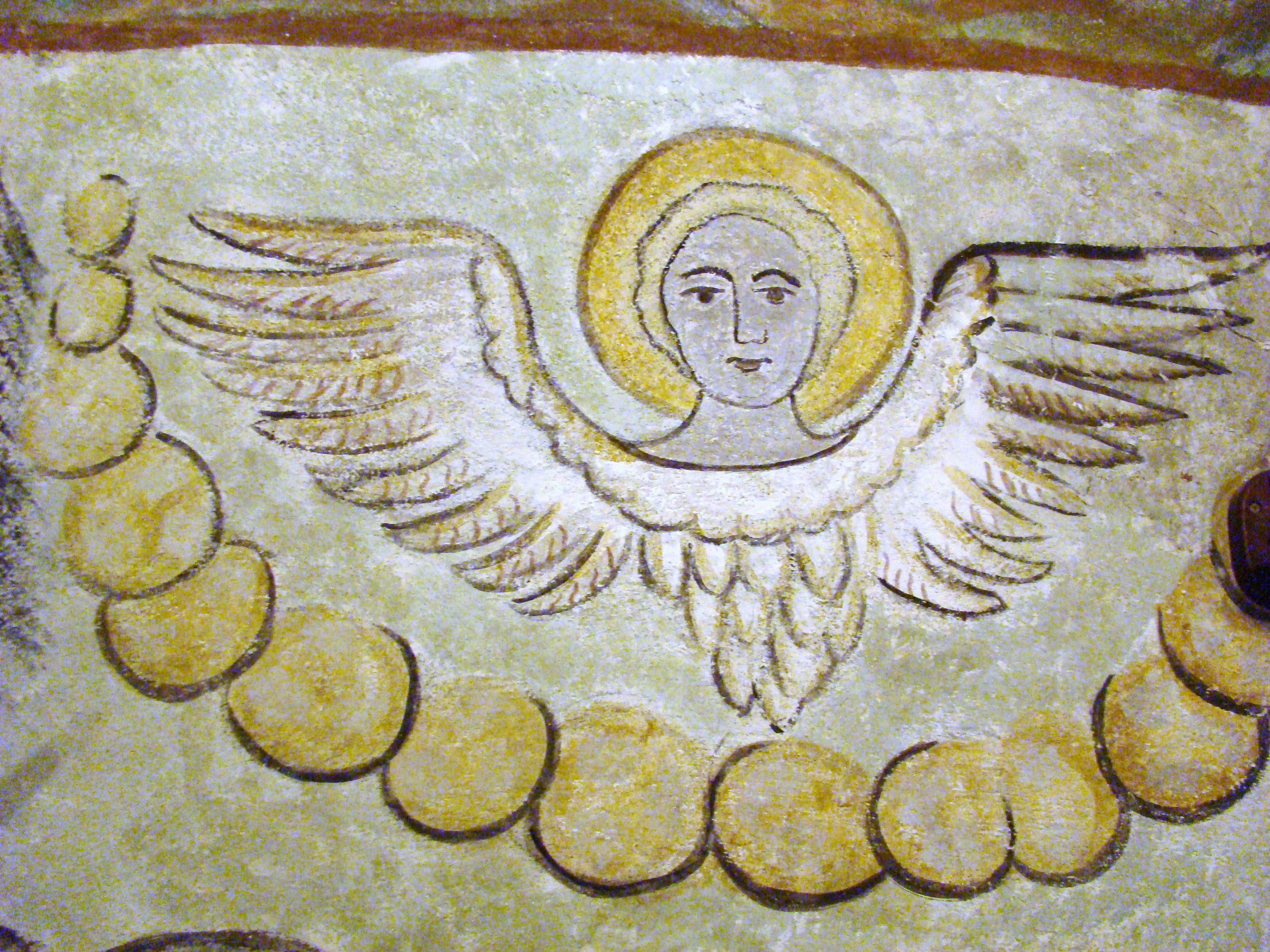
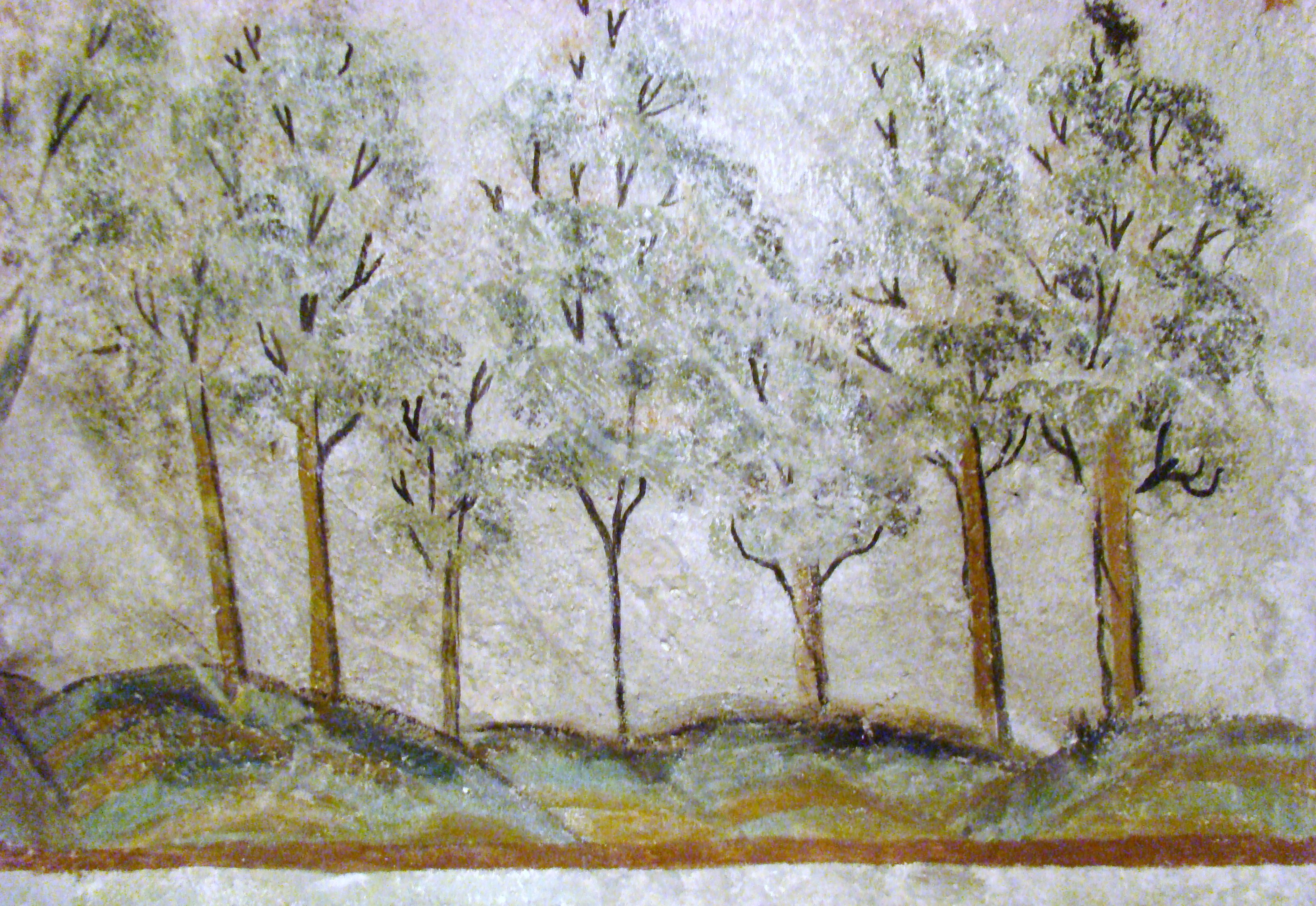
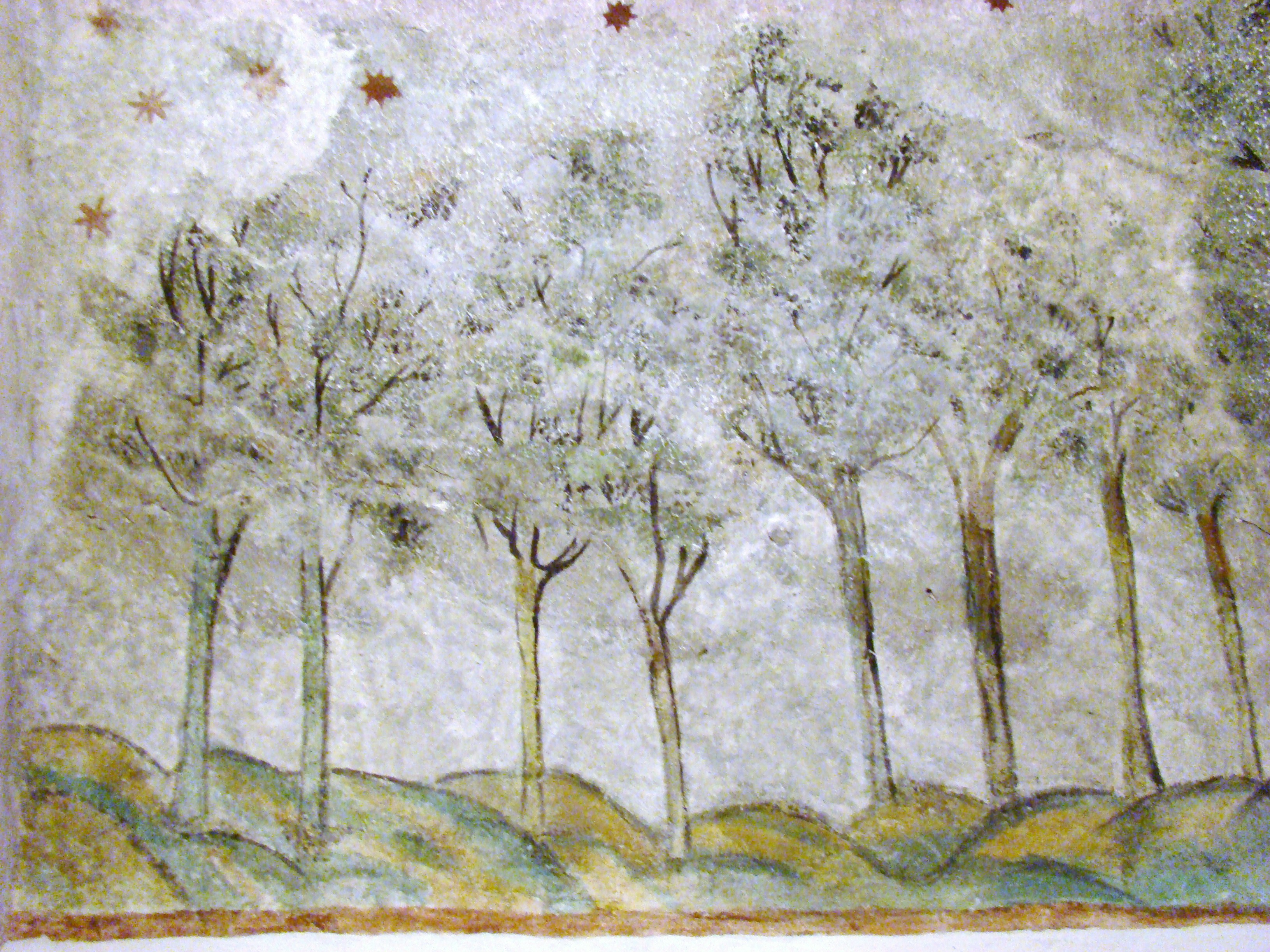
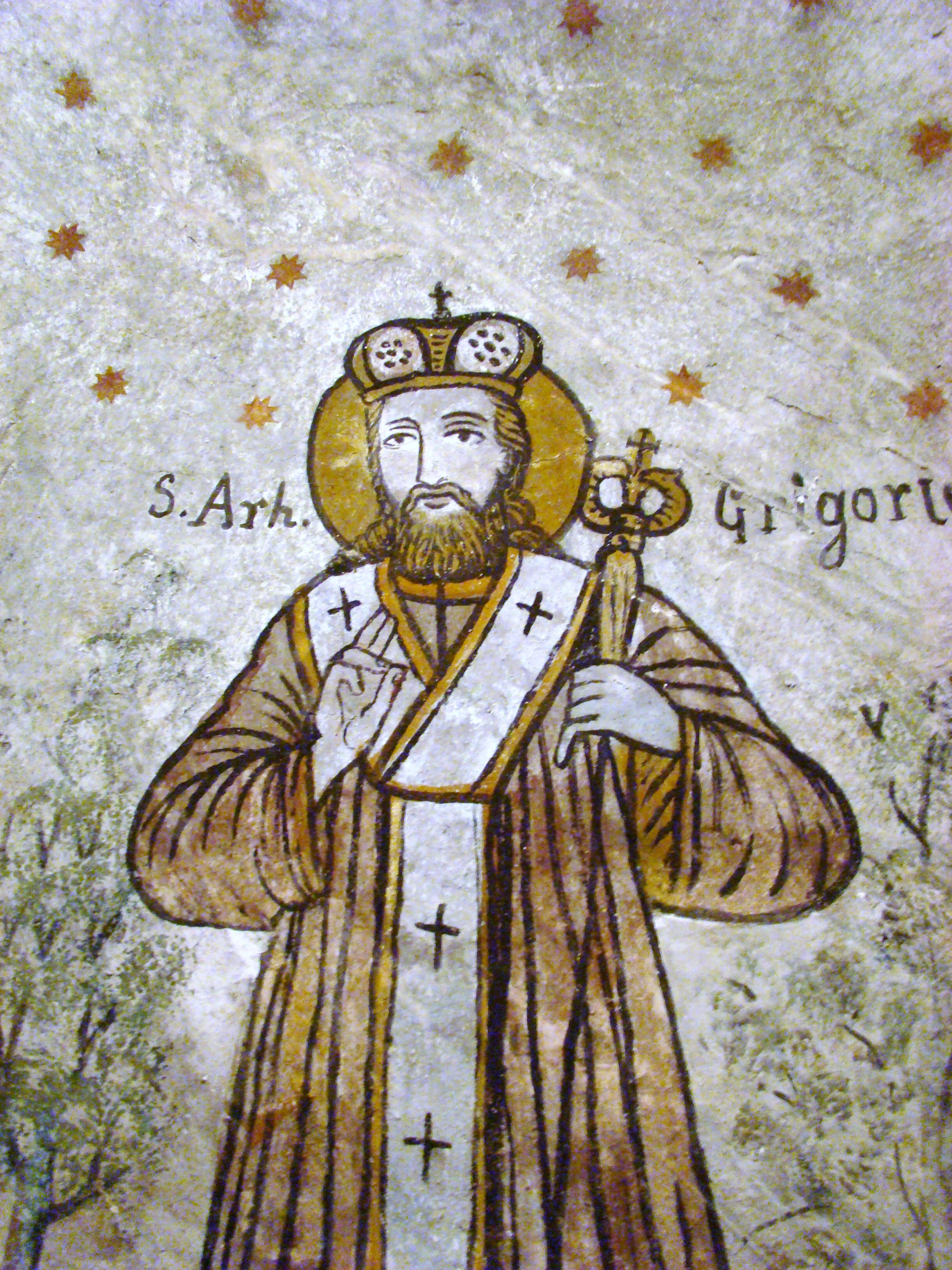
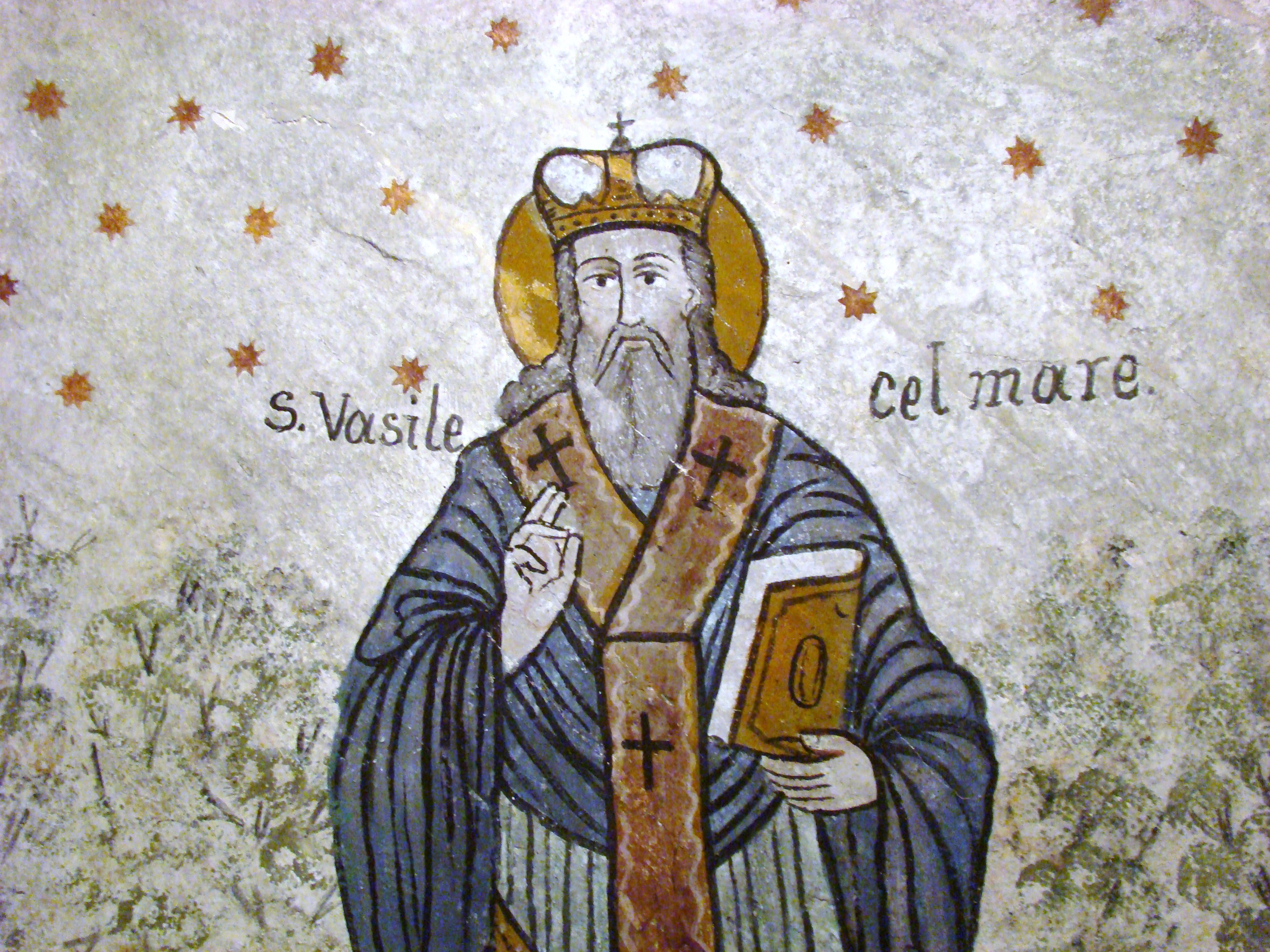
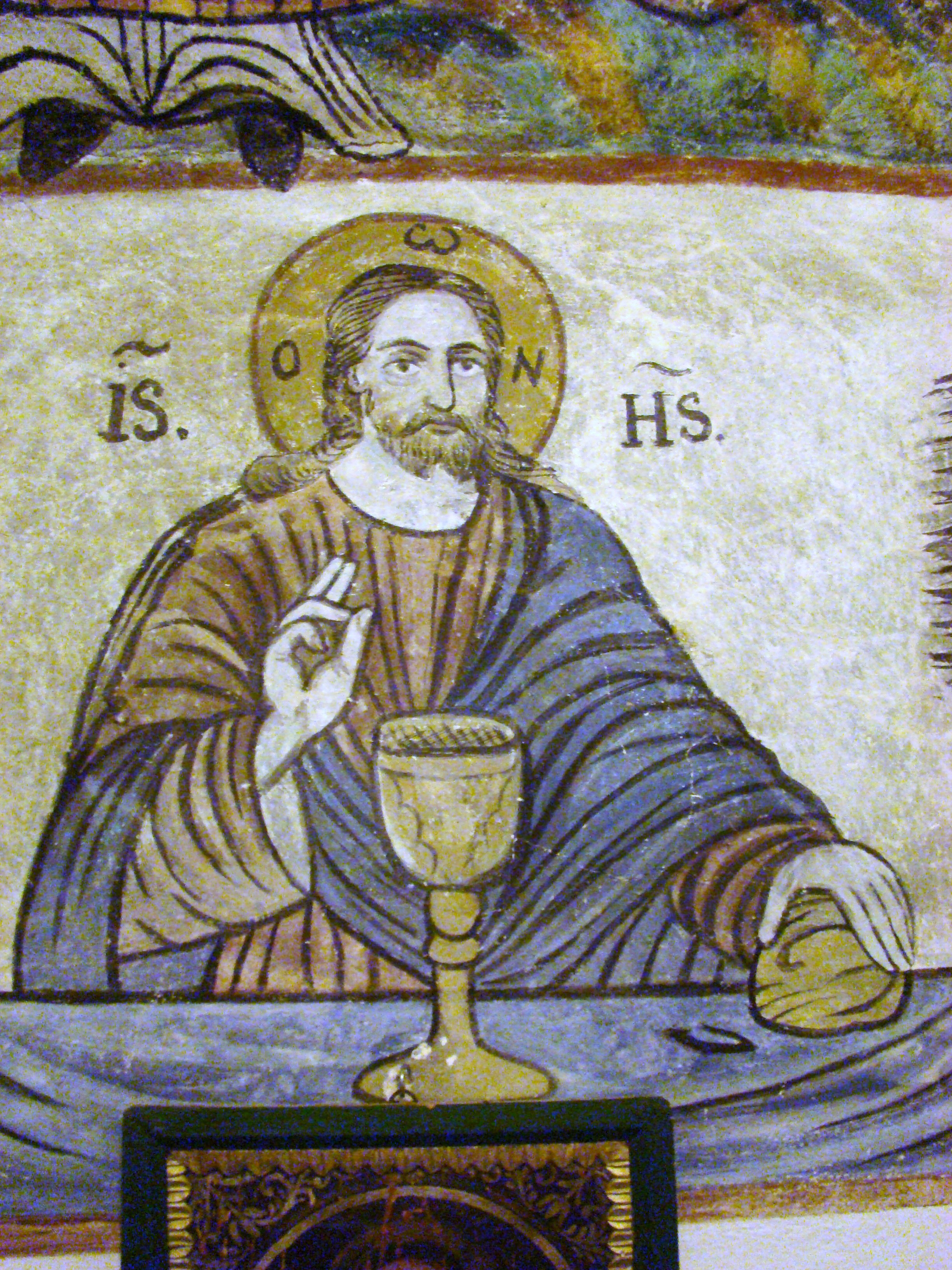
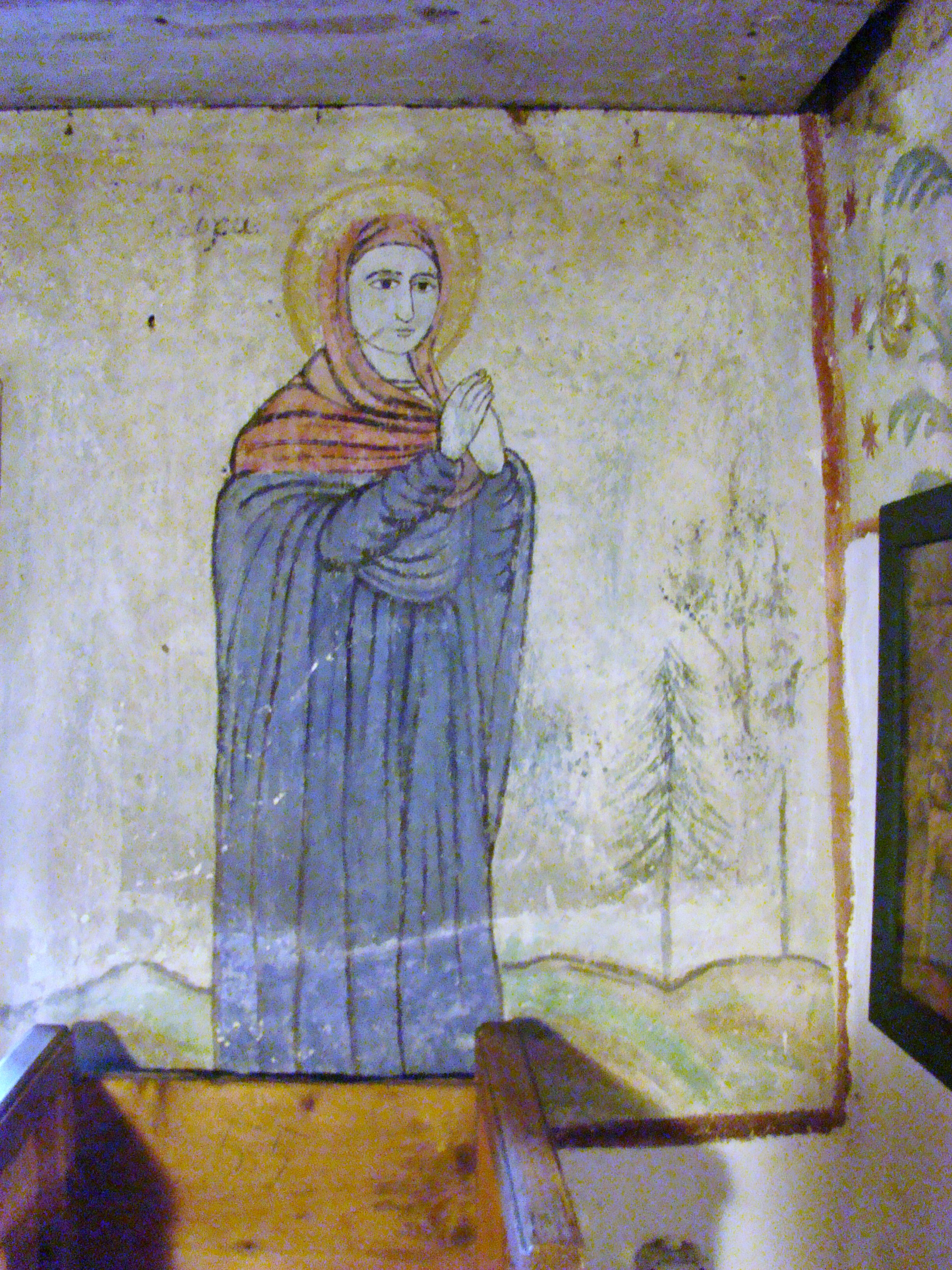
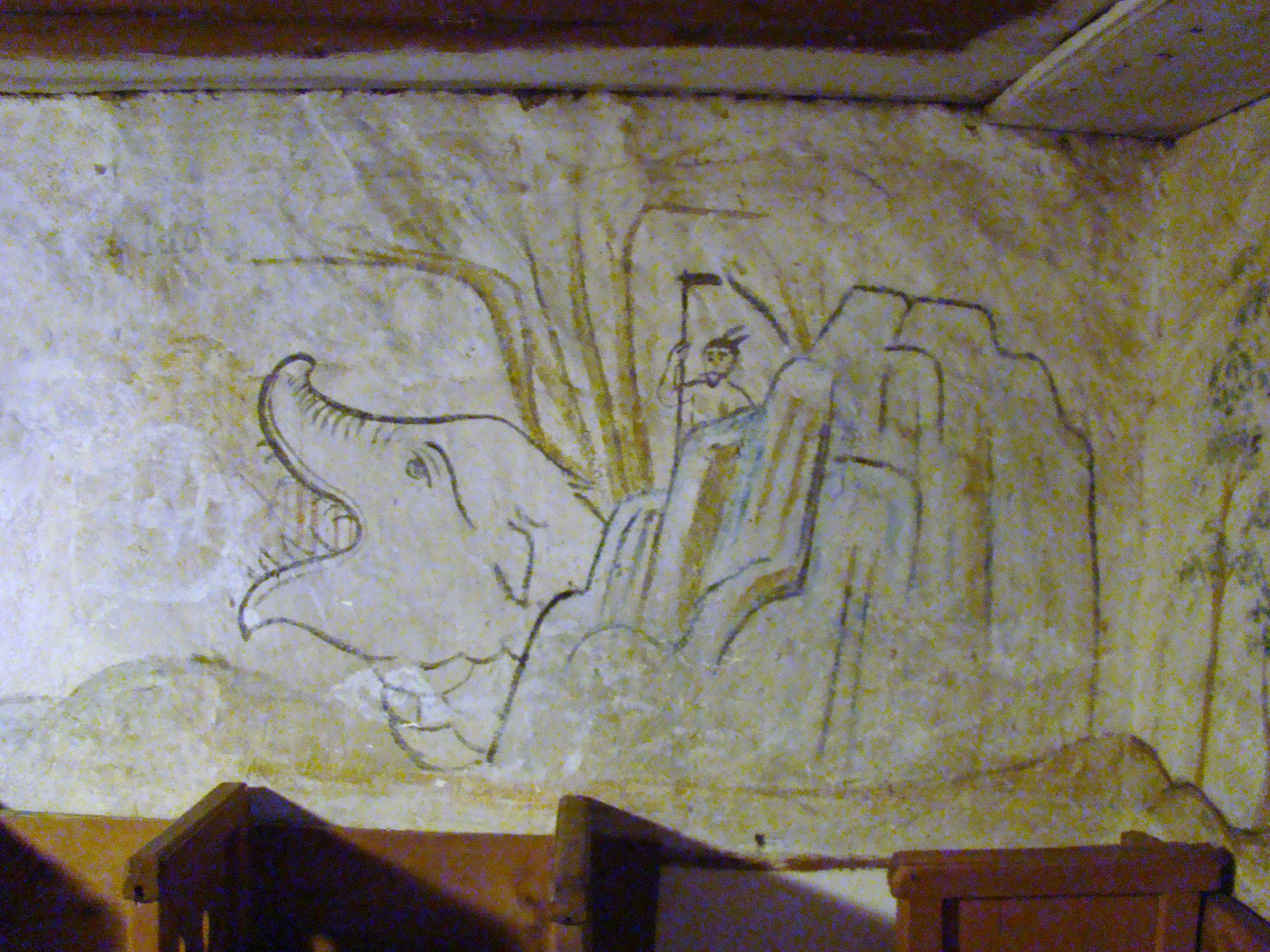
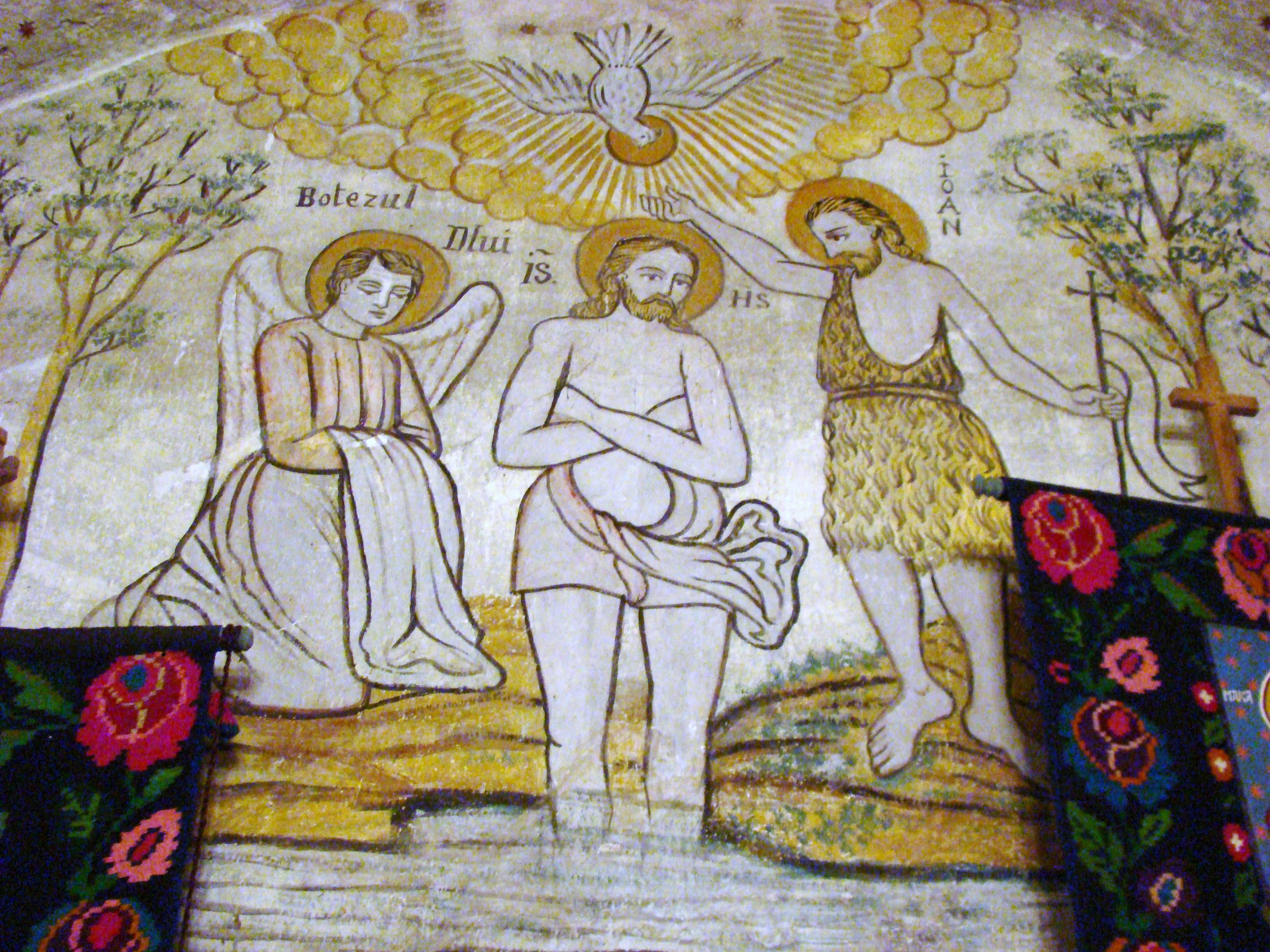
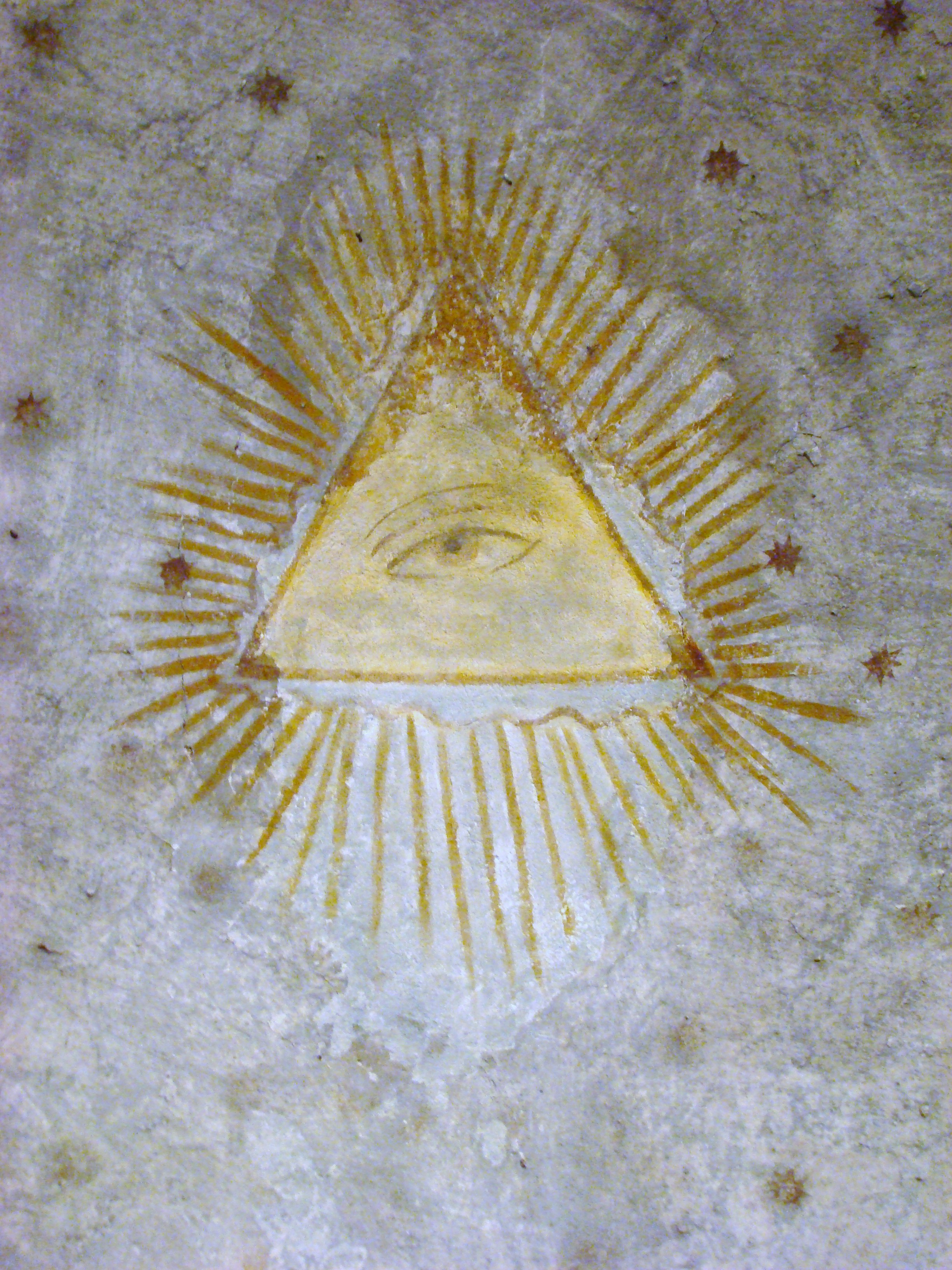
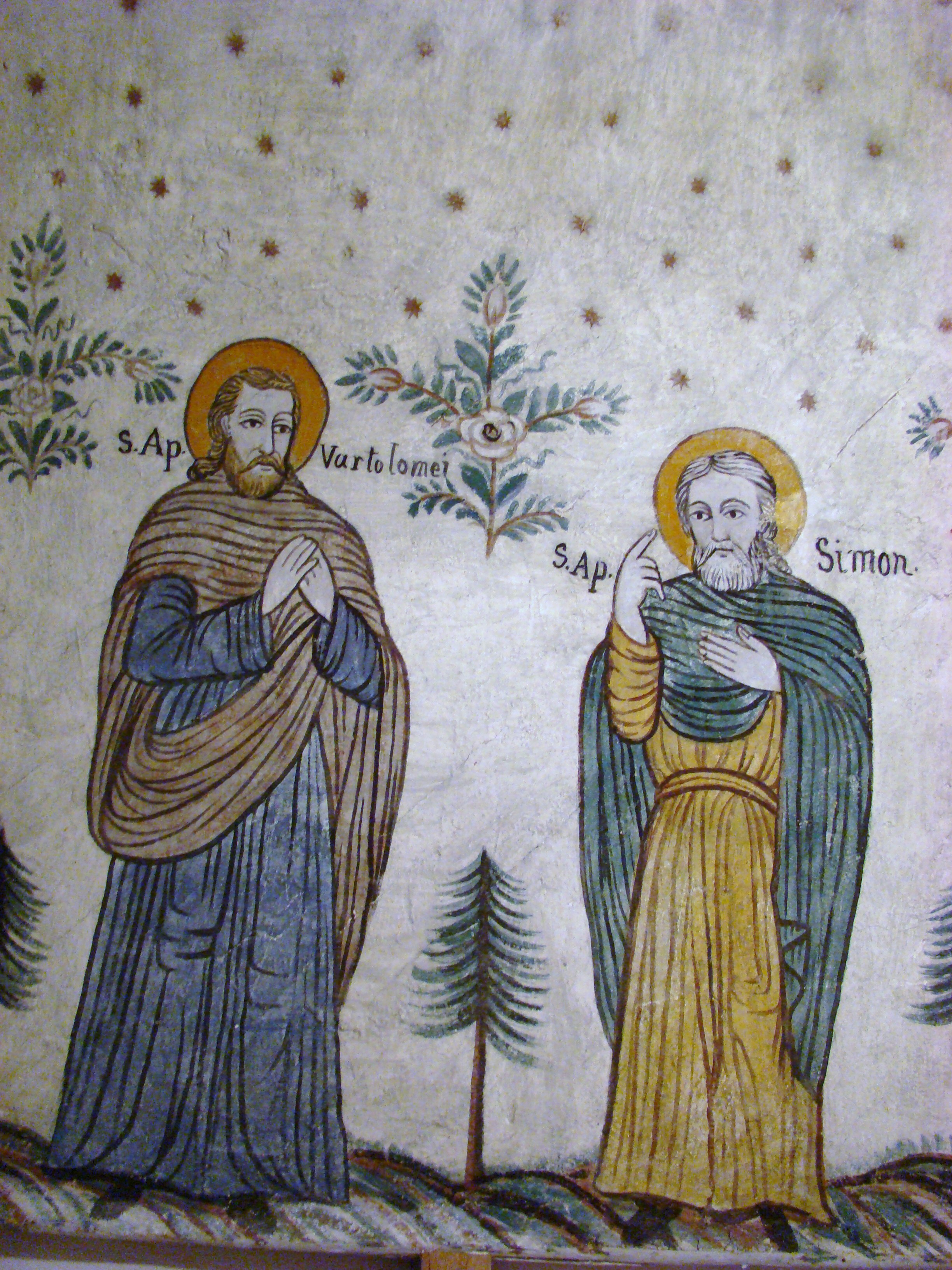
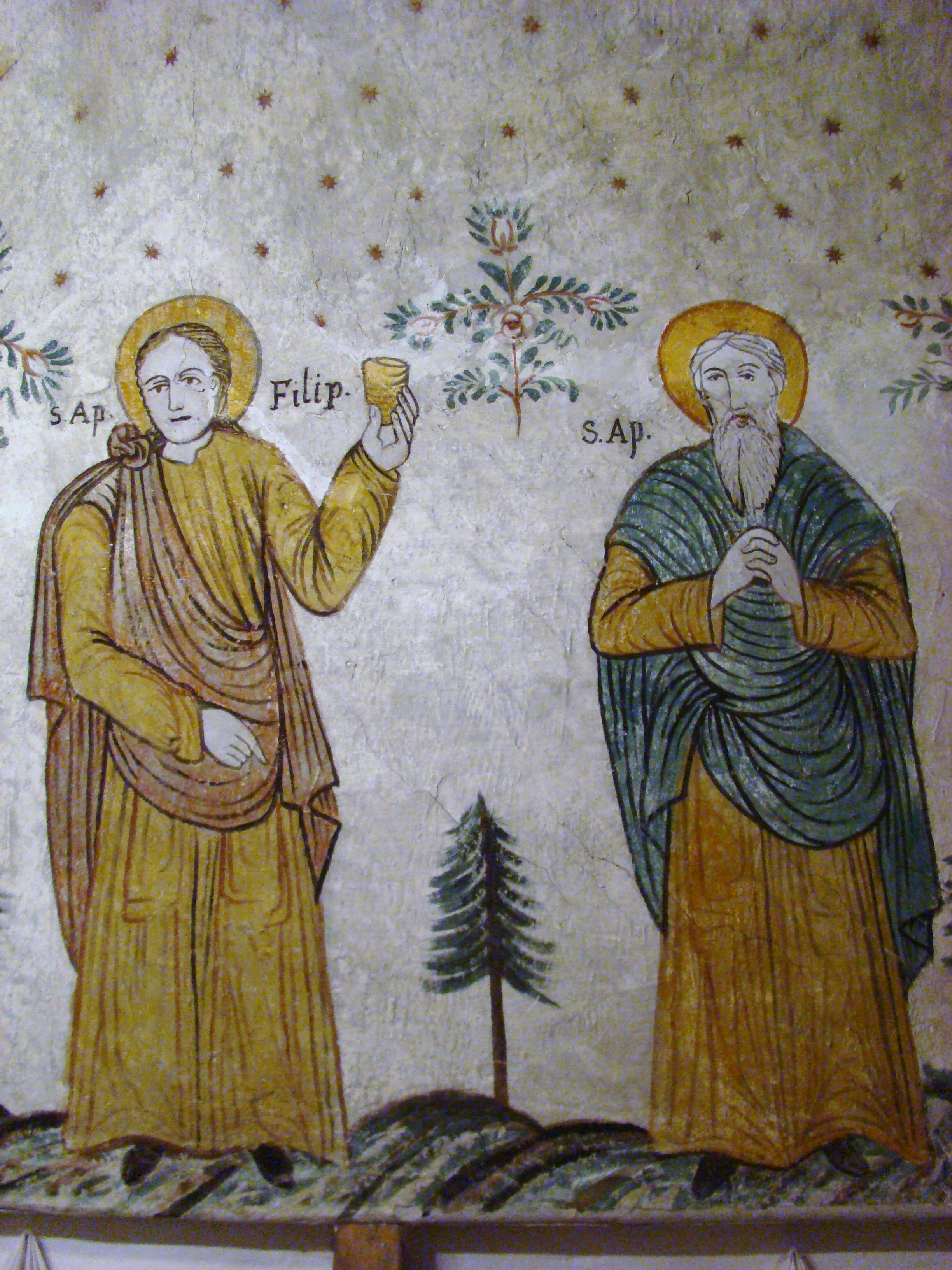
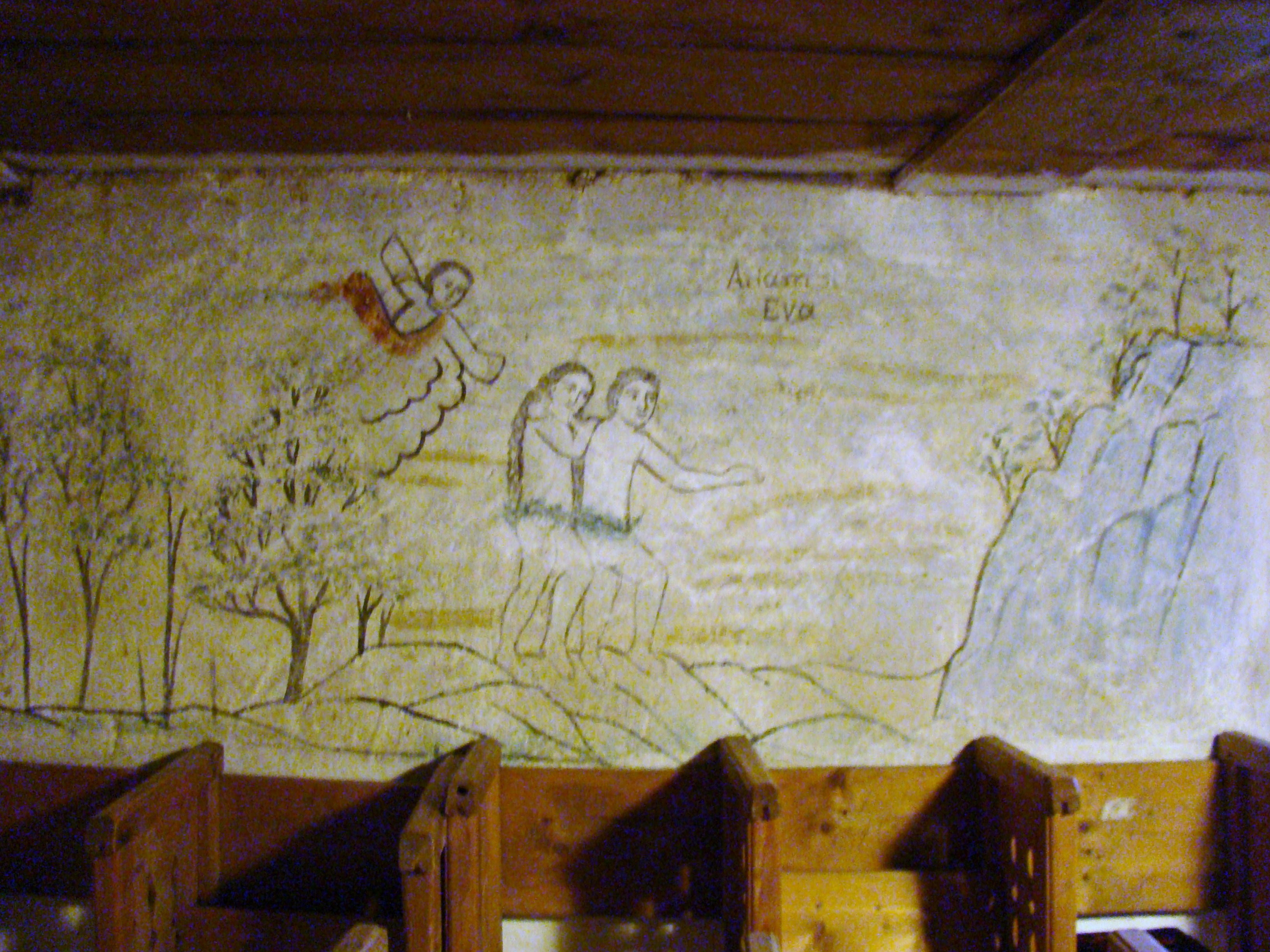
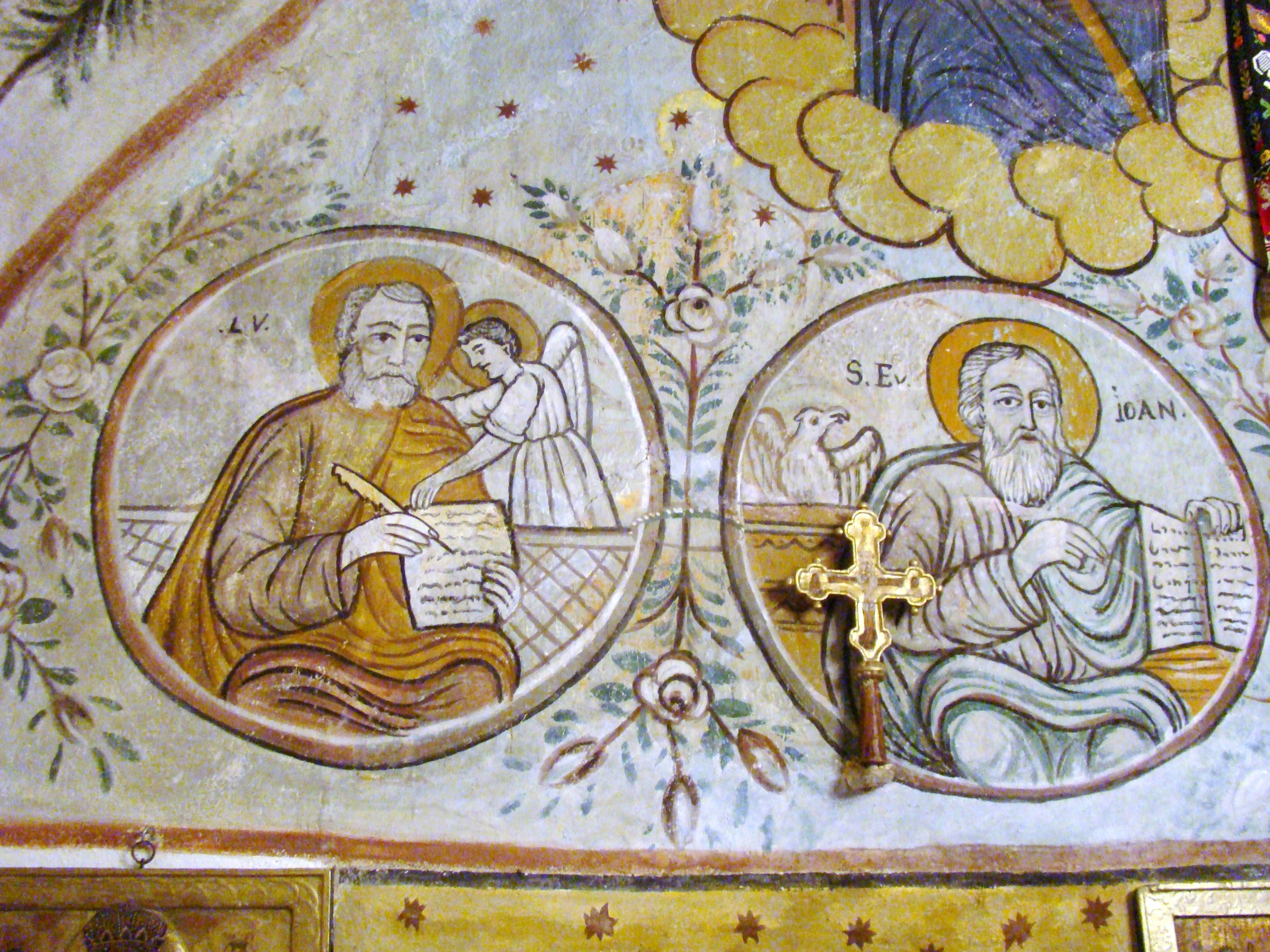
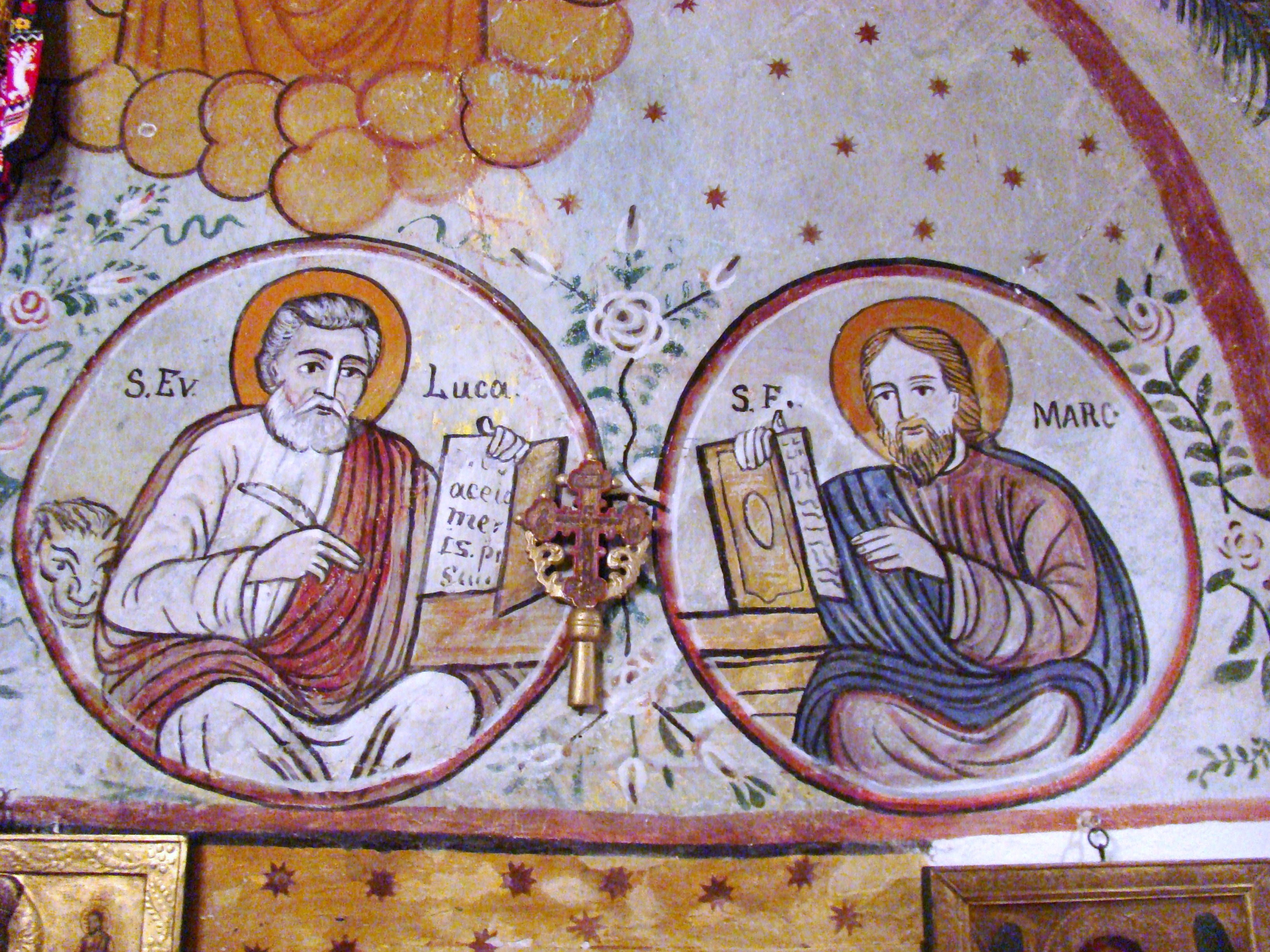
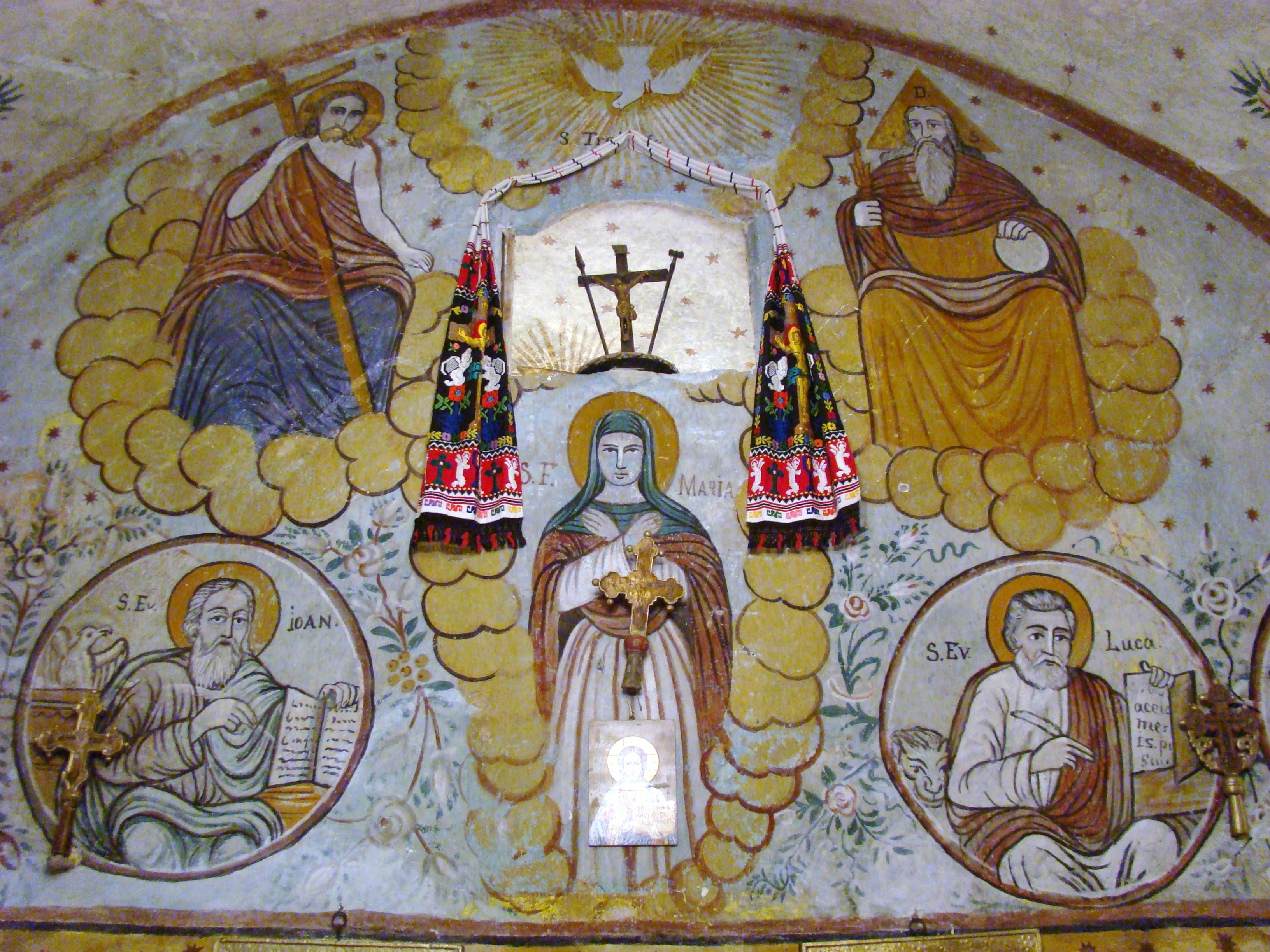
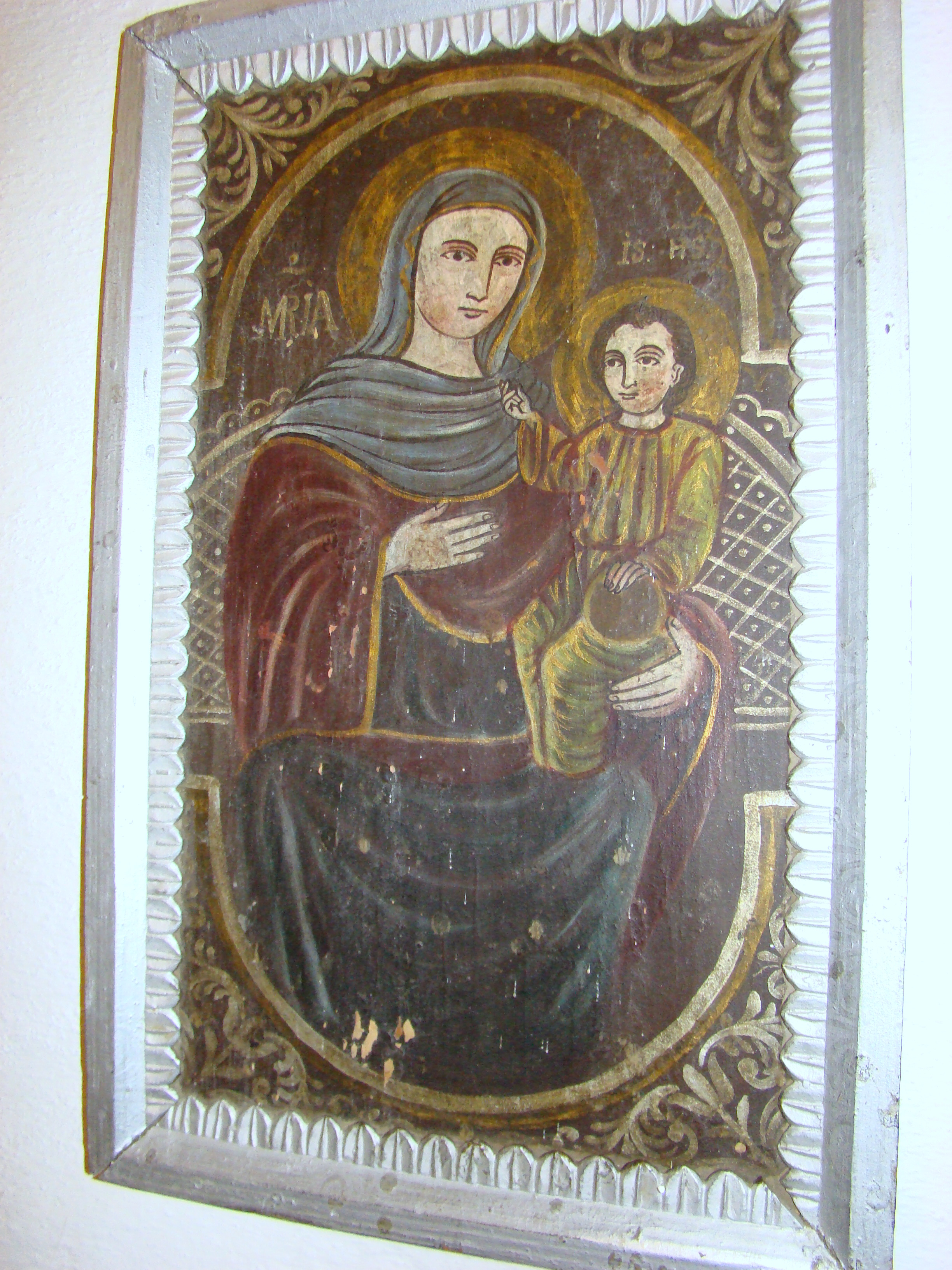
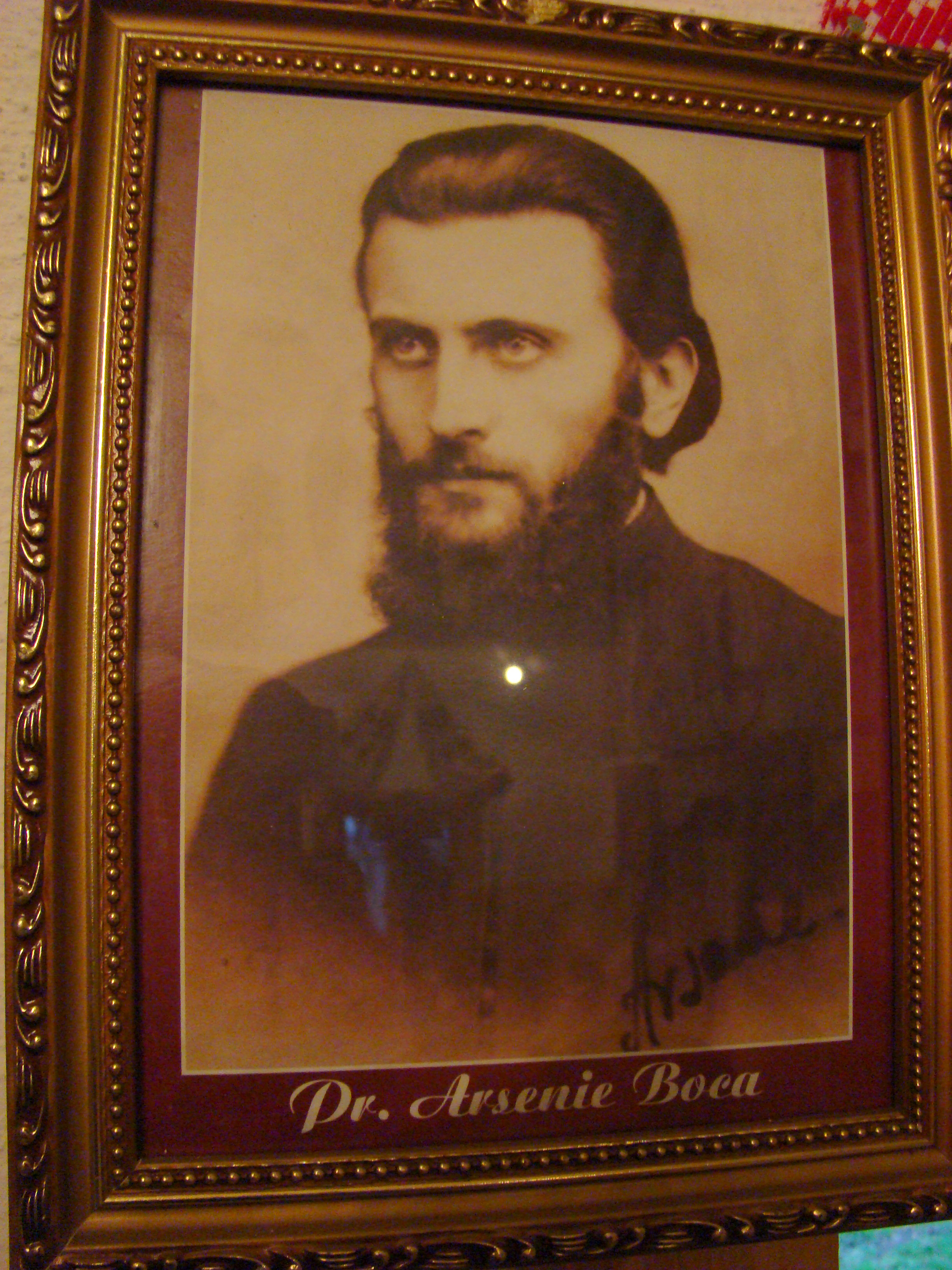
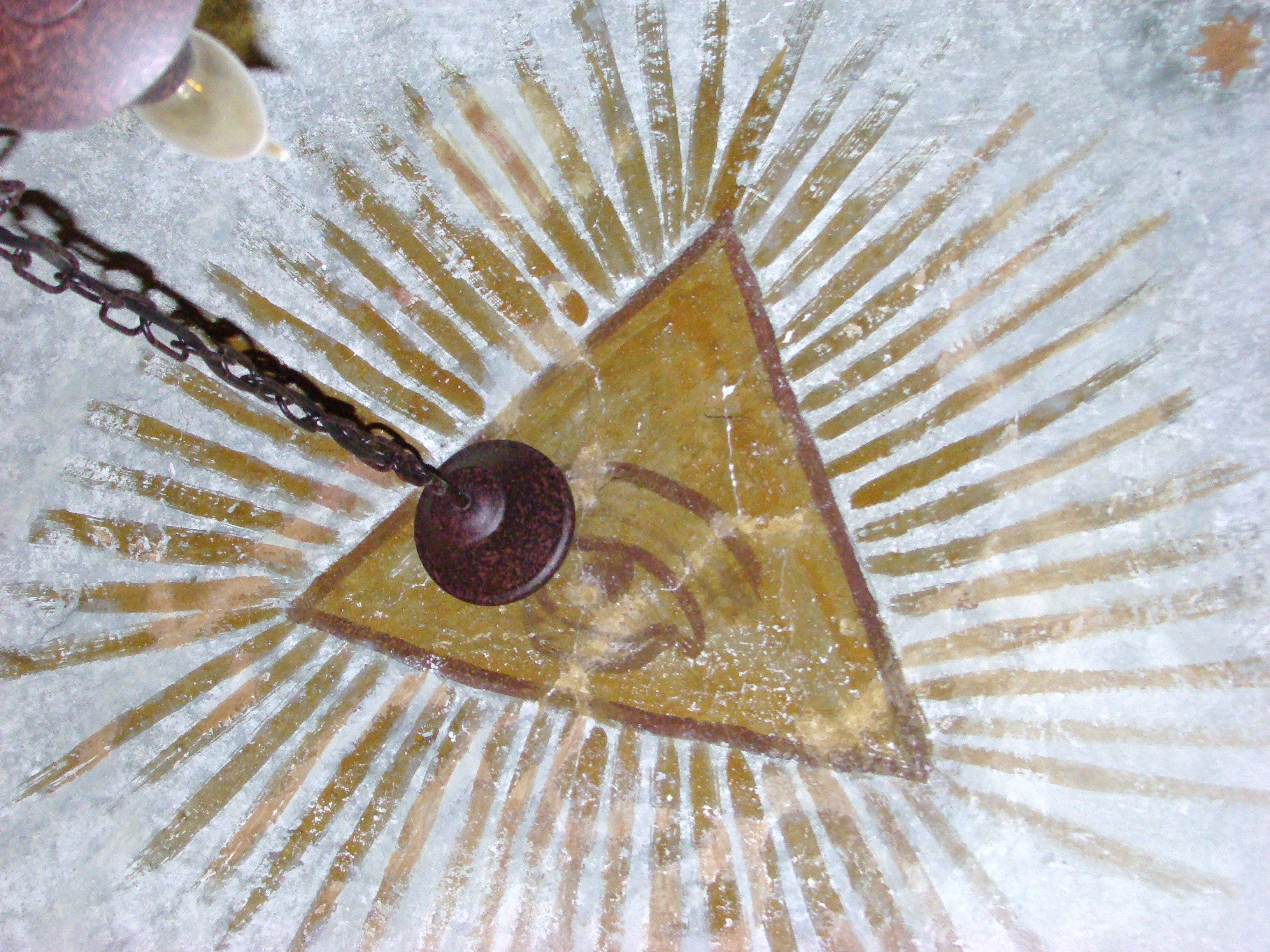
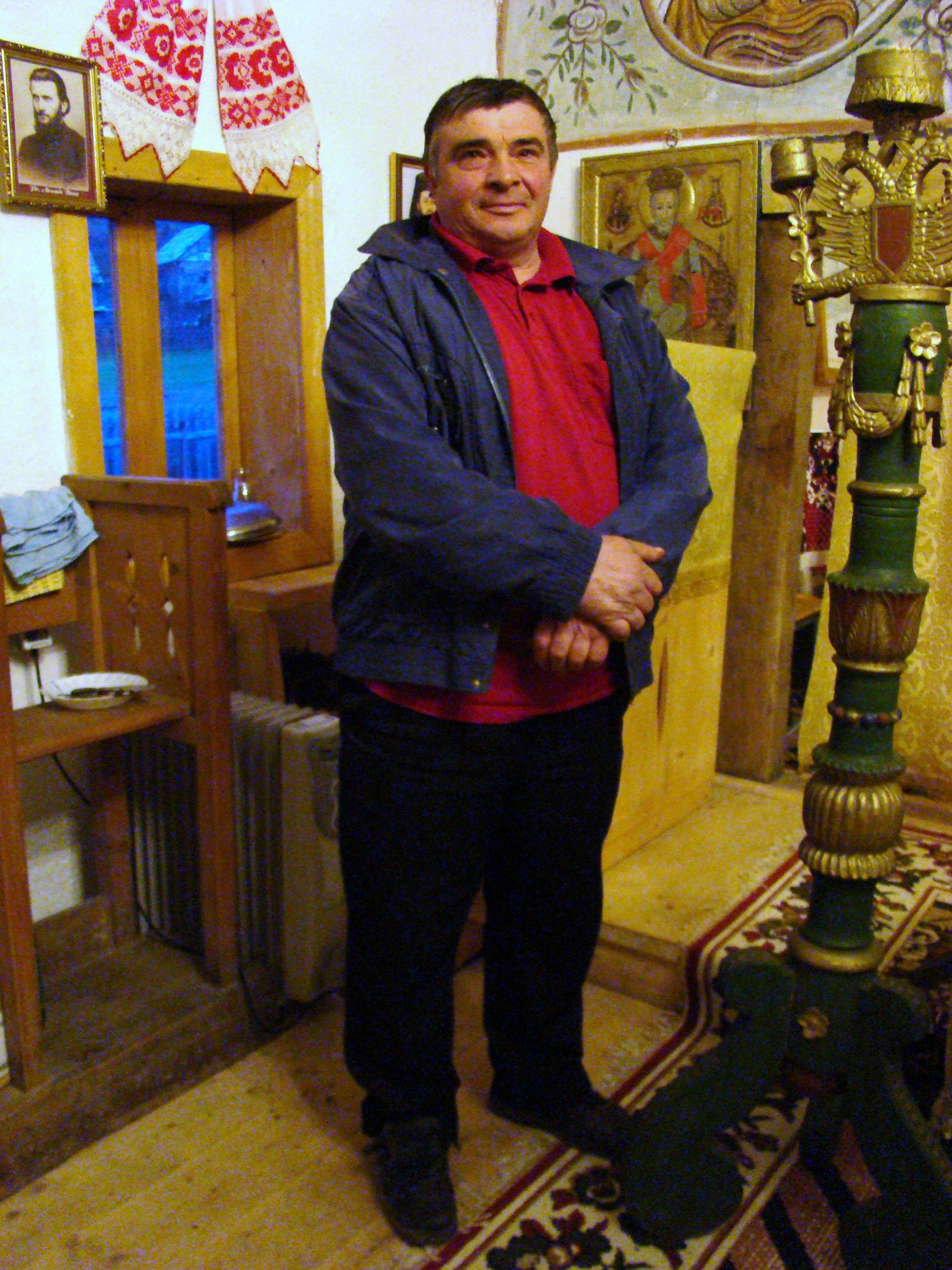
Crâsnicul Ștefan Bota